# Мохаве (пустеля)
Моха́ве (англ. Mojave) — пустеля площею близько 130 000 км², розташована на південному заході Сполучених Штатів Америки, переважно в штатах Каліфорнія та Невада, а також у прилеглих районах Аризони та Юти. Одна з чотирьох великих північноамериканських пустель, разом з пустелею Великого Басейну та пустелями Сонора та Чіуауа, серед яких Мохаве є найменшою та найпосушливішою. Всесвітній фонд дикої природи виділяє її в окремий неарктичний екорегіон пустель і склерофітних чагарників — Пустеля Мохаве (ідентифікатор WWF: NA1308). Геологічна служба США та Агенція з охорони довкілля США також визначають пустелю Мохаве як окремий екорегіон — Мохавські долини та хребти.
Пустеля Мохаве лежить у дощовій тіні Південної Сьєрра-Невади та Поперечних хребтів, які блокують вологу, що надходить з Тихого океану. Рельєф пустелі характеризується численними долинами, що перемежовуються паралельними гірськими хребтами. Більша частина Мохаве лежить на висоті від 610 до 1220 м над рівнем моря. Найвищою вершиною регіону є гора Чарльстон заввишки 3633 м, розташована у Весняних горах на північний захід від Лас-Вегаса. Водночас у Мохаве розташована Долина Смерті — найнижча западина у Північній Америці, що лежить на висоті 86 м нижче рівня моря.
Пустеля Мохаве характеризується високим різноманіттям флори та фауни. Тут розташовані різноманітні родовища корисних копалин, зокрема срібла, вольфраму, заліза та золота. Основними формами землекористування в регіоні є рекреаційна та військова діяльність, випас худоби та добування корисних копалин. Пустеля отримала назву на честь індіанського племені мохаве.

## Географія

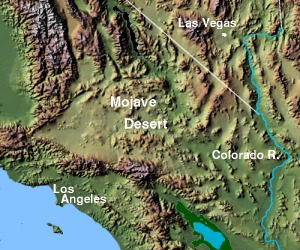
Топографія пустелі Мохаве

Розташована в Сполучених Штатах Америки, пустеля Мохаве охоплює південну частину штату Невада та південно-східну частину штату Каліфорнія, а також невеликі прилеглі області на заході Аризони та на крайньому південному заході Юти. Із заходу вона обмежена горами Сьєрра-Невада, які входять до екорегіону лісів Сьєрра-Невади, з південного заходу — горами Поперечних хребтів, які є частиною екорегіону чапаралю та рідколісь гір Каліфорнії. На півночі Мохаве переходить у пустелю Великого Басейну, на сході — у чагарники Колорадського плато, а на півдні — у пустелю Сонора.
Рельєф пустелі Мохаве характеризується численними долинами та хребтами. Широкі пустельні долини здебільшого перемежовуються паралельними гірськими хребтами, орієнтованими з півночі на південь. Підняті брилові гори регіону зазвичай мають стрімкі схили, однак, зазвичай є нижчими, ніж у Великому Басейні на півночі. Деякі найвищі гірські вершини регіону вкриті лісом і є частиною окремого екорегіону гірських лісів Великого Басейну.
Уздовж схилів гірських хребтів зустрічаються скупчення пологих алювіальних конусів, знаних як бахади. На дні багатьох долин розташовані пересохлі озера (плая), які є помітною особливістю ландшафту Мохаве. У плейстоцені, коли клімат регіону був вологішим, безстічні западини регіону були заповнені водою, однак за тисячоліття ці озера пересохли, залишивши по собі товстий шар солі, який розносить по пустелі вітер. Після сильних дощів пересохлі озера можуть ненадовго заповнюватися водою. Прикладами таких водойм є озеро Роджерса, озеро Харпер, озеро Менлі, озеро Манікс та озеро Мохаве.
У пустелі Мохаве також зустрічаються піщані дюни та солончаки. Найбільше скупчення дюн, знане як Диявольський майданчик, простягається більш ніж на 64 км з північного заходу на південний схід. Воно розташоване на території Національного заповідника Мохаве, між містечком Бейкер та горами Провіденс.

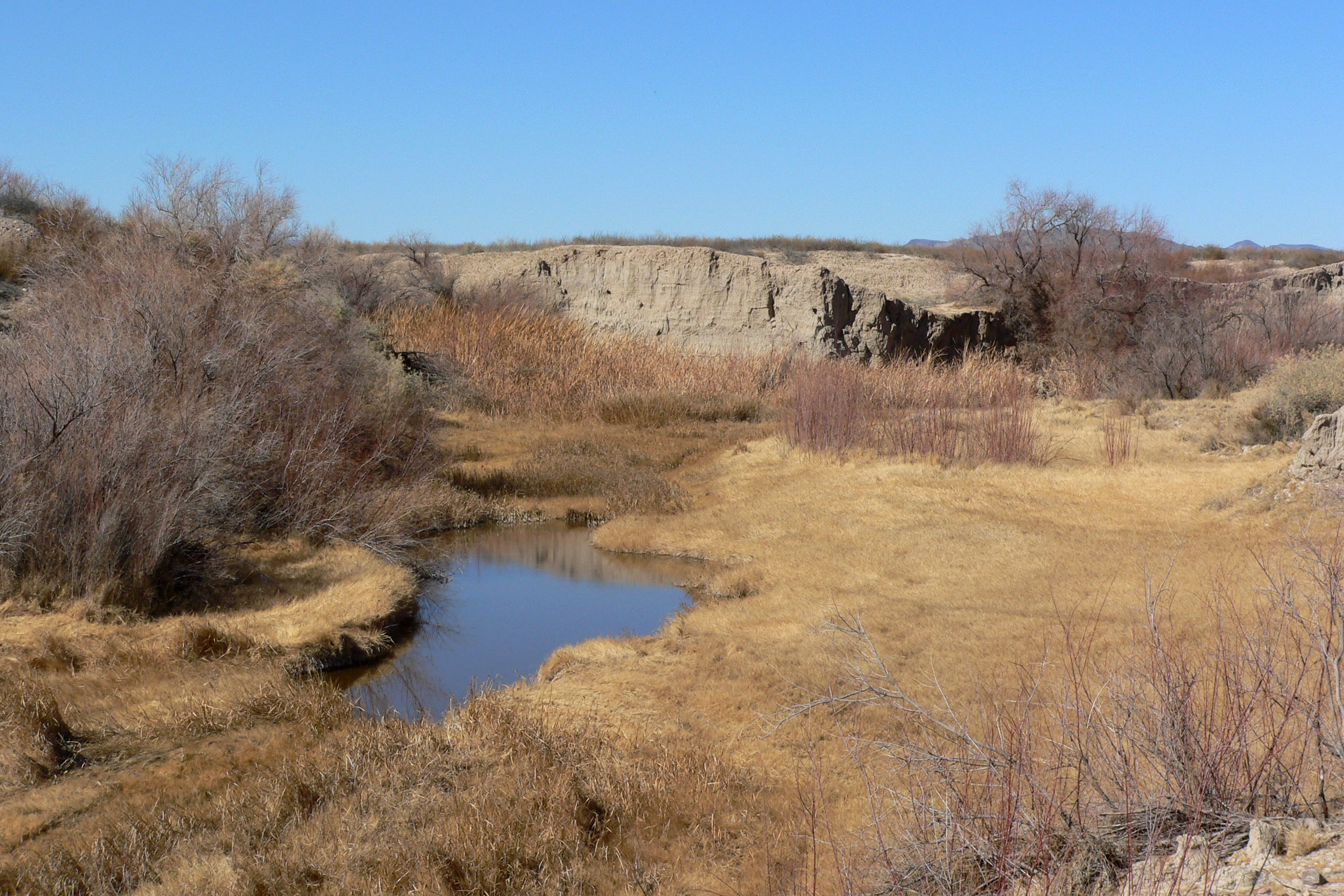
Річка Амаргоса

У Мохаве зустрічається дуже мало поверхневих водойм. Більшість водних потоків у регіоні — це ефемерні струмки, що з'являються лише під час сильних дощів. Винятком є велика річка Колорадо, яка протікає на сході регіону. Вона бере початок у Скелястих горах, тече на південний схід, перетинаючи Колорадське плато, після чого прорізає Великий каньйон і тече пустелею Мохаве на південь. У XX столітті на річці Колорадо була побудована велика гребля Гувера. Сформоване нею озеро Мід, найбільше водосховище США, забезпечує водою майже 20 мільйонів людей в Аризоні, Неваді та Каліфорнії. Нижче за течією Колорадо розташоване інше велике водосховище — озеро Мохаве, сформоване греблею Девіс. Далі річка тече на південь через пустелю Сонора та впадає у Каліфорнійську затоку.
Через територію пустелі Мохаве протікають ще дві великі річки — Мохаве та Амаргоса. Перша бере початок у горах Сан-Бернардіно, тече на південь та утворює внутрішню дельту на західній окраїні Національного заповідника Мохаве. Під час сильних дощів її вода досягає озера Сода, яке є залишком голоценового озера Мохаве. Амаргоса протікає однойменною долиною та губиться в пустелі в Долині Смерті. Обидві річки переважно течуть під землею, а їхні поверхневі річища залишаються сухими, за винятком невеликих ділянок та коротких періодів після сильних дощів.
В пустелі Мохаве є кілька природних джерел і струмків, що живляться підземними водами. Такі оази зустрічаються у заповіднику Еш-Медоуз на південному заході Невади та в Оазовій долині в пустелі Амаргоса.

### Межі пустелі
Деякі екологи вважають пустелю Мохаве перехідною зоною між пустелею Великого Басейну, на яку вона подібна у своїй північній частині, та пустелею Сонора, на яку вона подібна у південній частині. Попри це, низка унікальних рис, характерних саме для Мохаве, дозволяють виділити її в окремий екорегіон. Близько чверті видів рослин, поширених у пустелі, є ендеміками, тобто більше ніде у світі не зустрічаються. Серед однорічних рослин, багато з яких є ефемерними, рівень ендемізму ще вищий — майже 80 %. Одним з характерних ендеміків Мохаве є коротколиста юка (Yucca brevifolia), також знана як дерево Джошуа, один із символів регіону.
Південні та східні межі пустелі Мохаве визначаються поширенням індикаторних видів флори та фауни, а також різницею в кліматі. Західні межі регіону, які проходять вздовж гір, є чіткішими: гори Сан-Габріель і Сан-Бернардіно, що простягаються уздовж розлому Сан-Андреас, формують чітку межу між пустелею Мохаве на сході та прибережними районами Південної Каліфорнії на заході, а розлом Гарлок відділяє пустелю Мохаве від гір Сьєрра-Невада та Техачапі.

## Геологія

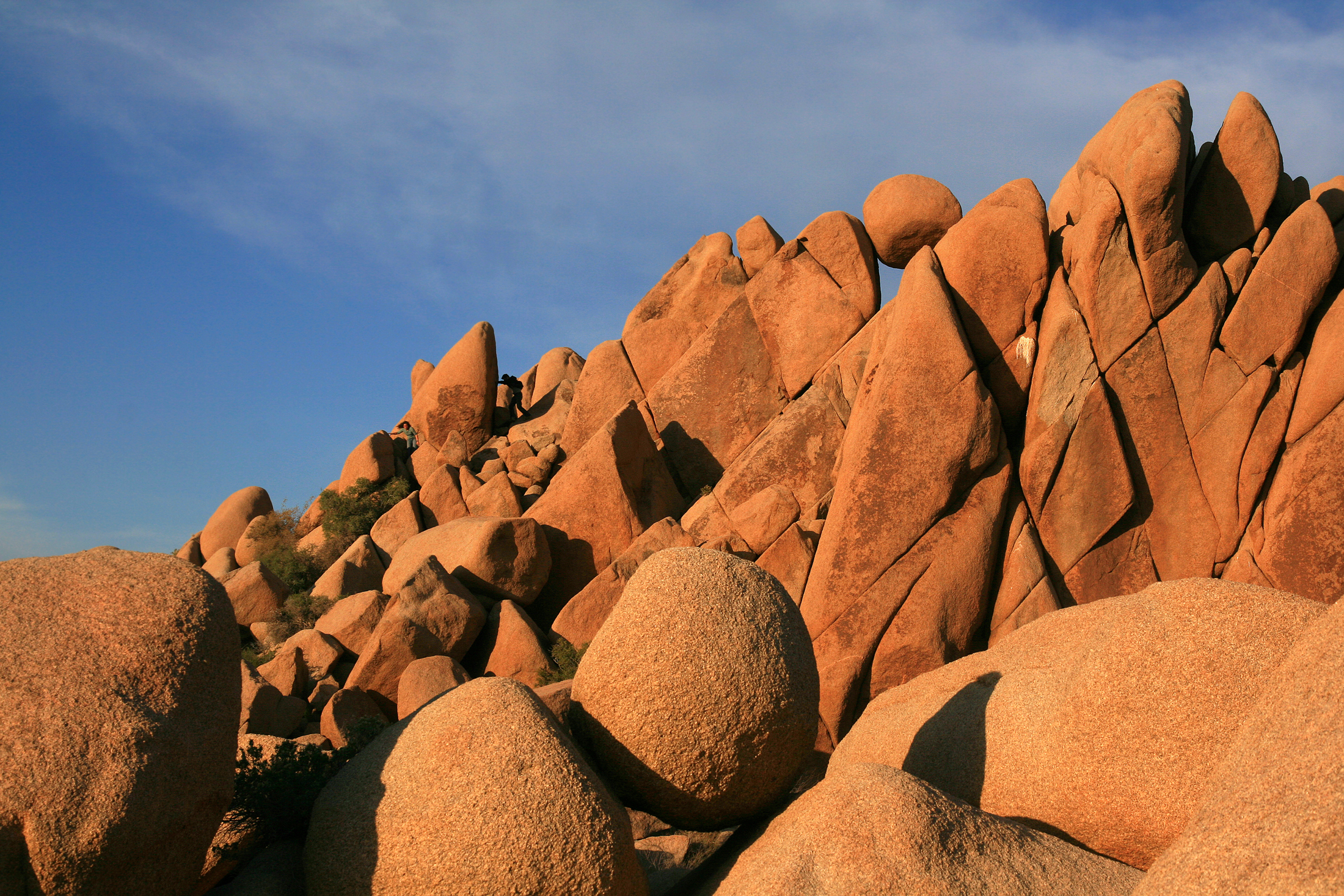
Скельні формації у Національному парку Джошуа-Трі

В регіоні переважають карбонатні осадові гірські породи — вапняки та доломіти, які сформувалися у докембрії та палеозої, коли на місці пустелі Мохаве було мілководне море. Протягом мезозойської ери шари осадових гірських порід були насунуті один на одного, сформувавши складки, а вулканізм породив великі гранітні інтрузивні батоліти. Протягом кайнозойської ери територія регіону пережила великі тектонічні деформації, які породили сучасний ландшафт долин і хребтів, та знову була частково затоплена. В олігоцені регіон так само зазнав великої вулканічної активності. Вважається, що сильні дощі, характерні для регіону в міоцені, призвели до значної ерозії гірських порід Мохаве та прискорили акумуляцію. Останні вулканічні виверження відбулися в пустелі близько 8000 років тому.
На території Мохаве зустрічаються родовища різноманітних мінералів та металевих руд. Клімат регіону сприяє акумуляції вивітреної корінної породи, дрібного піску та мулу, причому як піщані, так і мулові відклади перетворюються на колювій. До початку Другої світової війни в регіоні видобували поклади золота, вольфраму та срібла. Крім того, в пустелі зустрічаються родовища мідних, олов'яних, свинцево-цинкових, марганцевих і залізних руд, а також різних радіоактивних мінералів, але їхнього комерційного видобутку в регіону не відбувалося.

## Клімат

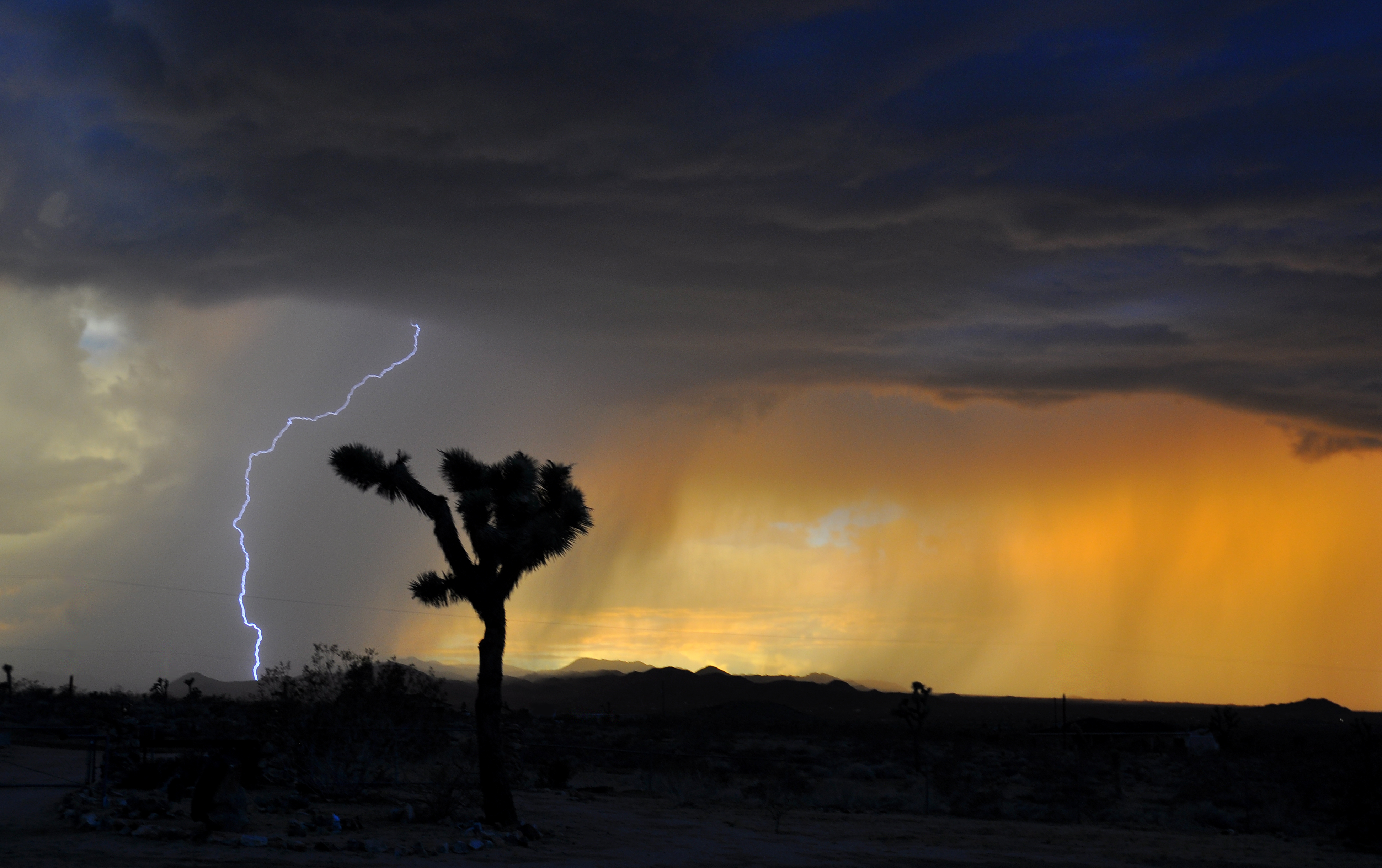
Літня гроза у пустелі Мохаве

У пустелі Мохаве переважає пустельний клімат (BWh або BWk за класифікацією кліматів Кеппена), який характеризується довгим, дуже спекотним і сухим літом та короткою, м'якою і сухою зимою. У високогір'ях регіону панує середземноморський клімат (Csb), субарктичний клімат (Dsc) або тундровий клімат (ET).
Середні максимальні температури взимку у високогір'ях Мохаве становлять близько 5 °C, однак вночі температура може опускатися до -5 °C і нижче. У долинах, на значно менших висотах, максимальні зимові температури часто перевищують 20 °C. Заморозки трапляються на всій території регіону, але безморозний період на більшій частині Мохаве, крім гірських вершин, становить 150—350 днів.
Влітку (з травня по вересень) середні максимальні температури зазвичай підіймаються вище 32 °C і часто перевищують 38 °C. Загалом для літа в регіоні характерна сильна спека, під час хвиль якої температура у долинах може піднятися вище 46 °C і навіть досягнути 50 °C. Відносна вологість повітря у цей час дуже низька, зазвичай менше 30 %, що дозволяє легше переносити спеку. Низька відносна вологість, високі температури та низький атмосферний тиск витягують вологу з Мексиканської затоки, що наприкінці літа призводить до гроз і сильних злив на південному заході регіону. Ці грози, знані як північноамериканські мусони, можуть призвести до повеней у глибоких долинах.
Весна та осінь в регіоні теплі та сухі, однак з Тихого океану можуть приходити випадкові дощі. Жовтень є одним із найспекотніших, найсухіших і найсонячніших місяців у пустелі Мохаве. Температура в долинах у цей час становить близько 25 °C або навіть вище 30 °C.
Середньорічна кількість опадів у пустелі Мохаве переважно становить від 65 мм до 190 мм, однак у високогір'ях гірських хребтів опадів може випадати до 900 мм. На клімат регіону значно впливають високі гори Сьєрра-Невада, розташовані на сході Каліфорнії, що підіймаються на висоту понад 4300 м над рівнем моря та відкидають велику дощову тінь на пустелю, розташовану східніше. Повітряні маси, що надходять з Тихого океану, швидко втрачають вологу у вигляді дощу та снігу, коли підіймаються стрімкими гірськими схилами. Коли повітря досягає східної сторони гір, воно містить небагато вологи. Інші гірські хребти, розташовані східніше, такі як гори Панамінт або Весняні гори, також відкидають дощову тінь, внаслідок чого клімат пустелі Мохаве є найпосушливішим у США.
Найпосушливішою частиною регіону є Долина Смерті, де за рік в середньому випадає лише 56 мм опадів. Ця місцевість відома тим, що 10 липня 1913 року тут було зареєстровано найвищу температуру повітря на Землі — 56,7 °C. На честь цієї події у розташованому неподалік містечку Бейкер була встановлена пам'ятка у вигляді найвищого у світі термометра. Найвища температура поверхні, зареєстрована у Долині Смерті, становить 93,9 °C, що також є найбільшим зареєстрованим показником в історії. Серед інших рекордів, зареєстрованих у пустелі Мохаве — одна з найвищих у світі тривалостей сонячного сяйва. Так, Лас-Вегас отримує в середньому 3825 годин сонячного світла на рік, або ж 315 сонячних днів (85 % часу).
| Клімат Фернес-Кріку, Долина Смерті, Каліфорнія (1991–2020, екстремуми 1911–2021). Висота -58 м нижче рівня моря. | Клімат Фернес-Кріку, Долина Смерті, Каліфорнія (1991–2020, екстремуми 1911–2021). Висота -58 м нижче рівня моря. | Клімат Фернес-Кріку, Долина Смерті, Каліфорнія (1991–2020, екстремуми 1911–2021). Висота -58 м нижче рівня моря. | Клімат Фернес-Кріку, Долина Смерті, Каліфорнія (1991–2020, екстремуми 1911–2021). Висота -58 м нижче рівня моря. | Клімат Фернес-Кріку, Долина Смерті, Каліфорнія (1991–2020, екстремуми 1911–2021). Висота -58 м нижче рівня моря. | Клімат Фернес-Кріку, Долина Смерті, Каліфорнія (1991–2020, екстремуми 1911–2021). Висота -58 м нижче рівня моря. | Клімат Фернес-Кріку, Долина Смерті, Каліфорнія (1991–2020, екстремуми 1911–2021). Висота -58 м нижче рівня моря. | Клімат Фернес-Кріку, Долина Смерті, Каліфорнія (1991–2020, екстремуми 1911–2021). Висота -58 м нижче рівня моря. | Клімат Фернес-Кріку, Долина Смерті, Каліфорнія (1991–2020, екстремуми 1911–2021). Висота -58 м нижче рівня моря. | Клімат Фернес-Кріку, Долина Смерті, Каліфорнія (1991–2020, екстремуми 1911–2021). Висота -58 м нижче рівня моря. | Клімат Фернес-Кріку, Долина Смерті, Каліфорнія (1991–2020, екстремуми 1911–2021). Висота -58 м нижче рівня моря. | Клімат Фернес-Кріку, Долина Смерті, Каліфорнія (1991–2020, екстремуми 1911–2021). Висота -58 м нижче рівня моря. | Клімат Фернес-Кріку, Долина Смерті, Каліфорнія (1991–2020, екстремуми 1911–2021). Висота -58 м нижче рівня моря. | Клімат Фернес-Кріку, Долина Смерті, Каліфорнія (1991–2020, екстремуми 1911–2021). Висота -58 м нижче рівня моря. |
| Показник | Січ. | Лют. | Бер. | Квіт. | Трав. | Черв. | Лип. | Серп. | Вер. | Жовт. | Лист. | Груд. | Рік |
| Абсолютний максимум, °C                                                                                          | 32,2 | 38,9 | 42,2 | 45,0 | 50,0 | 55,0 | 56,7 | 55,0 | 51,7 | 47,8 | 36,7 | 31,7 | 56,7 |
| Середній максимум, °C                                                                                            | 19,6 | 23,2 | 28,1 | 32,8 | 38,2 | 43,9 | 47,4 | 46,6 | 42,1 | 34,1 | 25,2 | 18,7 | 33,3 |
| Середня температура, °C                                                                                          | 12,7 | 16,3 | 21,0 | 25,5 | 31,0 | 36,4 | 40,1 | 39,1 | 34,1 | 26,1 | 17,8 | 11,9 | 26,0 |
| Середній мінімум, °C                                                                                             | 5,8 | 9,4 | 13,9 | 18,2 | 23,9 | 28,9 | 32,8 | 31,5 | 26,2 | 18,0 | 10,3 | 5,1 | 18,7 |
| Абсолютний мінімум, °C                                                                                           | −9,4 | −6,7 | −3,3 | 1,7 | 5,6 | 9,4 | 16,7 | 18,3 | 5,0 | 0,0 | −4,4 | −7,2 | −9,4 |
| Середня кількість сонячних годин на місяць                                                                       | 217 | 226 | 279 | 330 | 372 | 390 | 403 | 372 | 330 | 310 | 210 | 186 | 3625 |
| Норма опадів, мм                                                                                                 | 9.4 | 13.2 | 6.4 | 2.5 | 0.8 | 1.3 | 2.5 | 2.5 | 5.1 | 3.0 | 2.5 | 6.6 | 55.9 |
| --- | --- | --- | --- | --- | --- | --- | --- | --- | --- | --- | --- | --- | --- |

| Клімат Лас-Вегаса, Невада (1991–2020, екстремуми 1937–2021) | Клімат Лас-Вегаса, Невада (1991–2020, екстремуми 1937–2021) | Клімат Лас-Вегаса, Невада (1991–2020, екстремуми 1937–2021) | Клімат Лас-Вегаса, Невада (1991–2020, екстремуми 1937–2021) | Клімат Лас-Вегаса, Невада (1991–2020, екстремуми 1937–2021) | Клімат Лас-Вегаса, Невада (1991–2020, екстремуми 1937–2021) | Клімат Лас-Вегаса, Невада (1991–2020, екстремуми 1937–2021) | Клімат Лас-Вегаса, Невада (1991–2020, екстремуми 1937–2021) | Клімат Лас-Вегаса, Невада (1991–2020, екстремуми 1937–2021) | Клімат Лас-Вегаса, Невада (1991–2020, екстремуми 1937–2021) | Клімат Лас-Вегаса, Невада (1991–2020, екстремуми 1937–2021) | Клімат Лас-Вегаса, Невада (1991–2020, екстремуми 1937–2021) | Клімат Лас-Вегаса, Невада (1991–2020, екстремуми 1937–2021) | Клімат Лас-Вегаса, Невада (1991–2020, екстремуми 1937–2021) |
| Показник                                                    | Січ.                                                        | Лют.                                                        | Бер.                                                        | Квіт.                                                       | Трав.                                                       | Черв.                                                       | Лип.                                                        | Серп.                                                       | Вер.                                                        | Жовт.                                                       | Лист.                                                       | Груд.                                                       | Рік                                                         |
| Абсолютний максимум, °C                                     | 25,0                                                        | 30,6                                                        | 33,3                                                        | 37,2                                                        | 42,8                                                        | 47,2                                                        | 47,2                                                        | 46,7                                                        | 45,6                                                        | 39,4                                                        | 30,6                                                        | 25,6                                                        | 47,2                                                        |
| Середній максимум, °C                                       | 14,7                                                        | 17,2                                                        | 21,7                                                        | 25,8                                                        | 31,4                                                        | 37,4                                                        | 40,3                                                        | 39,3                                                        | 34,9                                                        | 27,3                                                        | 19,5                                                        | 13,8                                                        | 26,9                                                        |
| Середня температура, °C                                     | 9,7                                                         | 11,9                                                        | 16,0                                                        | 19,8                                                        | 25,2                                                        | 30,9                                                        | 34,0                                                        | 33,2                                                        | 28,7                                                        | 21,3                                                        | 14,0                                                        | 9,0                                                         | 21,2                                                        |
| Середній мінімум, °C                                        | 4,7                                                         | 6,7                                                         | 10,3                                                        | 13,8                                                        | 18,9                                                        | 24,3                                                        | 27,8                                                        | 27,0                                                        | 22,4                                                        | 15,3                                                        | 8,5                                                         | 4,2                                                         | 15,3                                                        |
| Абсолютний мінімум, °C                                      | −13,3                                                       | −8,9                                                        | −7,2                                                        | −0,6                                                        | 3,3                                                         | 8,9                                                         | 13,3                                                        | 12,2                                                        | 6,1                                                         | −3,3                                                        | −9,4                                                        | −11,7                                                       | −13,3                                                       |
| Середня кількість сонячних годин на місяць                  | 245,2                                                       | 246,7                                                       | 314,6                                                       | 346,1                                                       | 388,1                                                       | 401,7                                                       | 390,9                                                       | 368,5                                                       | 337,1                                                       | 304,4                                                       | 246,0                                                       | 236,0                                                       | 3,825,3                                                     |
| Норма опадів, мм                                            | 14.2                                                        | 20.3                                                        | 10.7                                                        | 5.1                                                         | 1.8                                                         | 1.0                                                         | 9.7                                                         | 8.1                                                         | 8.1                                                         | 8.1                                                         | 7.6                                                         | 11.4                                                        | 106.2                                                       |
| Днів з опадами                                              | 3,1                                                         | 4,1                                                         | 2,8                                                         | 1,6                                                         | 1,1                                                         | 0,4                                                         | 2,5                                                         | 2,2                                                         | 1,8                                                         | 1,7                                                         | 1,5                                                         | 3,0                                                         | 25,8                                                        |
| Днів зі снігом                                              | 0,0                                                         | 0,1                                                         | 0,0                                                         | 0,0                                                         | 0,0                                                         | 0,0                                                         | 0,0                                                         | 0,0                                                         | 0,0                                                         | 0,0                                                         | 0,0                                                         | 0,1                                                         | 0,2                                                         |
| Вологість повітря, %                                        | 45.1                                                        | 39.6                                                        | 33.1                                                        | 25.0                                                        | 21.3                                                        | 16.5                                                        | 21.1                                                        | 25.6                                                        | 25.0                                                        | 28.8                                                        | 37.2                                                        | 45.0                                                        | 30.3                                                        |
| ----------------------------------------------------------- | ----------------------------------------------------------- | ----------------------------------------------------------- | ----------------------------------------------------------- | ----------------------------------------------------------- | ----------------------------------------------------------- | ----------------------------------------------------------- | ----------------------------------------------------------- | ----------------------------------------------------------- | ----------------------------------------------------------- | ----------------------------------------------------------- | ----------------------------------------------------------- | ----------------------------------------------------------- | ----------------------------------------------------------- |

| Клімат Серчлайта, Невада (1080 м над рівнем моря). | Клімат Серчлайта, Невада (1080 м над рівнем моря). | Клімат Серчлайта, Невада (1080 м над рівнем моря). | Клімат Серчлайта, Невада (1080 м над рівнем моря). | Клімат Серчлайта, Невада (1080 м над рівнем моря). | Клімат Серчлайта, Невада (1080 м над рівнем моря). | Клімат Серчлайта, Невада (1080 м над рівнем моря). | Клімат Серчлайта, Невада (1080 м над рівнем моря). | Клімат Серчлайта, Невада (1080 м над рівнем моря). | Клімат Серчлайта, Невада (1080 м над рівнем моря). | Клімат Серчлайта, Невада (1080 м над рівнем моря). | Клімат Серчлайта, Невада (1080 м над рівнем моря). | Клімат Серчлайта, Невада (1080 м над рівнем моря). | Клімат Серчлайта, Невада (1080 м над рівнем моря). |
| Показник                                           | Січ.                                               | Лют.                                               | Бер.                                               | Квіт.                                              | Трав.                                              | Черв.                                              | Лип.                                               | Серп.                                              | Вер.                                               | Жовт.                                              | Лист.                                              | Груд.                                              | Рік                                                |
| Абсолютний максимум, °C                            | 25,0                                               | 27,2                                               | 32,2                                               | 34,4                                               | 38,9                                               | 43,3                                               | 43,9                                               | 43,3                                               | 41,7                                               | 36,7                                               | 30,0                                               | 23,9                                               | 43,9                                               |
| Середній максимум, °C                              | 12,1                                               | 14,7                                               | 18,3                                               | 22,8                                               | 28,1                                               | 33,7                                               | 36,4                                               | 35,2                                               | 31,7                                               | 25,0                                               | 17,6                                               | 12,4                                               | 24,0                                               |
| Середній мінімум, °C                               | 2,0                                                | 3,5                                                | 5,4                                                | 8,9                                                | 13,3                                               | 18,2                                               | 21,9                                               | 20,9                                               | 17,7                                               | 12,2                                               | 6,1                                                | 2,4                                                | 11,1                                               |
| Абсолютний мінімум, °C                             | −13,9                                              | −11,7                                              | −6,7                                               | −2,8                                               | −1,1                                               | 4,4                                                | 11,1                                               | 10,6                                               | 5,0                                                | −5                                                 | −9,4                                               | −13,3                                              | −13,9                                              |
| Норма опадів, мм                                   | 23.4                                               | 24.4                                               | 19.6                                               | 10.2                                               | 5.1                                                | 2.8                                                | 23.1                                               | 27.4                                               | 15.5                                               | 13.2                                               | 10.9                                               | 20.1                                               | 195.6                                              |
| -------------------------------------------------- | -------------------------------------------------- | -------------------------------------------------- | -------------------------------------------------- | -------------------------------------------------- | -------------------------------------------------- | -------------------------------------------------- | -------------------------------------------------- | -------------------------------------------------- | -------------------------------------------------- | -------------------------------------------------- | -------------------------------------------------- | -------------------------------------------------- | -------------------------------------------------- |

| Клімат Маунт-Чарлстона, Невада (2260 м над рівнем моря). | Клімат Маунт-Чарлстона, Невада (2260 м над рівнем моря). | Клімат Маунт-Чарлстона, Невада (2260 м над рівнем моря). | Клімат Маунт-Чарлстона, Невада (2260 м над рівнем моря). | Клімат Маунт-Чарлстона, Невада (2260 м над рівнем моря). | Клімат Маунт-Чарлстона, Невада (2260 м над рівнем моря). | Клімат Маунт-Чарлстона, Невада (2260 м над рівнем моря). | Клімат Маунт-Чарлстона, Невада (2260 м над рівнем моря). | Клімат Маунт-Чарлстона, Невада (2260 м над рівнем моря). | Клімат Маунт-Чарлстона, Невада (2260 м над рівнем моря). | Клімат Маунт-Чарлстона, Невада (2260 м над рівнем моря). | Клімат Маунт-Чарлстона, Невада (2260 м над рівнем моря). | Клімат Маунт-Чарлстона, Невада (2260 м над рівнем моря). | Клімат Маунт-Чарлстона, Невада (2260 м над рівнем моря). |
| Показник                                                 | Січ.                                                     | Лют.                                                     | Бер.                                                     | Квіт.                                                    | Трав.                                                    | Черв.                                                    | Лип.                                                     | Серп.                                                    | Вер.                                                     | Жовт.                                                    | Лист.                                                    | Груд.                                                    | Рік                                                      |
| Абсолютний максимум, °C                                  | 21,1                                                     | 20,6                                                     | 22,8                                                     | 26,1                                                     | 30,0                                                     | 33,9                                                     | 36,7                                                     | 33,9                                                     | 32,2                                                     | 28,3                                                     | 26,1                                                     | 20,6                                                     | 36,7                                                     |
| Середній максимум, °C                                    | 6,7                                                      | 6,3                                                      | 9,3                                                      | 12,7                                                     | 18,0                                                     | 23,4                                                     | 26,3                                                     | 25,7                                                     | 22,1                                                     | 16,3                                                     | 10,9                                                     | 6,8                                                      | 15,4                                                     |
| Середній мінімум, °C                                     | −7,1                                                     | −6,8                                                     | −4,7                                                     | −2,1                                                     | 2,4                                                      | 6,7                                                      | 11,1                                                     | 10,3                                                     | 6,4                                                      | 1,4                                                      | −3,3                                                     | −7                                                       | 0,6                                                      |
| Абсолютний мінімум, °C                                   | −23,9                                                    | −26,1                                                    | −17,2                                                    | −13,9                                                    | −8,9                                                     | −8,3                                                     | −0,6                                                     | −1,1                                                     | −8,3                                                     | −12,8                                                    | −17,2                                                    | −27,8                                                    | −27,8                                                    |
| Норма опадів, мм                                         | 71.9                                                     | 89.2                                                     | 48.8                                                     | 31.2                                                     | 17.8                                                     | 7.4                                                      | 54.1                                                     | 48.0                                                     | 42.9                                                     | 49.8                                                     | 33.3                                                     | 91.7                                                     | 586.1                                                    |
| -------------------------------------------------------- | -------------------------------------------------------- | -------------------------------------------------------- | -------------------------------------------------------- | -------------------------------------------------------- | -------------------------------------------------------- | -------------------------------------------------------- | -------------------------------------------------------- | -------------------------------------------------------- | -------------------------------------------------------- | -------------------------------------------------------- | -------------------------------------------------------- | -------------------------------------------------------- | -------------------------------------------------------- |

## Флора
Флора пустелі Мохаве характеризується високим біорізноманіттям та одним з найвищих рівнів ендемізму у світі. Тут зустрічаються різні рослинні угруповання, розподіл яких залежить від клімату, висоти над рівнем моря та ґрунтів, які можна згрупувати в кілька «життєвих зон», які змінюють одна одну відповідно до висотної поясності.

### Солончаки

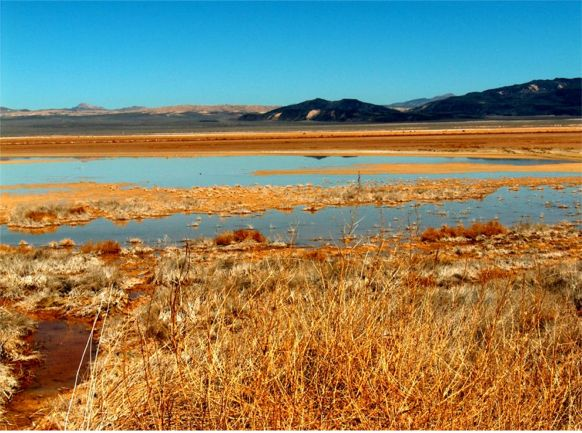
Рослинність на озері Харпер

На найнижчих висотах екорегіону, переважно на висоті до 700 м над рівнем моря, на дні пустельних долин зустрічаються солончаки та висохлі солоні озера (плая), які періодично можуть наповнюватися водою. Рослини в цій зоні пристосовані до дуже невеликої кількості опадів, дуже високих літніх температур та засолених ґрунтів. У солоних озерах життя може бути майже повністю відсутнім, однак на їхніх окраїнах ростуть різноманітні галофіти (солелюбні рослини).
На окраїнах плая домінують зарості південного рогозу (Typha domingensis), солончакового бульбокомиша (Bolboschoenus robustus), приморського дворядника (Distichlis spicata) та ютського солонця (Salicornia utahensis). Ці рослини зростають на лужних ґрунтах, яскраво-білий колір яких вказує на високий вміст солі. Вони утворюють щільний рослинний покрив, який переривається лише глибокими ділянками відкритої води, глинистими ґрунтами або піщаними острівцями.
На узбережжях солончаків, на засолених, лужних, погано дренованих ґрунтах зростають невисокі здерев'янілі та сукулентні чагарники з родини щирицевих (Amaranthaceae), зокрема пустельні падуби (Atriplex hymenelytra), мохавські содники (Suaeda nigra), каліфорнійські неокохії (Neokochia californica), йодові кущі (Allenrolfea occidentalis) та інвазивні гіпсолисті мітельники (Bassia hyssopifolia). Також у цій зоні зустрічається солонцева франкенія (Frankenia salina) та єрба-манса (Anemopsis californica).
Ще далі від солончаків, на дрібнозернистих, погано дренованих, однак менш солоних і помірно лужних ґрунтах, переважають лутиги (Atriplex) — невисокі сіруваті здерев'янілі чагарники. Серед лутиг, поширених у долинах Мохаве, виділяють сірувату лутигу (Atriplex canescens), колючу лутигу (Atriplex confertifolia), колючкову лутигу (Atriplex spinifera) та багатоплоду лутигу (Atriplex polycarpa). Також у цій зоні поширені невисокі колючі кущі пустельного повія (Lycium andersonii) та блідого повія (Lycium pallidum), які вирізняються м'ясистими плодами, а на більших висотах — чагарники колючої греї (Grayia spinosa) та американського білолізника (Krascheninnikovia lanata). Навесні, коли розквітає безліч однорічних рослин, цей сухий і сірий ландшафт стає жовтим, червоним, фіолетовим і білим. Майже 80 % цих однорічників є ендеміками, що не зустрічаються ніде у світі поза межами Мохаве.
Лутигові чагарники перебувають під загрозою вторгнення чужорідних видів трав, зокрема покрівельних стоколосів (Bromus tectorum), чиє поширення призводить до частих пожеж, які знищують місцеву рослинність. На місці випалених лутиг, які можуть більше ніколи не повернутися до попереднього стану, виростають натомість інвазивні види.

### Пустельні чагарники

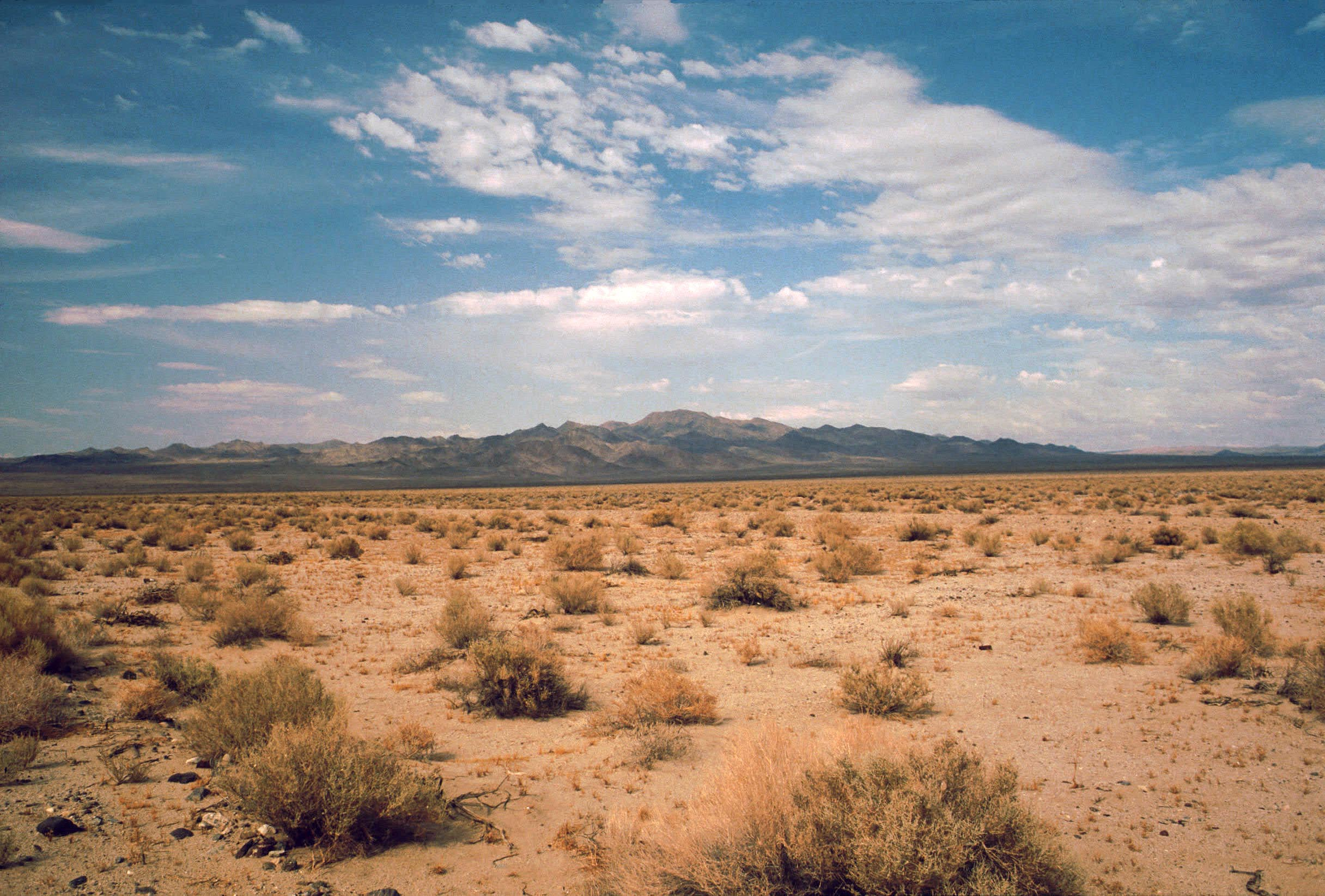
Пустельні чагарники в Долині Смерті

Домінуючим типом рослинності у пустелі Мохаве, поширеним на приблизно 70 % території екорегіону, є розріджені пустельні чагарники. Їхню основу складають креозотові кущі (Larrea tridentata) — невисокі вічнозелені чагарники заввишки 1—3 м, що мають світло-сірі стебла, смолисте темно-зелене листя та характерний креозотовий запах. Вони займають величезні простори широких пустельних рівнин, а також вкривають пологі схили пагорбів, розташованих на висоті від 700 до 1100 м над рівнем моря. Креозотові кущі утворюють рівномірний, однак доволі розріджений рослинний покрив, у якому окремі кущі перемежовуються ділянками відкритого ґрунту. Це пов'язано з тим, що коренева система зрілих креозотових кущів, яка може досягати глибини 100 м, настільки ефективна в поглинанні води, що опале насіння поблизу не може накопичити достатньо рідини для проростання. Це фактично призводить до утворення мертвих зон навколо кожної рослини. Іншою характерною рисою креозотових кущів є їхня надзвичайно довга живучість. Коли рослина досягає віку 30—90 років, вона відмирає, а з її молодих пагонів утворюється клональна колонія нових молодих рослин, які утворюють коло навколо старої мертвої рослини. Вік найстарішого такого кільця — «Короля-Клона», що росте в долині Люцерн на заході пустелі Мохаве, оцінюється в 11 700 років. Ця клональна колонія вважається одним із найстаріших живих організмів на Землі.
Креозотові кущі часто виступають в асоціації з чагарниками білої амброзії (Ambrosia dumosa). Серед інших чагарників, поширених у цій зоні, виділяють борошнисту енцелію (Encelia farinosa), ектонську енцелію (Encelia actoni), віргінську енцелію (Encelia virginensis), сирну амброзію (Ambrosia salsola), колючу менодору (Menodora spinescens), колючу грею (Grayia spinosa), пустельний повій (Lycium andersonii), блідий повій (Lycium pallidum), зелену ефедру (Ephedra viridis), невадську ефедру (Ephedra nevadensis), мохавський золотоголівник (Acamptopappus sphaerocephalus), пряму крамерію (Krameria erecta), індиговий кущ Фремонта (Psorothamnus fremontii), жовтий папероцвіт (Psilostrophe cooperi) та різні види кролячих кущів (Chrysothamnus spp.). Також серед креозотових кущів зустрічаються мохавські юки (Yucca schidigera) та різноманітні кактуси, зокрема сріблясті чолли (Cylindropuntia echinocarpa) та бобровохвості опунції (Opuntia basilaris). Креозотові кущі мають ширший ареал, ніж інші асоційовані з ними рослини, тому видовий склад співдомінантних чагарників відрізняється у різних частинах регіону.

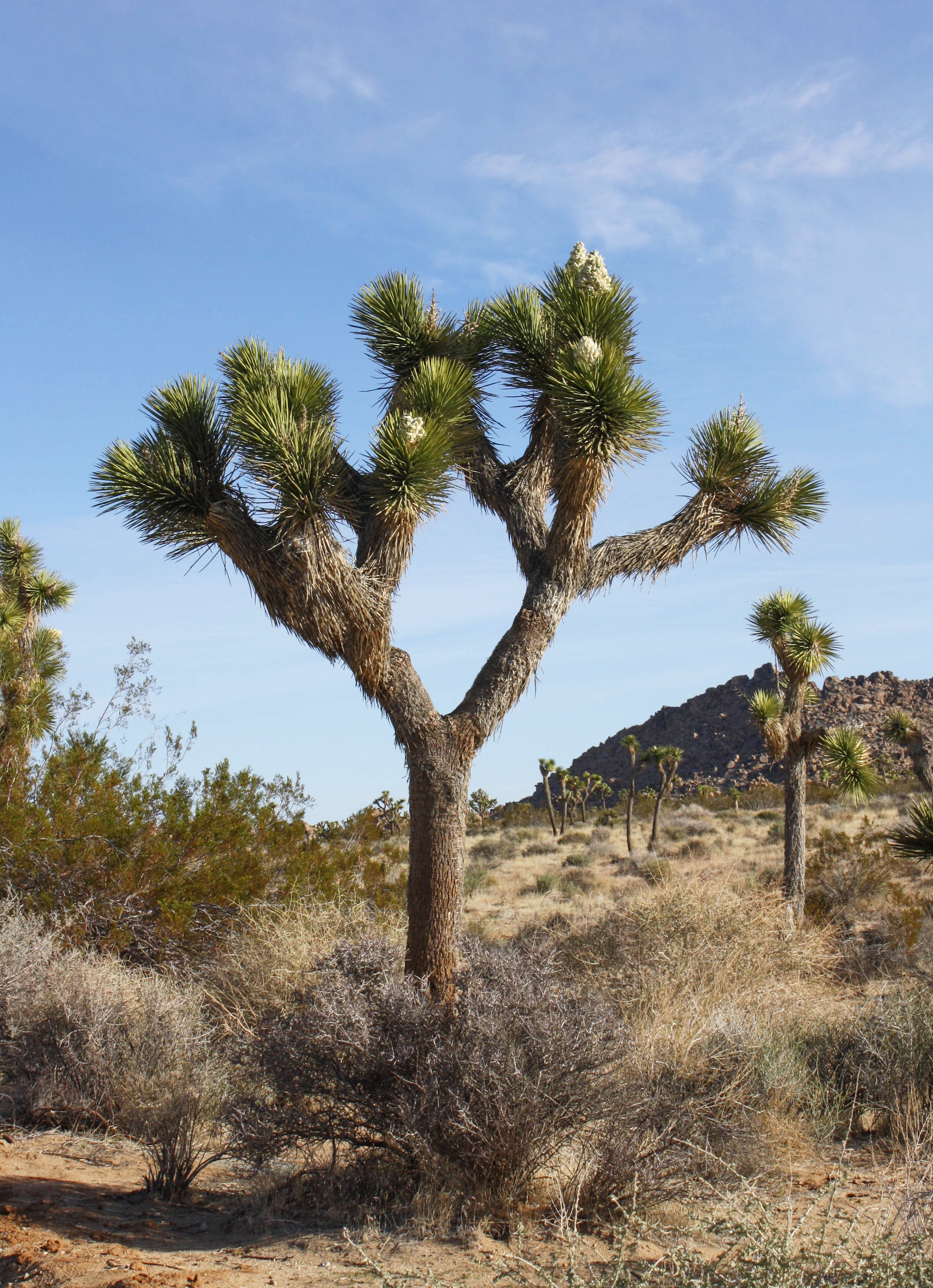
Дерево Джошуа (Yucca brevifolia) у Національному парку Джошуа-Трі

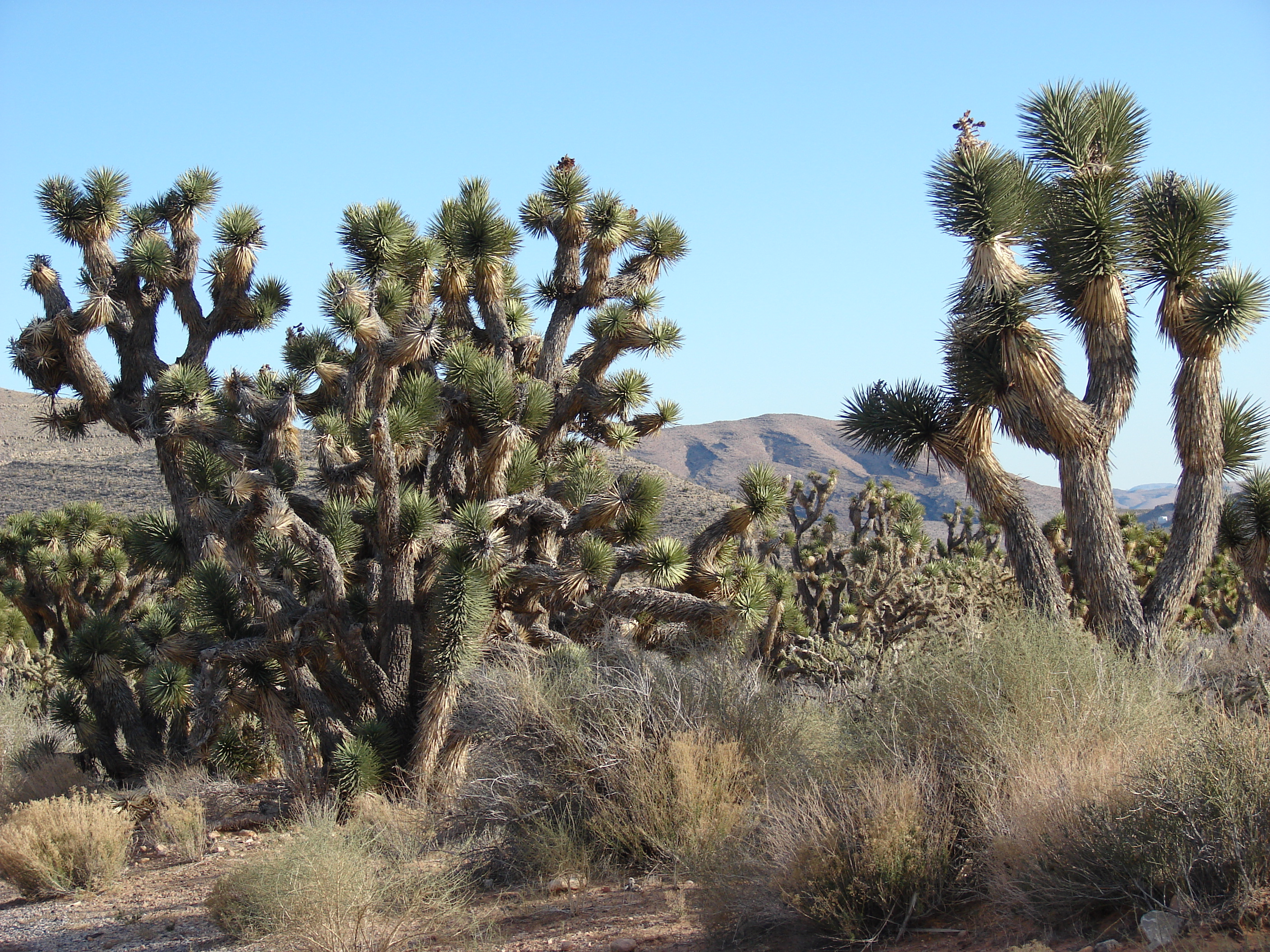
Рідколісся коротколистих юк (Yucca brevifolia) в Аризоні

Особливі чагарникові угруповання зустрічаються у місцях високої концентрації піску. Пустельні дюни унікальні тим, що їхній пісок легко вбирає воду. Рідина всередині них може довгий час утримуватися під поверхнею, адже від випаровування її захищають піщані шари зверху. Чагарники, що ростуть серед пустельних дюн, повинні мати глибоке коріння, щоб дістатись до цих глибоких шарів води. Серед видів, що зростають на дюнах Мохаве, виділяють медовий мескіт (Prosopis glandulosa), пустельну вербу (Chilopsis linearis), велику галлету (Hilaria rigida), пустельну піщану вербену (Abronia villosa), пустельну дікорію (Dicoria canescens) та звичайну наждачницю (Petalonyx thurberi).
Характерними ендеміками пустелі Мохаве є коротколисті юки (Yucca brevifolia), також знані як дерева Джошуа або пальмові юки. Ці деревоподібні сукуленти, що можуть виростати до 15 м заввишки, вирізняються кремезними гілками, вузьким темно-зеленим листям із зубчатими краями та широкою кореневою системою. У деяких районах Мохаве на висоті від 900 до 1500 м над рівнем моря коротколисті юки утворюють розріджені рідколісся, в підліску яких поширені чагарники мохавської юки, мексиканської шоломниці (Scutellaria mexicana), пустельного повія (Lycium andersonii), повія Купера (Lycium cooperi), пурпурової шавлії (Salvia dorrii), мохавської шавлії (Salvia mohavensis) та дикої гречки (Eriogonum spp.). Великі масиви юкових рідколісь зустрічаються у Національному парку Джошуа-Трі на південному сході Каліфорнії.
У підліску юкових або сосново-ялівцевих рідколісь часто зустрічаються чагарники гіллястого чорнощетинника (Coleogyne ramosissima). Ці невисокі кущі також можуть рости й на відкритих місцевостях, утворюючи густий однорідний темно-сірий покрив на висоті від 1300 до 1800 м над рівнем моря. Під час сильної посухи гіллясті чорнощетинники скидають більшу частину листя та впадають у стан спокою, однак на колючих кінчиках гілок деяке листя зазвичай залишається. Серед інших чагарників, що зустрічаються у заростях чорнощетинників, виділяють невадську ефедру, зелену ефедру, колючу грею, мохавську пустельну руту (Thamnosma montana), сирну амброзію, американський білолізник і різні види кінських кущів (Tetradymia spp.).
Чагарникові степи, у яких переважають чагарники полину (Artemisia spp.), є домінуючим типом рослинності у пустелі Великого Басейну, розташованій північніше, однак їх можна зустріти й на окраїнах пустелі Мохаве, зокрема у південних передгір'ях Сьєрра-Невади та на північних схилах Поперечних хребтів, а також, меншою мірою, на сході екорегіону. Також полинові чагарники зустрічаються в підліску сосново-ялівцевих рідколісь. У полинових степах Мохаве домінують чагарники тризубчастого полину (Artemisia tridentata), які подекуди можуть утворювати чисті насадження. Також у них зустрічаються сірий кролячий полин (Ericameria nauseosa), зелена ефедра, колюча грея, пустельна пуршія (Purshia glandulosa), різні види лутиги (Atriplex spp.) та численні види трав'янистих рослин, у тому числі багаторічних злаків. Чагарникові степи добре підходять для випасу худоби, однак історично надмірний випас призвів до деградації степових угруповань та до поширення чужорідних бур'янів, таких як покрівельний стоколос. Поширення інвазивних видів, своєю чергою, призводить до збільшення частоти степових пожеж, які знищують чагарники полину.

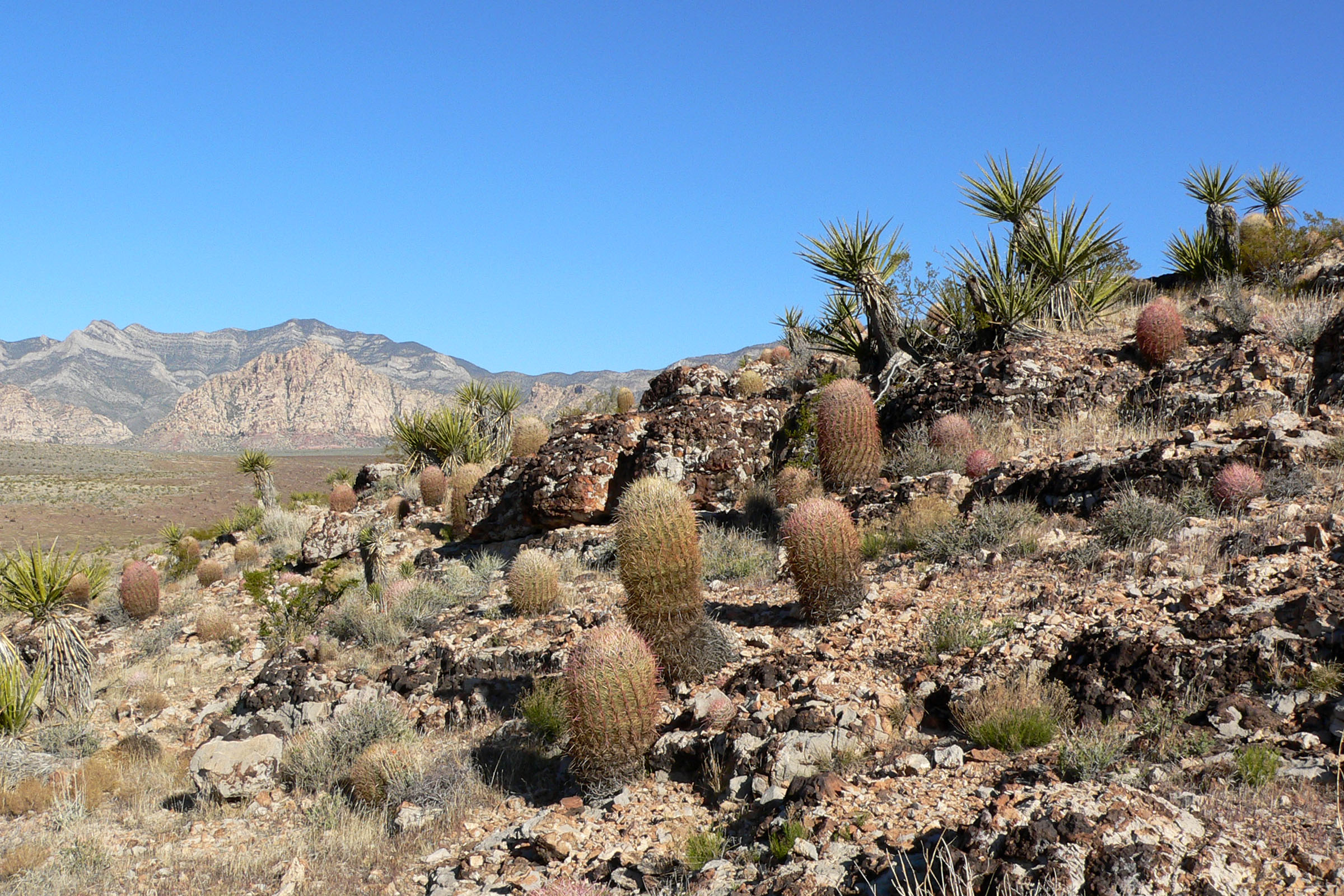
Кактуси та юки в каньйоні Ред-Рок

У Мохаве поширені різноманітні юки (Yucca spp.), кактуси (Cactaceae) та інші характерні для пустелі види. Окрім звичайних коротколистих юк та мохавських юк, тут зустрічаються бананові юки (Yucca baccata) та мильні юки (Yucca elata). Серед кактусів, поширених у Мохаве, виділяють різні види опунцій (Opuntia spp.) та циліндропунцій (Cylindropuntia spp.). Локально в екорегіоні поширені деякі види ехіноцереусів (Echinocereus spp.), а в деяких районах можна зустріти ескобарій (Escobaria spp.) та багатоголових ехінокактусів (Echinocactus polycephalus). Рідкісні каліфорнійські ферокактуси (Ferocactus cylindraceus) зростають у скелястих районах та на вапнякових схилах. Серед інших пустельних рослин, поширених в регіоні, виділяють ютську агаву (Agave utahensis), що зустрічається в скелястих районах, та ноліну Бігелоу (Nolina bigelovii), поширену в горах Ньюберрі на південь від Лас-Вегаса. Іншими характерними представниками пустелі Мохаве є пало-фієрро (Olneya tesota), також знані як пустельні залізні дерева, блакитні пало-верде (Parkinsonia florida), каліфорнійські колібрієві кущі (Justicia californica), мохавські індигові кущі (Psorothamnus arborescens), колючі сенни (Senna armata) та золотоголівники Шоклі (Acamptopappus shockleyi).

### Сосново-ялівцеві рідколісся
У передгір'ях і на нижніх гірських схилах пустельні чагарники та рідколісся коротколистих юк переходять у сосново-ялівцеві рідколісся. Рідколісся поширені на висоті від 1400 до 2400 м над рівнем моря, у районах, де середньорічна кількість опадів становить 300—500 мм, більшість з яких випадають у вигляді снігу. Основу сосново-ялівцевих рідколісь Мохаве складають однохвойні сосни (Pinus monophylla) та ютські яловці (Juniperus osteosperma). На сході екорегіону, поблизу Великого каньйону, також зустрічаються колорадські сосни (Pinus edulis), у Весняних і Овечих горах та горах Вірджін — скельні яловці (Juniperus scopulorum), а в деяких гірських хребтах на південь від Лас-Вегаса, зокрема в горах Ньюберрі та на півдні гір Маккаллоу, — каліфорнійські яловці (Juniperus californica). Ці невисокі вічнозелені дерева рідко виростають понад 6 м заввишки. Яловці здебільшого домінують на нижчих висотах, сосни — на більших, а на середніх висотах переважає комбінація видів.
У підліску розріджених рідколісь переважають чагарники пустельної пуршії, апачської сливи (Fallugia paradoxa), вайомінгського тризубчастого полину (Artemisia tridentata subsp. wyomingensis), зеленої ефедри (Ephedra viridis), кучерявого хвостоплідника (Cercocarpus ledifolius), чагарникового дуба (Quercus turbinella), дикої гречки та мучниці (Arctostaphylos spp.), а також різноманітні купинні злаки. Подекуди між кущами, травою та деревами залишаються ділянки голої землі. На відміну від пустельних чагарників, де природні пожежі практично відсутні, у сосново-ялівцевих рідколіссях регулярно час від часу трапляються лісові пожежі — приблизно раз на 150—300 років. Після них рідколіссям необхідно приблизно 100 років, щоб відновитися.

### Гірські ліси та високогір'я

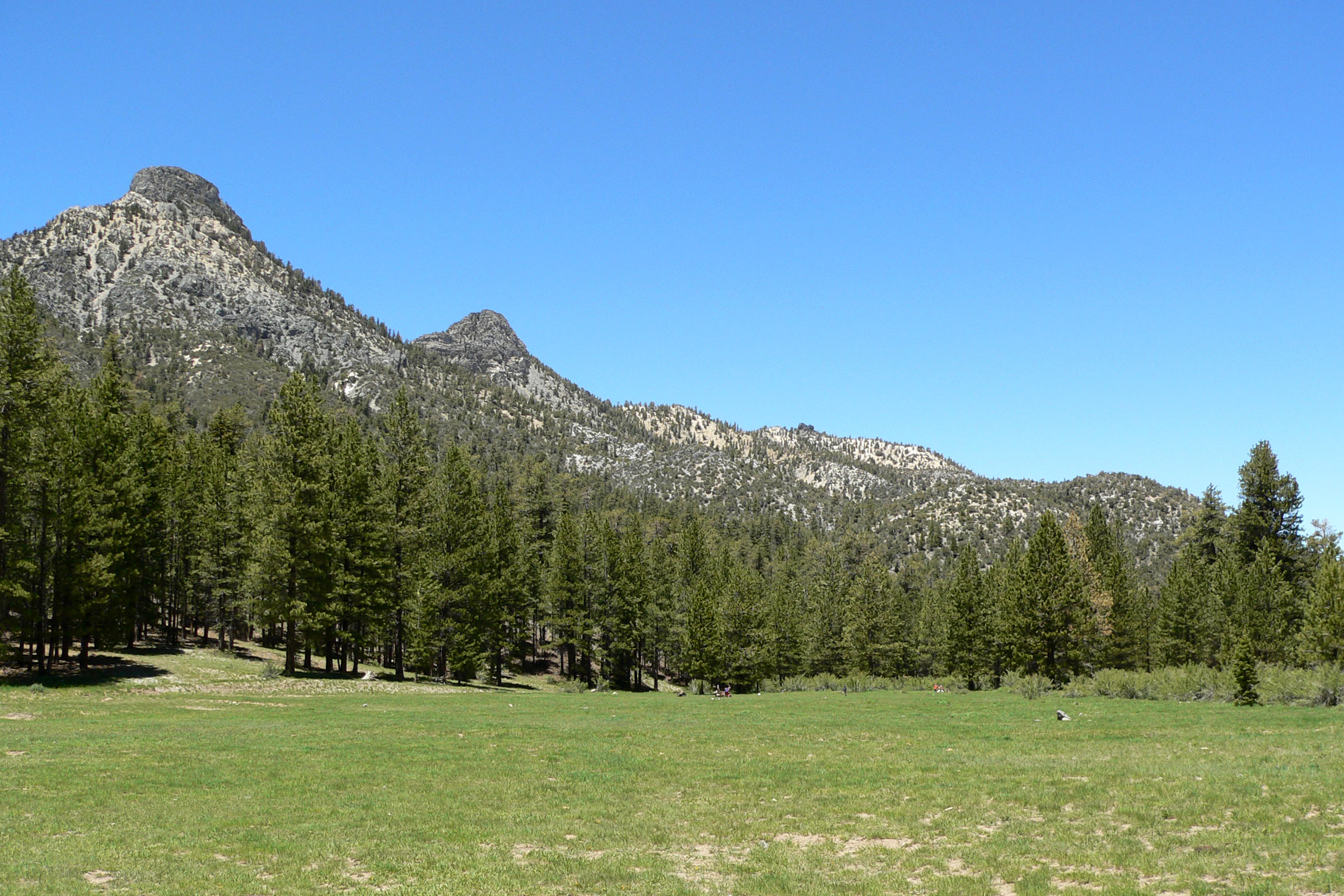
Гірський ліс у Весняних горах

На середніх висотах гірських схилів, переважно на висоті від 2100 до 2300 м над рівнем моря, поширені відкриті рідколісся жовтих сосен (Pinus ponderosa), які часто виростають понад 20 м заввишки. У їхньому підліску поширені чагарники кучерявого хвостоплідника, гірського тризубчастого полину (Artemisia tridentata subsp. vaseyana), чагарникового дуба та мучниці. Також у цій зоні зустрічаються гаї американської осики (Populus tremuloides). Рідколісся жовтих сосен часто виступає перехідною зоною між сосново-ялівцевими рідколіссями і сосново-ялицевими лісами.
Сосново-ялицеві ліси поширені у деяких високогірних районах Мохаве, зокрема у Весняних горах на північний захід від Лас-Вегаса, на висоті від 2300 до 2750 м над рівнем моря. Їхню основу складають жовті сосни та одноколірні ялиці (Abies concolor). У відкритому підліску цих густих лісів зростають чагарники кучерявого хвостоплідника, гірського тризубчастого полину, воскових порічків (Ribes cereum) та деяких інших видів. На порушених ділянках зустрічаються насадження американської осики. У деяких скелястих високогірних районах дерева можуть бути практично відсутні, натомість кучеряві хвостоплідники можуть утворювати там високогірні чагарникові зарості.
На найвищих гірських вершинах Мохаве, що підіймаються на висоту понад 3000 м над рівнем моря, зокрема у Весняних горах в Неваді та у горах Панамінт в Каліфорнії, поблизу верхньої межі лісу зустрічаються субальпійські соснові ліси, у яких домінують майже ендемічні довговічні сосни (Pinus longaeva) та, меншою мірою, гнучкі сосни (Pinus flexilis). Довговічні сосни живуть надзвичайно довго, а їхній вік може досягати кількох тисячоліть. Секрет їхнього довголіття полягає в суворому середовищі, в якому вони живуть: воно дозволяє лише дуже повільний ріст, сприяючи розвитку в рослин щільної деревини, дуже стійкої до комах, грибків, гнилі та ерозії.
Гора Чарльстон, найвища вершина Весняних гір та всього екорегіону, що підіймається на висоту 3633 м над рівнем моря, є достатньо високою, щоб підтримувати альпійську тундру. Дерева у цій зоні відсутні, а рослинний покрив представлений невисоким різнотрав'ям, осоками, злаками та невисокими здерев'янілими чагарниками. Серед рослин, поширених в альпійській тундрі гори Чарльстон, виділяють альпійський гребінник (Geum rossii), безстеблу смілку (Silene acaulis), дернистий щучник (Deschampsia cespitosa), колючий трищетинник (Trisetum spicatum), розлогий пирійник (Elymus scribneri), овечу кострицю (Festuca ovina), альпійську тимофіївку (Phleum alpinum), різні види осоки (Carex spp.), дикої гречки, крупки (Draba spp.) та верби (Salix spp.).
Всесвітній фонд дикої природи виділяє гірські ліси, субальпійські та альпійські високогір'я Мохаве в окремий екорегіон гірських лісів Великого Басейну.

### Прибережні зони

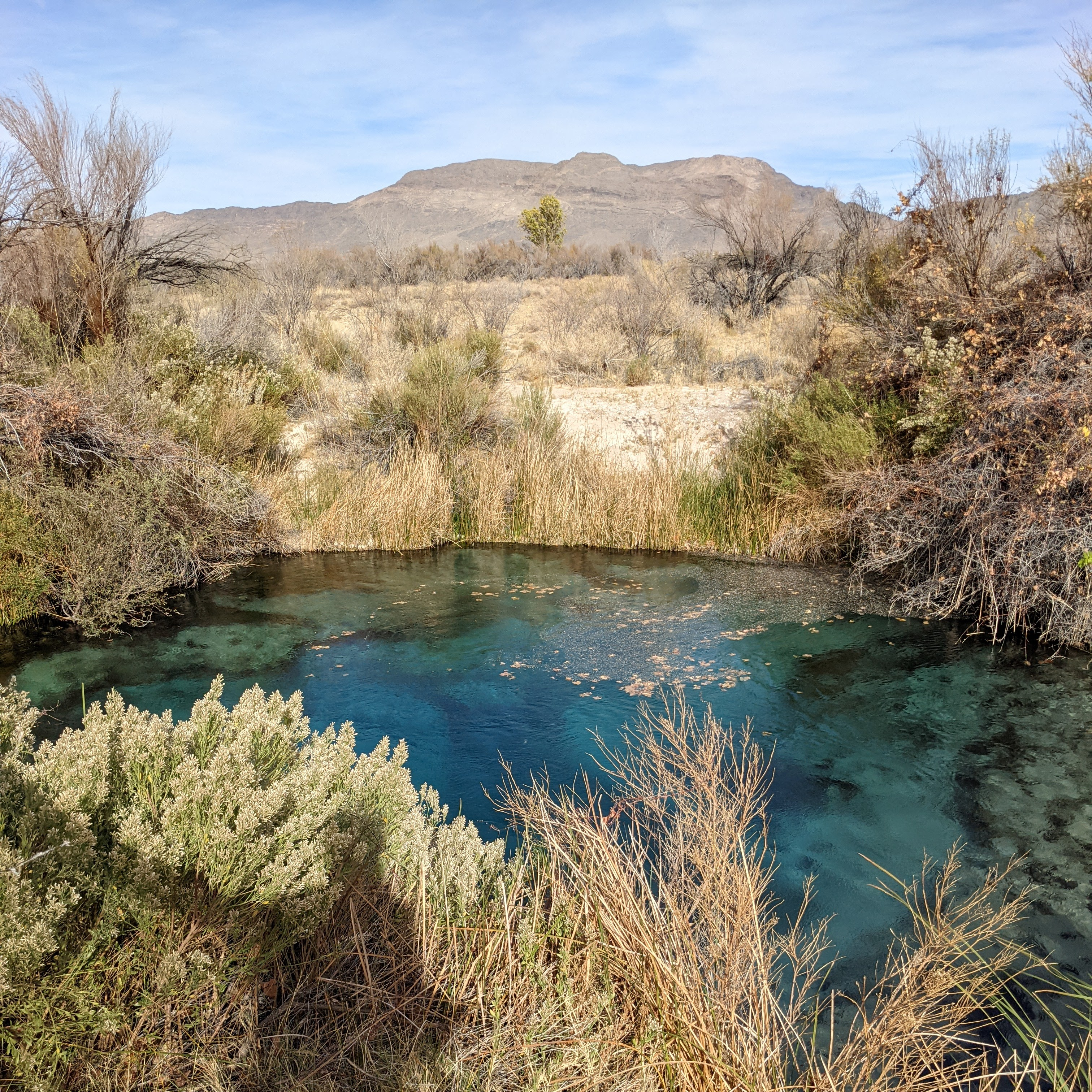
Пустельна оаза в долині Еш-Медоуз

Прибережна рослинність у пустелі Мохаве зустрічається навколо нечисленних постійних водойм, зокрема уздовж річок Колорадо та Мохаве, а також у великих оазах, таких як джерело Пачалка на західних схилах гори Кларк. Ці місцевості є достатньо вологими, щоб підтримувати такі вологолюбні дерева, як тополі Фремонта (Populus fremontii), а також різноманітні верби, зокрема червоні верби (Salix laevigata), верби Гудінга (Salix gooddingii), арройські верби (Salix lasiolepis) та койотські верби (Salix exigua). Аризонські ясени (Fraxinus velutina) також часто зустрічаються у прибережних районах, особливо вздовж річки Мохаве, а на сході пустелі можна зустріти однолистий ясен (Fraxinus anomala). У багатьох прибережних районах зростають інтродуковані галузисті тамарикси (Tamarix ramosissima), які є загрозою для місцевих видів тополь і верб, оскільки здатні більш ефективно добувати воду. У регіоні тривають зусилля з їх викорінення. Уздовж річки Мохаве також зустрічаються зарості тростинного арундо (Arundo donax) та вузьколисті маслинки (Elaeagnus angustifolia), однак ці немісцеві види, здається, не поширюються так швидко, як тамарикси. Оскільки навколо багатьох ізольованих оаз по всій Мохаве історично виникали поселення європейських колоністів, тут можна зустріти й інші інтродуковані види, що були висаджені навмисно, зокрема в'язи (Ulmus spp.), звичайні робінії (Robinia pseudoacacia) та різноманітні плодові дерева. Зарості прибережної рослинності мають особливе значення для різноманітних диких тварин, що проживають у пустелі — понад 80 % видів тварин, поширених в регіоні, використовують ці екологічно важливі території.
Особливі рослинні угруповання зустрічаються в каньйонах та в арройо (сухих долинах річок), де трапляються нечасті, однак сильні повені. Зазвичай такі місцевості розташовані в передгір'ях, де сильні грози можуть призвести до значного збільшення річкового стоку. Рослини, що населяють такі нестабільні ділянки, повинні мати можливість швидко заселити територію після повені та закріпитися до наступної великої повені. До видів, пристосованих до такого способу життя, належать димчасті дерева (Psorothamnus spinosus) та котячекігтеві акації (Senegalia greggii). Насіння цих представників родини бобових (Fabaceae) необхідно вилущити від жорстких покривів, перш ніж воно зможе поглинути воду та прорости. З цією роботою справляється гравій та пісок під час раптової повені. Після неї рослини мають швидко відростити корені, щоб досягнути ґрунтових вод та закріпитися до наступної повені. Насіння димчастих дерев та котячекігтевих акацій має великі запаси поживних речовин у сім'ядолях, що дозволяє йому швидко пускати стрижневий корінь. Серед інших видів, які часто зустрічаються в сухих долинах, виділяють пустельний бакхаріс (Baccharis sergiloides), сирну амброзію, пустельну вербу та стріловий кущ (Pluchea sericea).

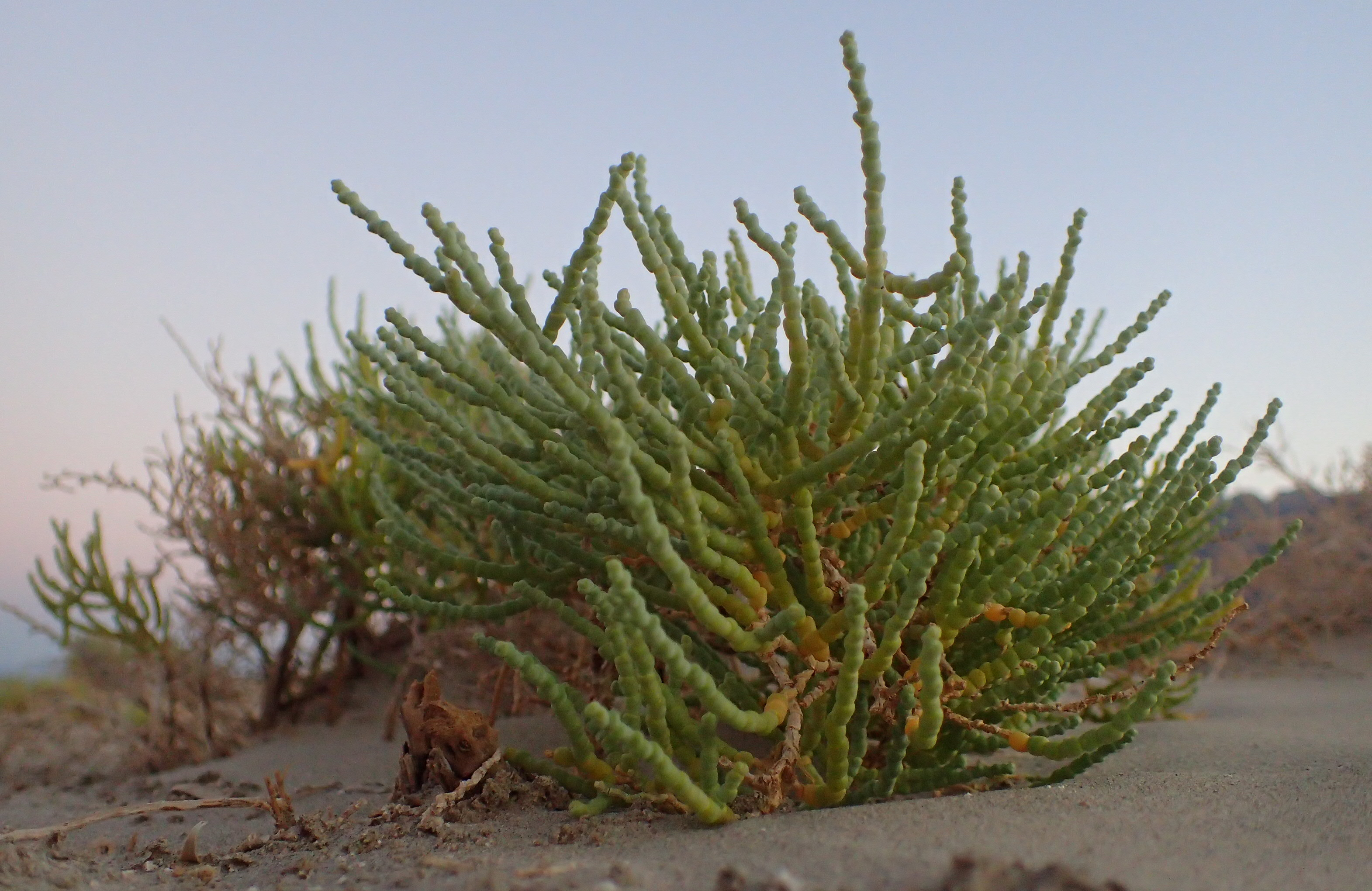
Йодовий кущ (Allenrolfea occidentalis)
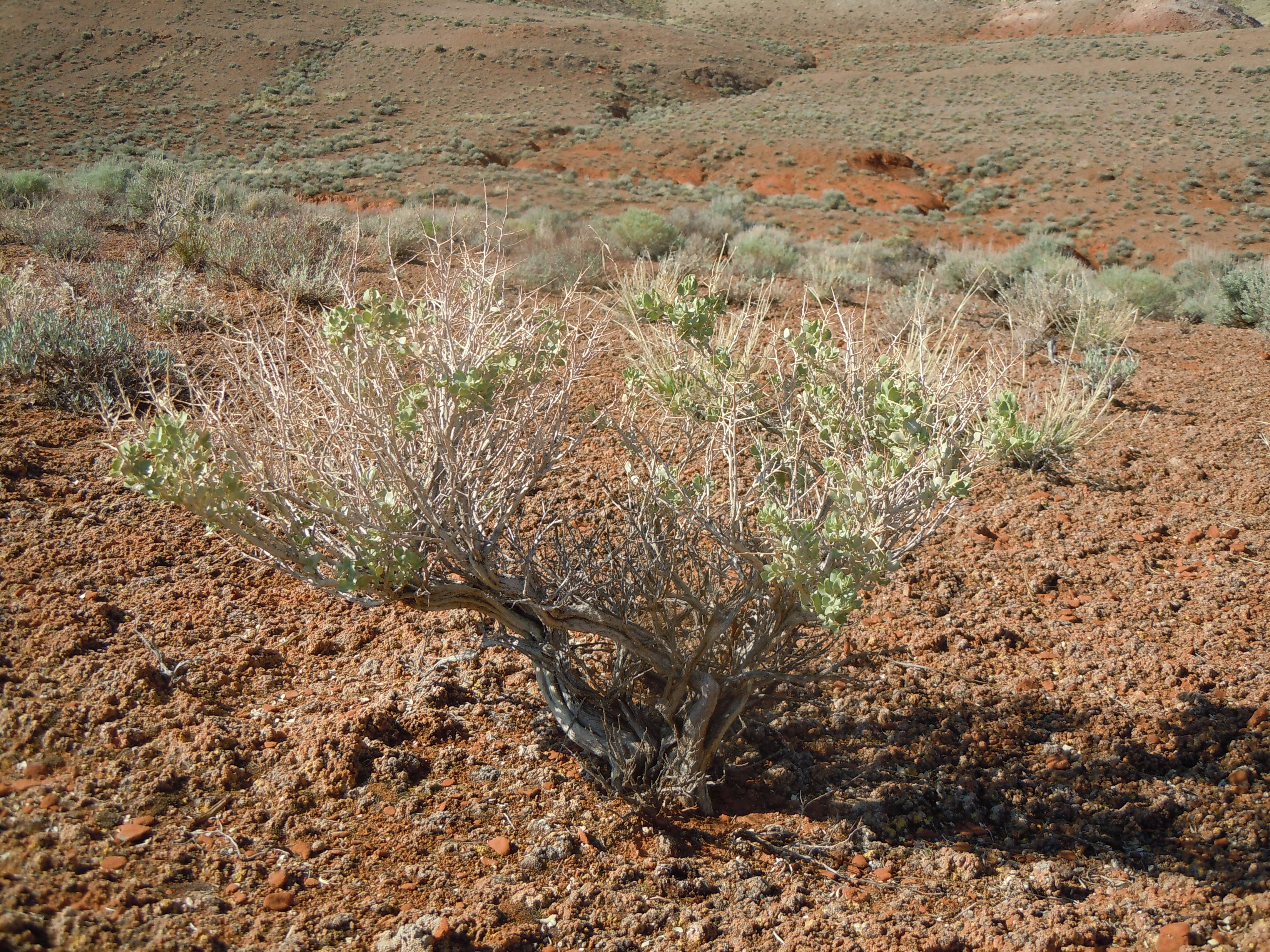
Колючкова лутига (Atriplex confertifolia)
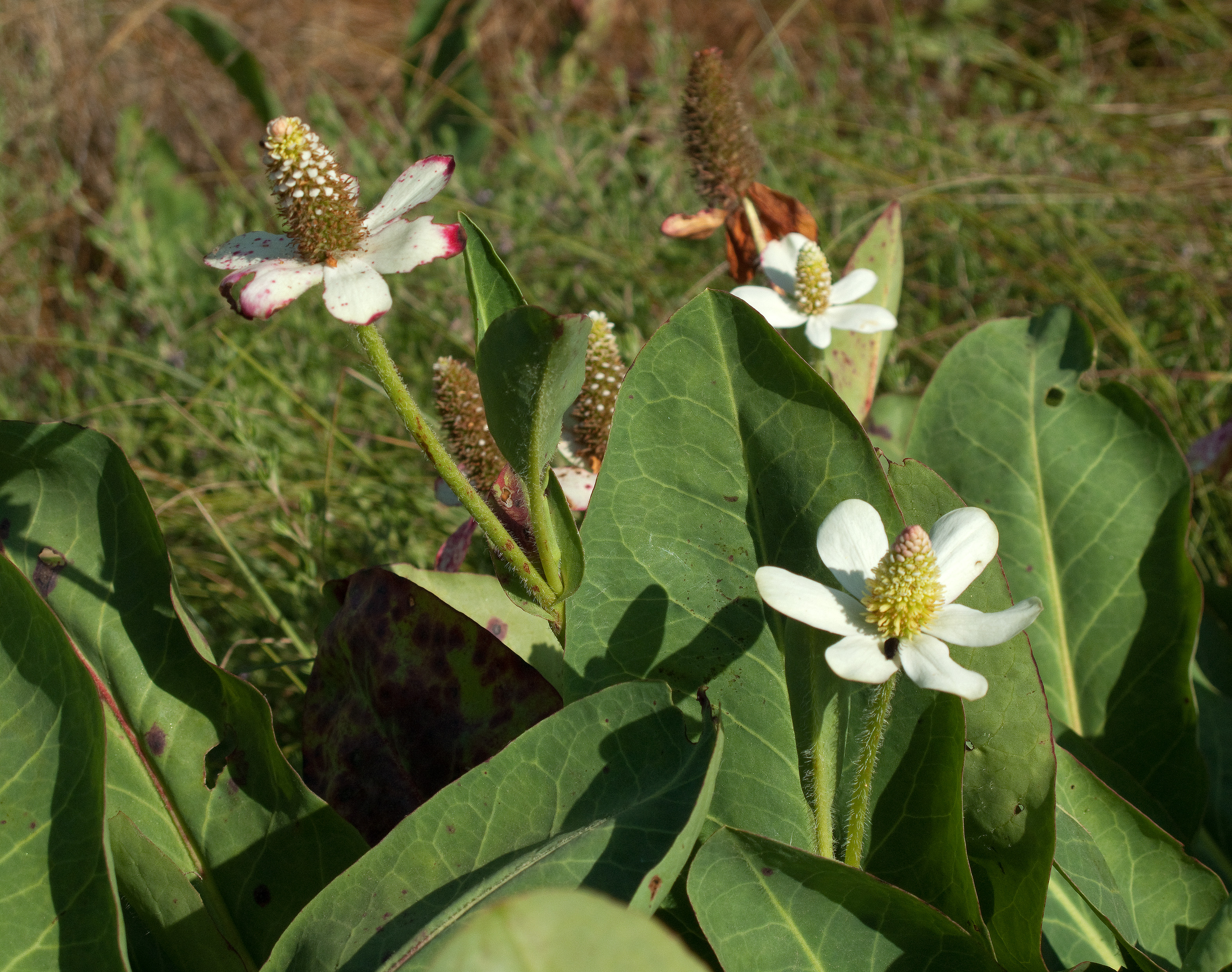
Єрба-манса (Anemopsis californica)
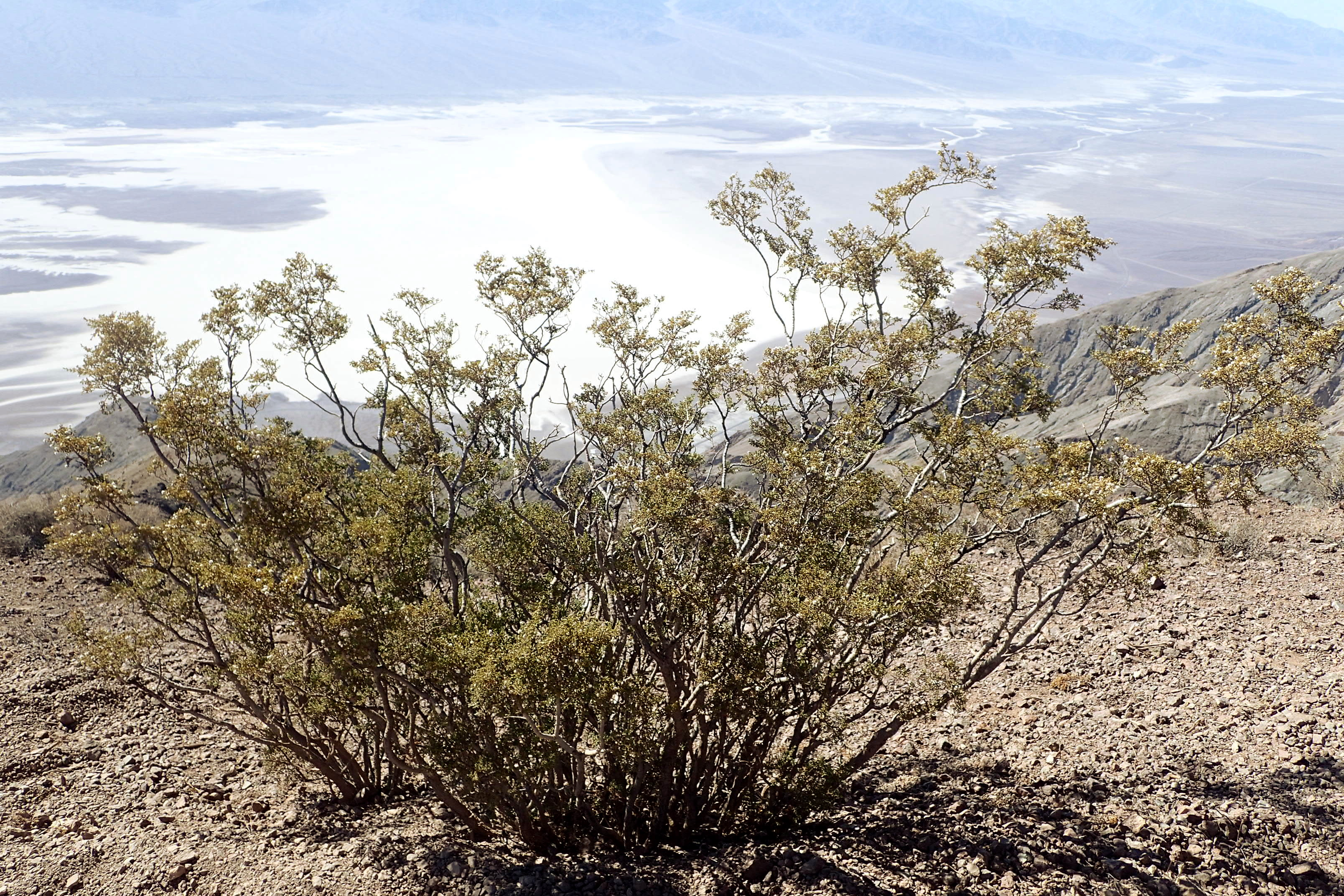
Креозотовий кущ (Larrea tridentata)
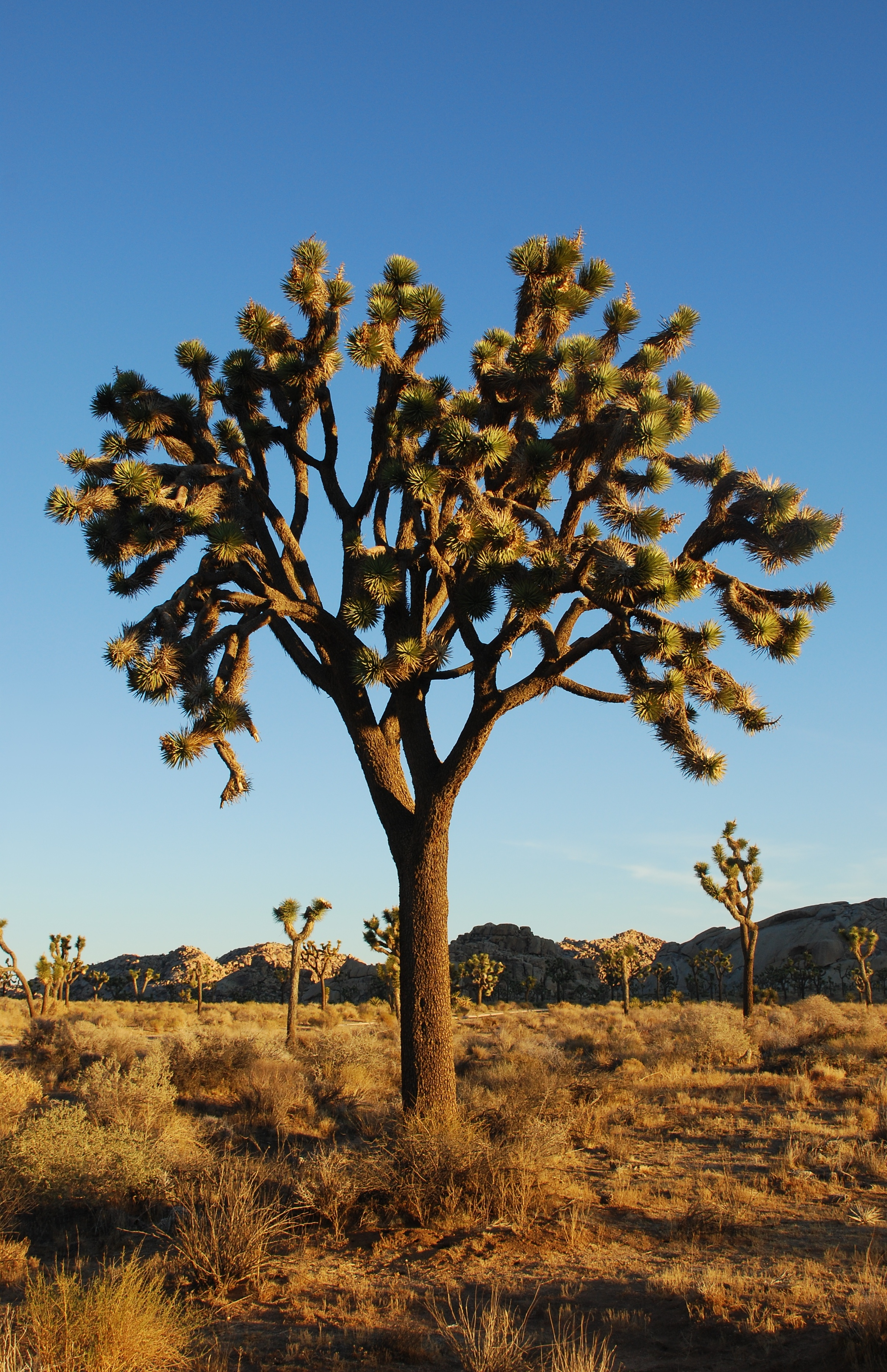
Дерево Джошуа (Yucca brevifolia)
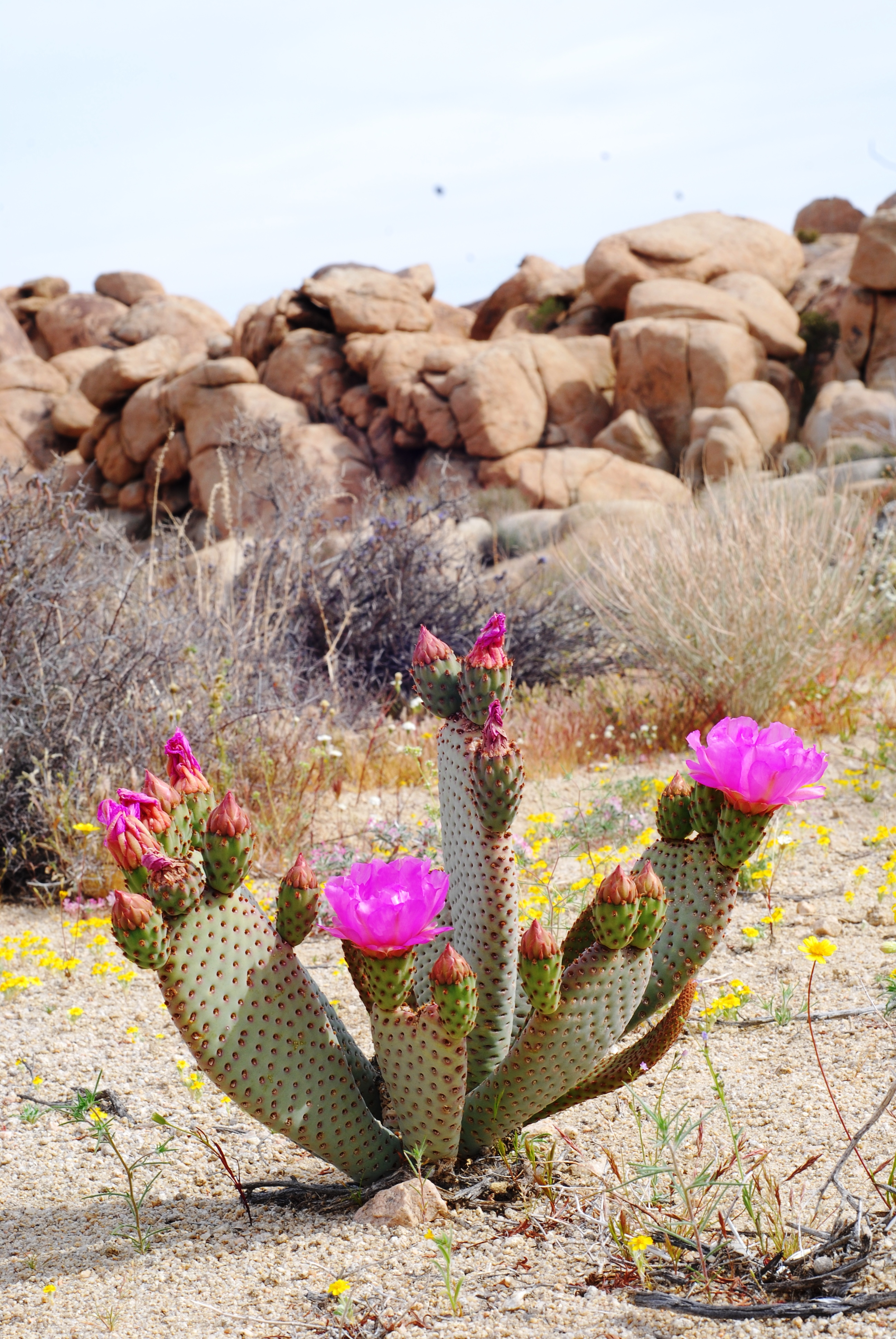
Квітуча боброхвоста опунція (Opuntia basilaris)
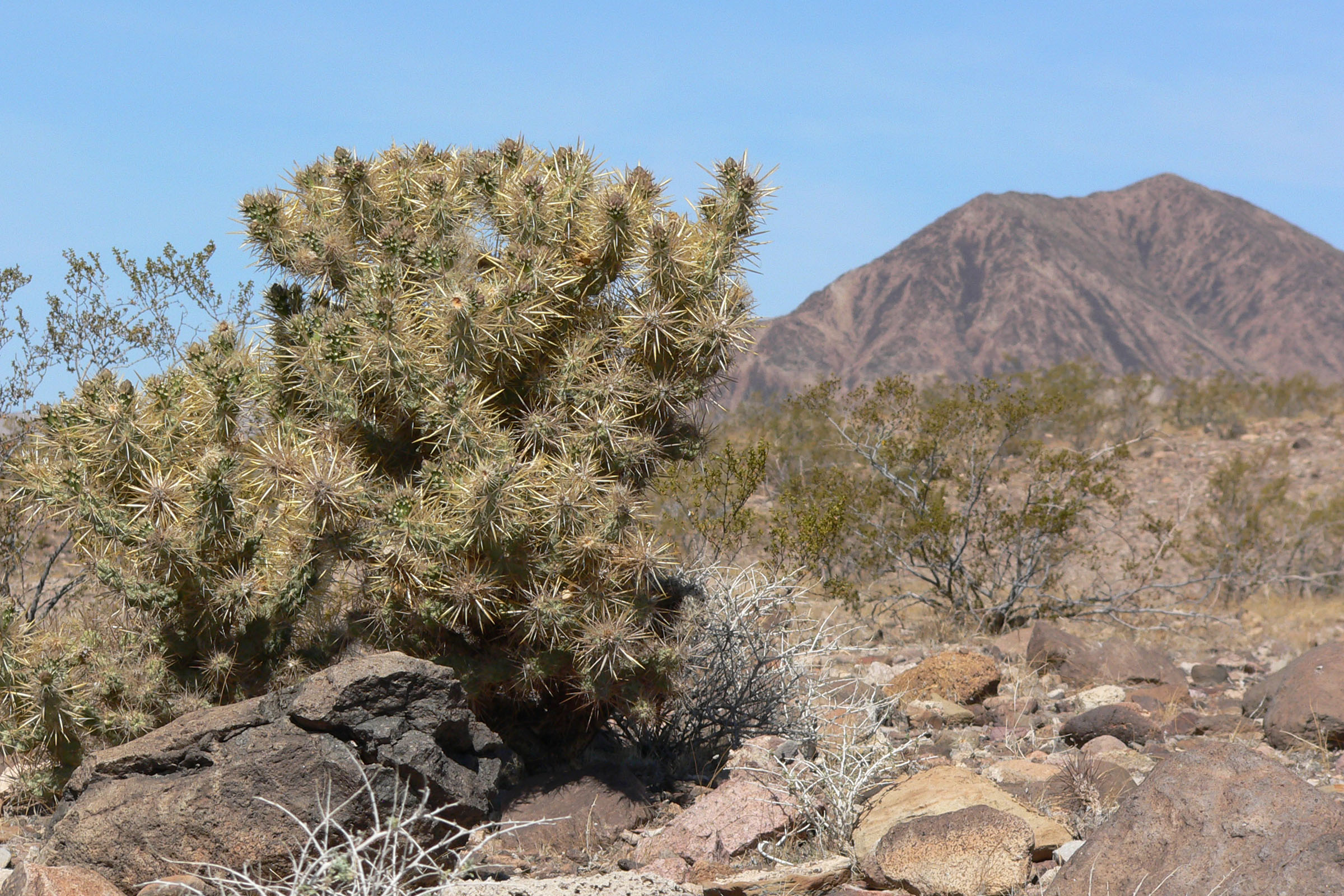
Срібляста чолла (Cylindropuntia echinocarpa)
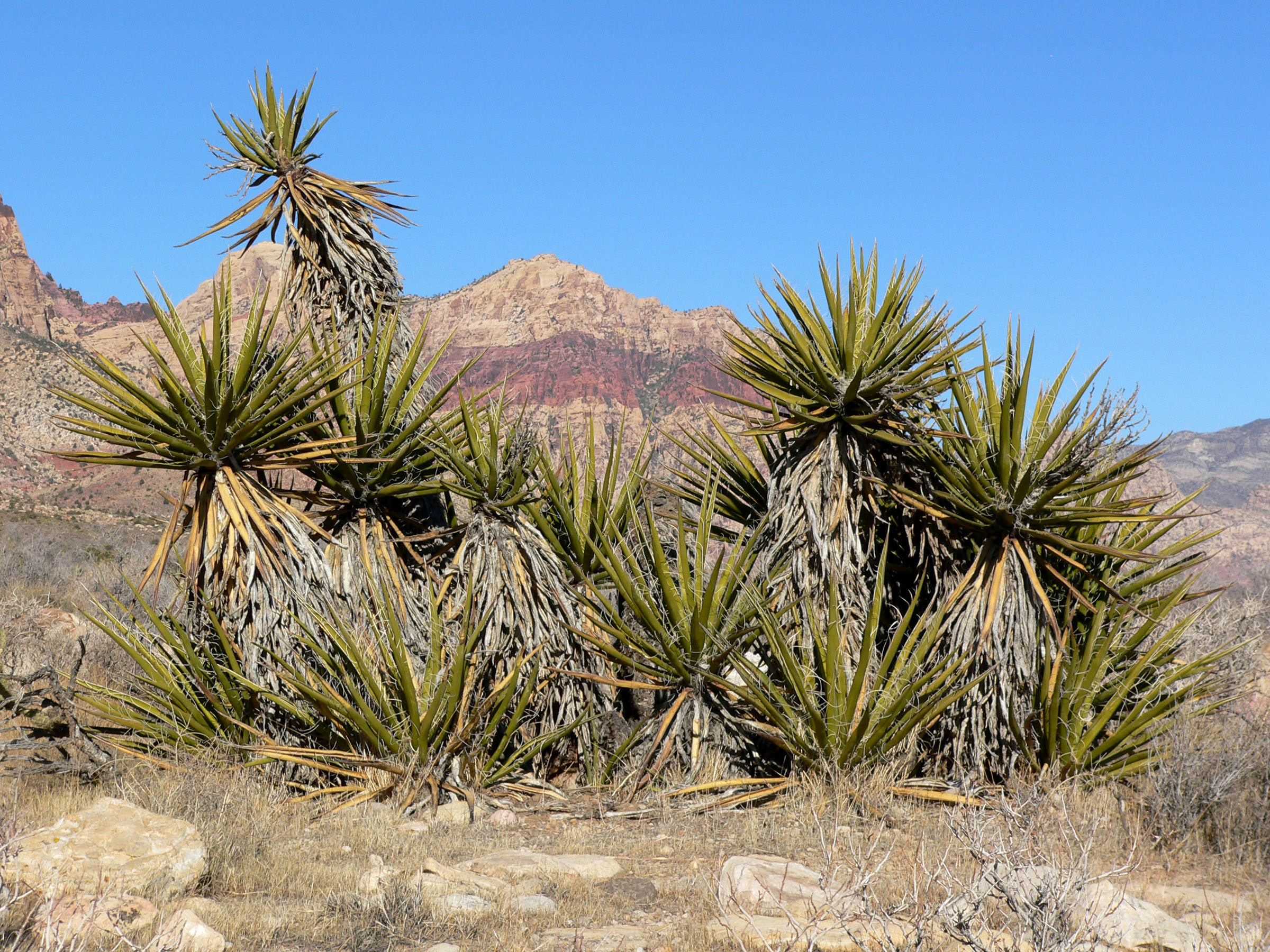
Мохавська юка (Yucca schidigera)
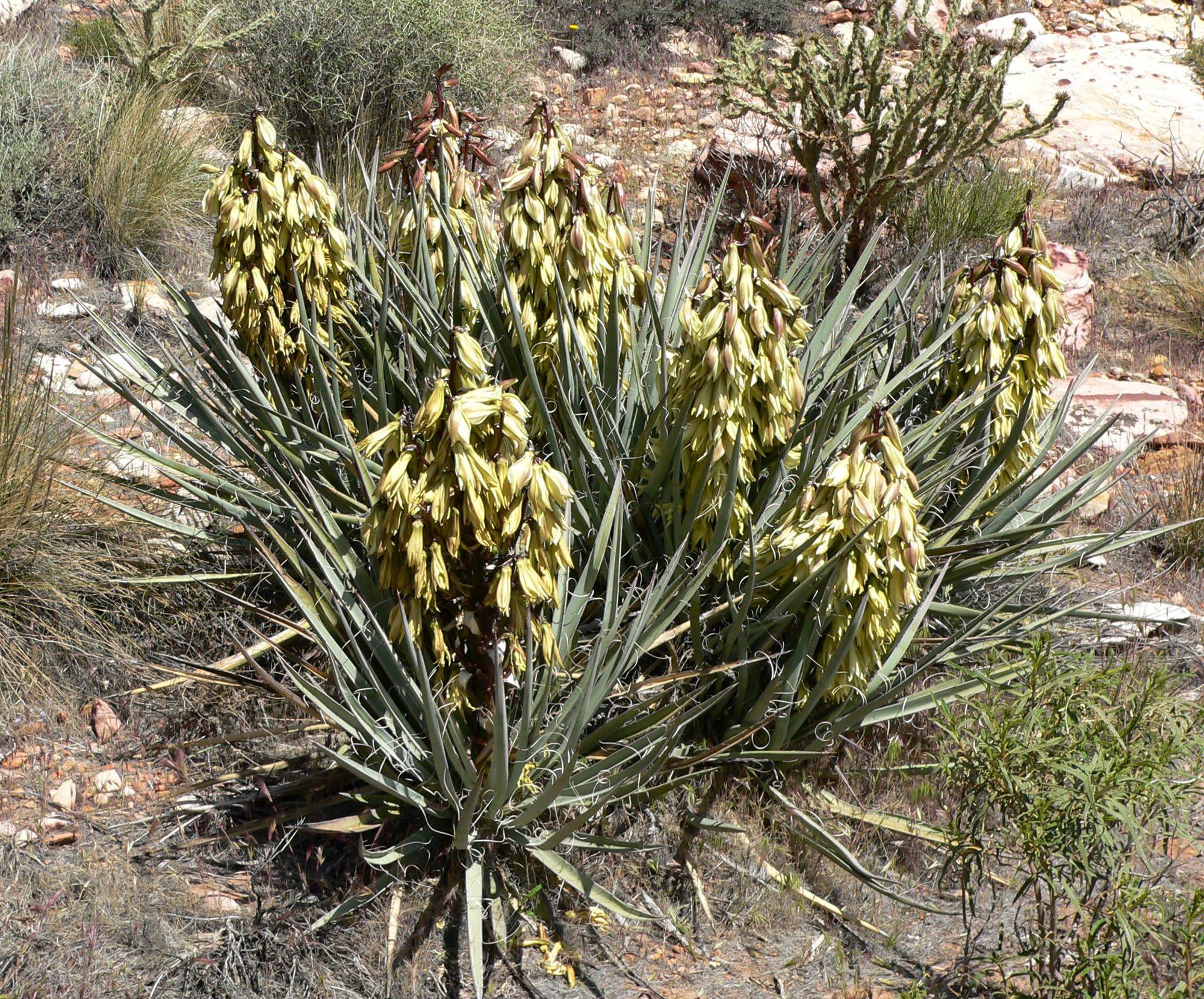
Бананова юка (Yucca baccata)
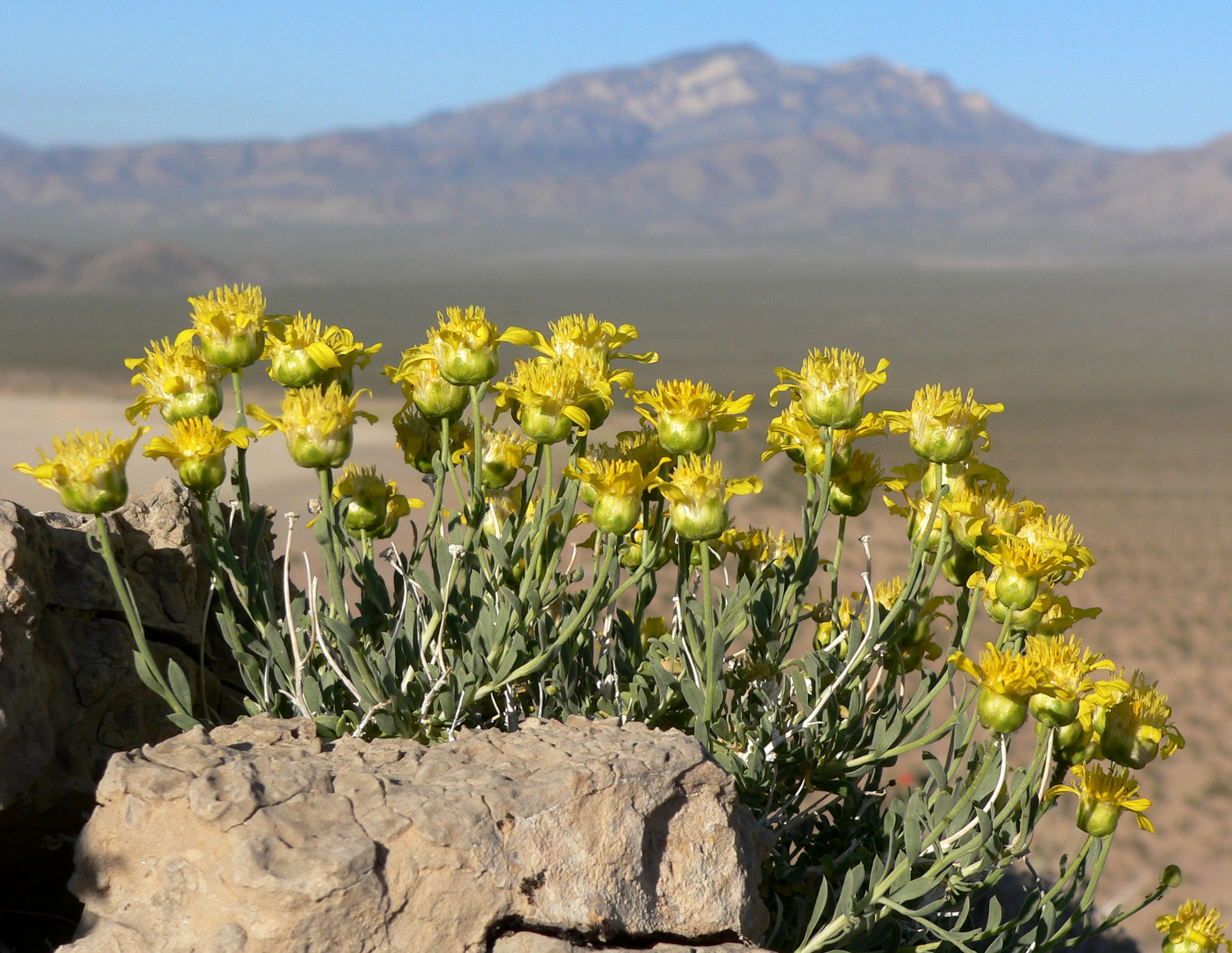
Золотоголівник Шоклі (Acamptopappus shockleyi)
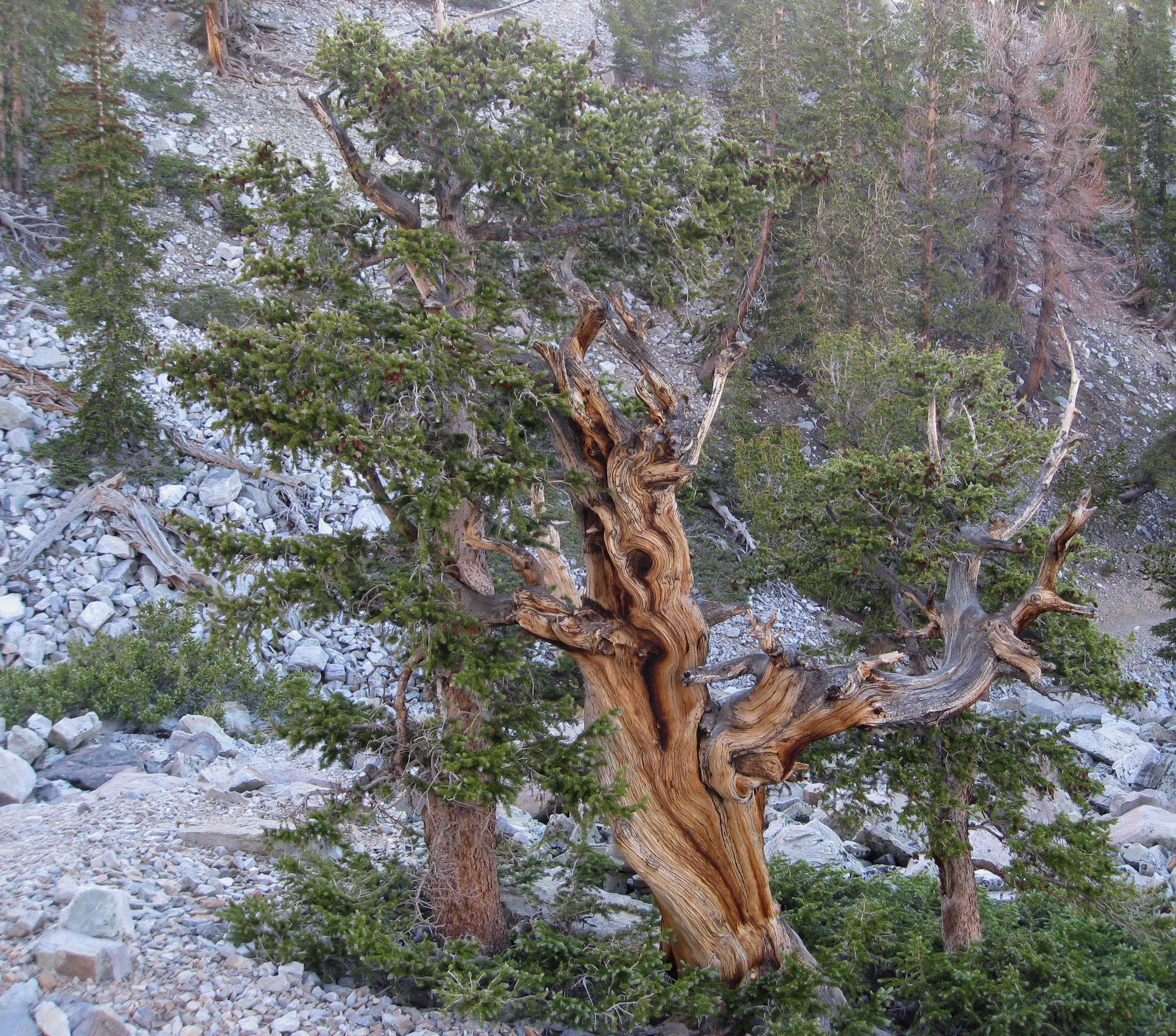
Довговічна сосна (Pinus longaeva) у високогір'ях Мохаве
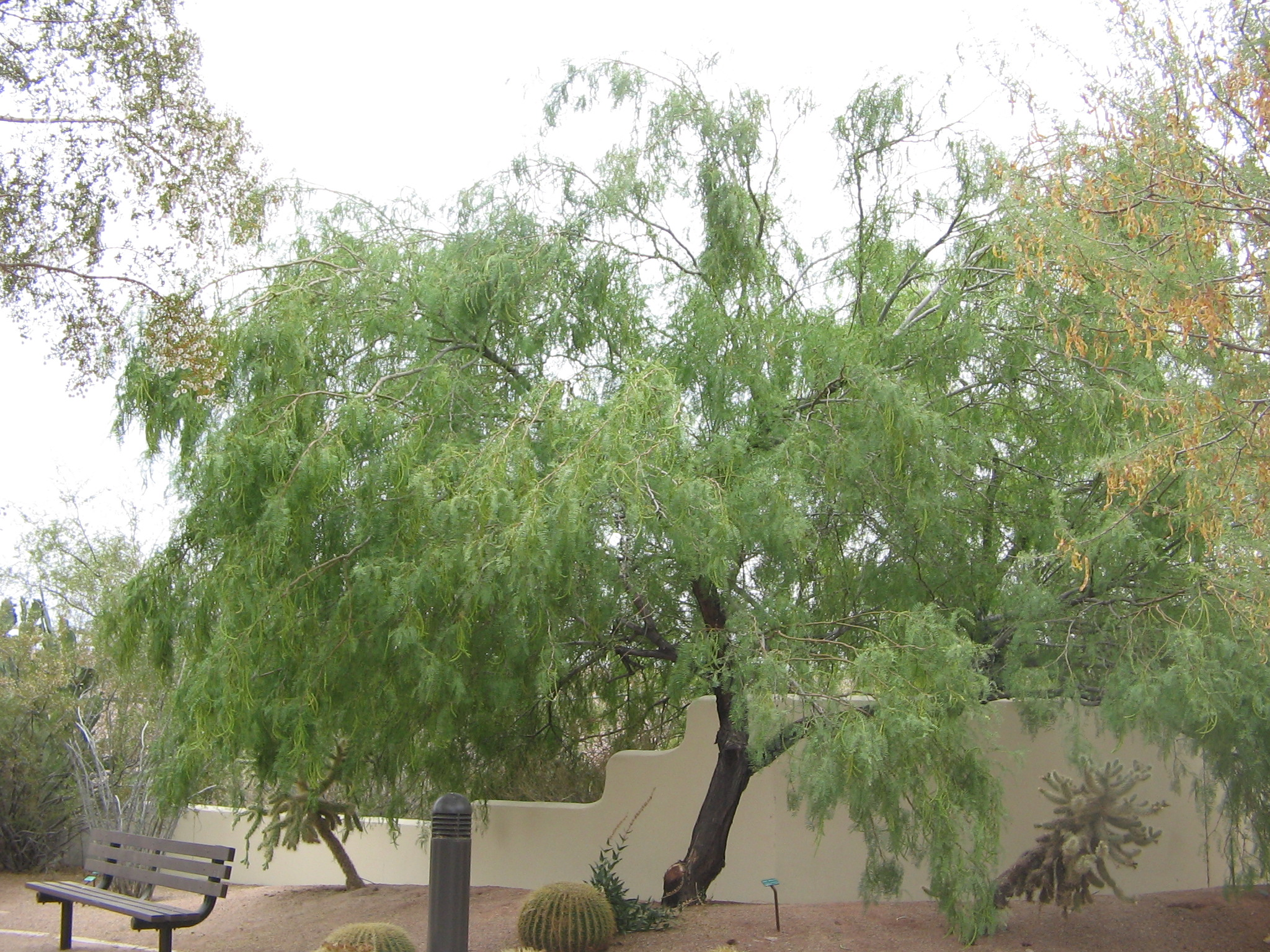
Медовий мескіт (Prosopis glandulosa)

## Фауна

### Ссавці
Серед великих травоїдних тварин, поширених у пустелі Мохаве, виділяють чорнохвостого оленя (Odocoileus hemionus) та пустельного товсторога (Ovis canadensis nelsoni). У гірських районах Мохаве зустрічаються гірські вапіті (Cervus canadensis nelsoni), а на окраїнах регіону — вилороги (Antilocapra americana). Також у деяких районах пустелі можна зустріти здичавілих коней, знаних як мустанги, та здичавілих віслюків. Ці тварини є здобиччю для найбільшого хижака регіону — північноамериканської пуми (Puma concolor couguar).
У чагарникових заростях пустелі Мохаве живуть численні дрібні ссавці, зокрема великовухі зайці (Lepus californicus), пустельні кролики (Sylvilagus audubonii), білохвості піщані ховрахи (Ammospermophilus leucurus), круглохвості ховрашки (Xerospermophilus tereticaudus), чагарникові миші (Peromyscus boylii), каньйонові миші (Peromyscus crinitus), кактусові миші (Peromyscus eremicus), довгохвості хом'якомишки (Chaetodipus formosus), південні коникоїдки (Onychomys torridus), західні врожайниці (Reithrodontomys megalotis), дрібні торбомиші (Perognathus longimembris), кенгурові стрибуни Мерріама (Dipodomys merriami), пустельні сірі бурозубки (Notiosorex crawfordi) та каньйонові нетопирі (Parastrellus hesperus).
Пустельні торбомиші (Chaetodipus penicillatus) риють нори серед креозотових кущів, долотозубі кенгурові стрибуни (Dipodomys microps) — серед лутигових і чорнощетинникових чагарників, а пустельні кенгурові стрибуни (Dipodomys deserti) — серед піщаних дюн. Скельні ховрахи (Otospermophilus variegatus) зустрічаються серед скель, золотисті ховрахи (Callospermophilus lateralis), майже ендемічні панамінські бурундуки (Neotamias panamintinus) та піньйонові миші (Peromyscus truei) — у сосново-ялівцевих рідколіссях, а малі бурундуки (Neotamias minimus) та юїнтські бурундуки (Neotamias umbrinus) — у високогір'ях. На берегах Колорадо зустрічаються канадські бобри (Castor canadensis) та болотяні ондатри (Ondatra zibethicus), на сході регіону, за Колорадо, — аризонські торбомиші (Perognathus amplus), аризонські лісові хом'яки (Neotoma devia) та піщані ховрахи Гарріса (Ammospermophilus harrisii), а на заході пустелі, в Каліфорнії, — каліфорнійські ховрахи (Otospermophilus beecheyi). Ендеміками екорегіону є мохавські ховрахи (Xerospermophilus mohavensis), поширені в пустельних чагарниках на заході Мохаве, бурундуки Палмера (Neotamias palmeri), поширені в лісах Весняних гір на півдні Невади, та амаргоські полівки (Microtus californicus scirpensis), поширені у водно-болотних угіддях в долині річки Амаргоса.
Численні гризуни, поширені в пустелі Мохаве, є здобиччю для хижаків — койотів (Canis latrans), довговухих лисиць (Vulpes macrotis), сірих лисиць (Urocyon cinereoargenteus) і рудих рисей (Lynx rufus). Північноамериканські котофредки (Bassariscus astutus), американські борсуки (Taxidea taxus) та західні плямисті скунси (Spilogale gracilis) зустрічаються на більшій частині регіону, тоді як смугасті скунси (Mephitis mephitis) та звичайні ракуни (Procyon lotor) є доволі рідкісними. Барибали (Ursus americanus) були винищені на більшій частині регіону, однак продовжують зустрічатися у передгір'ях Сьєрра-Невади та Поперечних хребтів, тоді як вовки (Canis lupus) повністю вимерли на території Мохаве.

### Птахи
Орнітофауна екорегіону нараховує понад 230 видів птахів. Серед них, зокрема, виділяють жовтогруду перепелицю (Callipepla gambelii), каліфорнійську таязуру-подорожника (Geococcyx californianus), прерієвого канюка (Buteo swainsoni), королівського канюка (Buteo regalis), прерієвого сокола (Falco mexicanus), віргінського пугача (Bubo virginianus), американського сича (Athene cunicularia), червоноголову катарту (Cathartes aura), чорнощокого пораке (Phalaenoptilus nuttallii), білогорлого серпокрильця (Aeronautes saxatalis), аметистовоголову каліпту (Calypte costae), звичайного крука (Corvus corax), великого феба (Sayornis saya), вогнистого москверо (Pyrocephalus obscurus), американського сорокопуда (Lanius ludovicianus), рогатого жайворонка (Eremophila alpestris), скельного орішця (Salpinctes obsoletus), каньйонового орішця (Catherpes mexicanus), кактусового різжака (Campylorhynchus brunneicapillus), кактусового тремблера (Toxostoma bendirei), пустельного тремблера (Toxostoma lecontei), чорного чубака (Phainopepla nitens), невадійську вівсянку-пустельницю (Artemisiospiza nevadensis), чорногорлу вівсянку-пустельницю (Amphispiza bilineata) та західного шпаркоса (Sturnella neglecta). У гірських рідколіссях зустрічаються блакитні сойки (Gymnorhinus cyanocephalus), сонорські сойки (Aphelocoma woodhouseii), американські горіхівки (Nucifraga columbiana), сірі пісняри-лісовики (Empidonax wrightii) та ялівцеві синиці (Baeolophus ridgwayi).

### Плазуни та інші тварини
Герпетофауна пустелі Мохаве є доволі різноманітною. Вона включає численних ящірок, зокрема аризонського отрутозуба (Heloderma suspectum), північну чакваллу (Sauromalus ater), звичайну пустельну ігуану (Dipsosaurus dorsalis), пустельну комірцеву ігуану (Crotaphytus bicinctores), пустельну колючу ігуану (Sceloporus magister), жовтоспинну колючу ігуану (Sceloporus uniformis), зеброхвосту ігуану (Callisaurus draconoides), плямистобоку ігуану (Uta stansburiana), пустельну нічну ящірку (Xantusia vigilis), довгоносу леопардову ящірку (Gambelia wislizenii), західного батогохвоста (Aspidoscelis tigris), пустельну фриносому (Phrynosoma platyrhinos) і стрічкового гекона (Coleonyx variegatus), та змій, зокрема гоферову змію (Pituophis catenifer), західну лопатоносу змію (Salvadora hexalepis), звичайного полоза-батога (Masticophis flagellum), західну земляну змію (Sonora semiannulata), західну лопатоносу змію (Sonora occipitalis), каліфорнійську королівську змію (Lampropeltis californiae), каліфорнійського удава (Lichanura trivirgata), рогатого гримучника (Crotalus cerastes), плямистого гримучника (Crotalus mitchellii) і мохавського гримучника (Crotalus scutulatus).
Майже ендемічними представниками екорегіону є мохавські пустельні черепахи (Gopherus agassizii). Ці рідкісні суходільні черепахи можуть тривалий час обходитись без води, забезпечуючи потребу у волозі поїданням рослинності та зберігаючи до літра води у своєму сечовому міхурі. Вони риють нори, у яких ховаються від спеки. Покинуті нори активно використовують різноманітні гризуни та плазуни. Серед інших ендемічних плазунів, що зустрічаються у пустелі Мохаве, виділяють панамінтську крокодилову ящірку (Elgaria panamintina) та мохавську гребнепалу ящірку (Uma scoparia).
Серед поширених в регіоні амфібій виділяють рідкісних ендемічних реліктових леопардових жаб (Lithobates onca), що зустрічаються в басейні Колорадо, та амаргоських жаб (Anaxyrus nelsoni), поширених в оазах у долині Амаргоса. Ендеміками Мохаве є деякі види риб, зокрема мохавські туйські головні (Siphaletes bicolor mohavensis), поширені в басейні річки Мохаве, моапські яльці (Moapa coriacea), поширені у басейні річки Мадді, та віргінські головні (Gila seminuda), поширені в річках Вірджин та Мадді, а також солонуватоводні коропозубики (Cyprinodon salinus), амаргоські коропозубики (Cyprinodon nevadensis) і диявольські коропозубики (Cyprinodon diabolis), ареал яких обмежений пустельними оазами. Також ендеміками Мохаве є деякі види комах, зокрема келсойські цвіркуни (Ammopelmatus kelsoensis) та келсойські щитоносі коники (Eremopedes kelsoensis), які зустрічаються лише серед піщаних дюн Келсо у Національному заповіднику Мохаве.

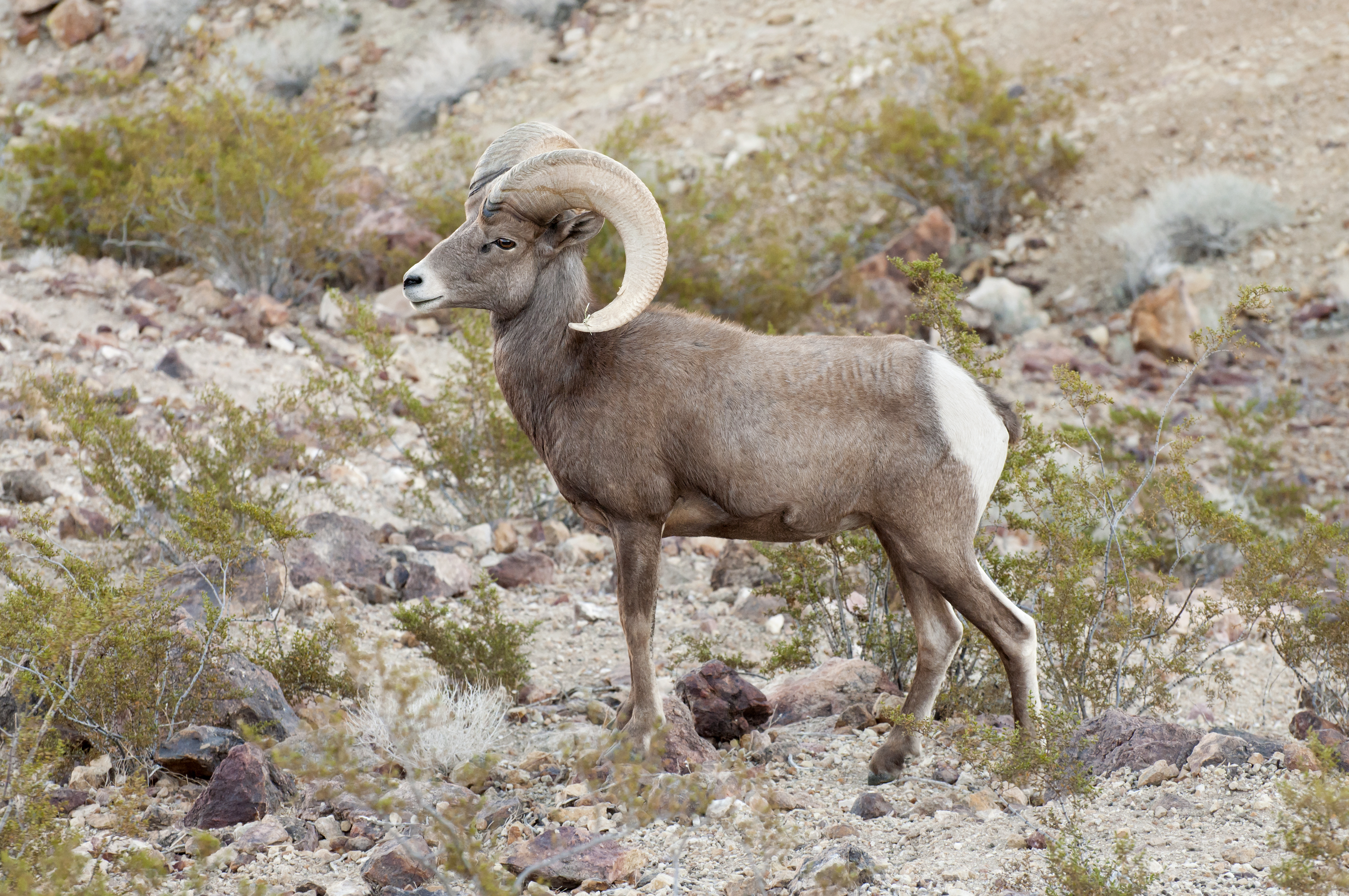
Пустельний товсторіг (Ovis canadensis nelsoni)
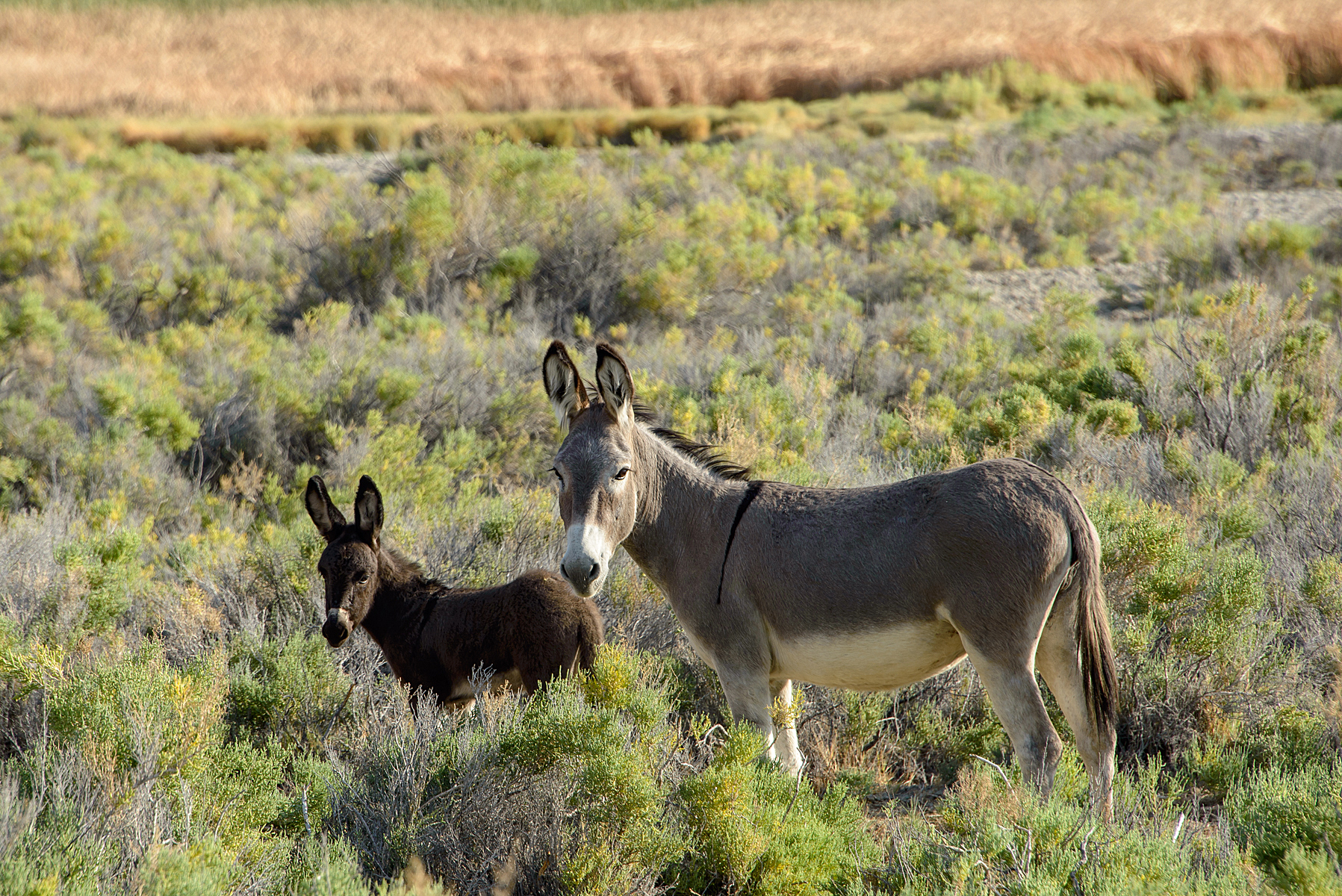
Здичавілий віслюк (Equus africanus)
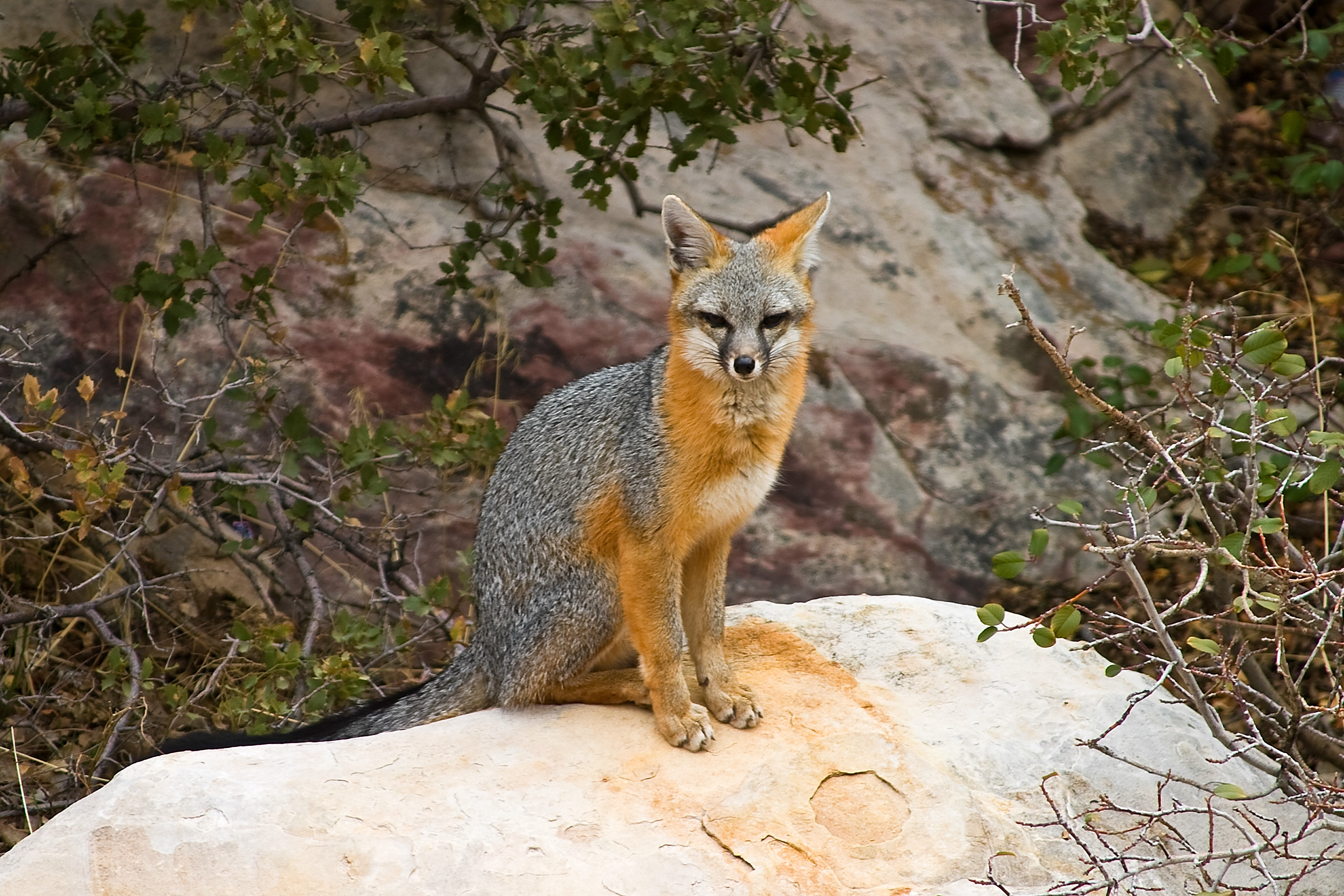
Довговуха лисиця (Vulpes macrotis)
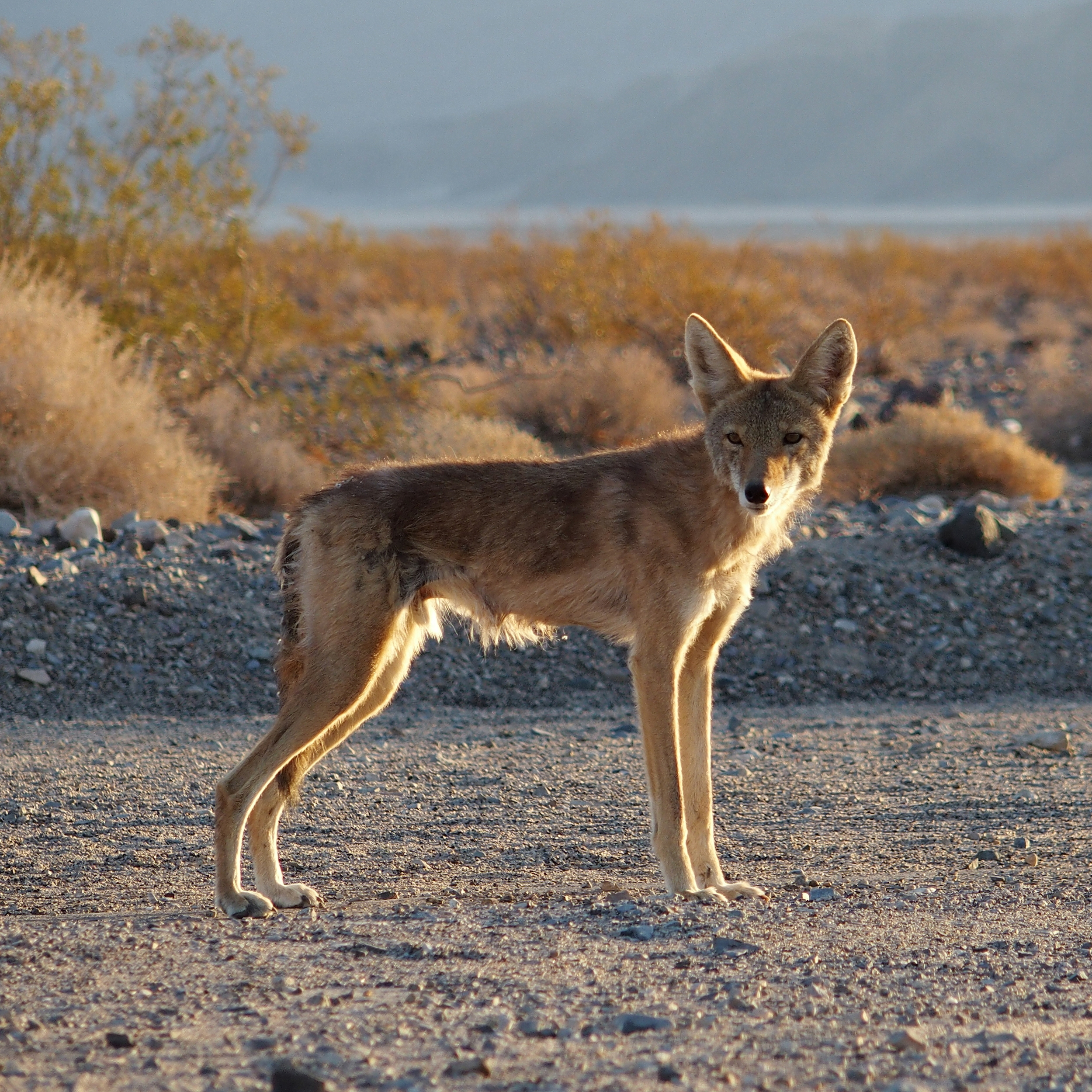
Койот (Canis latrans)
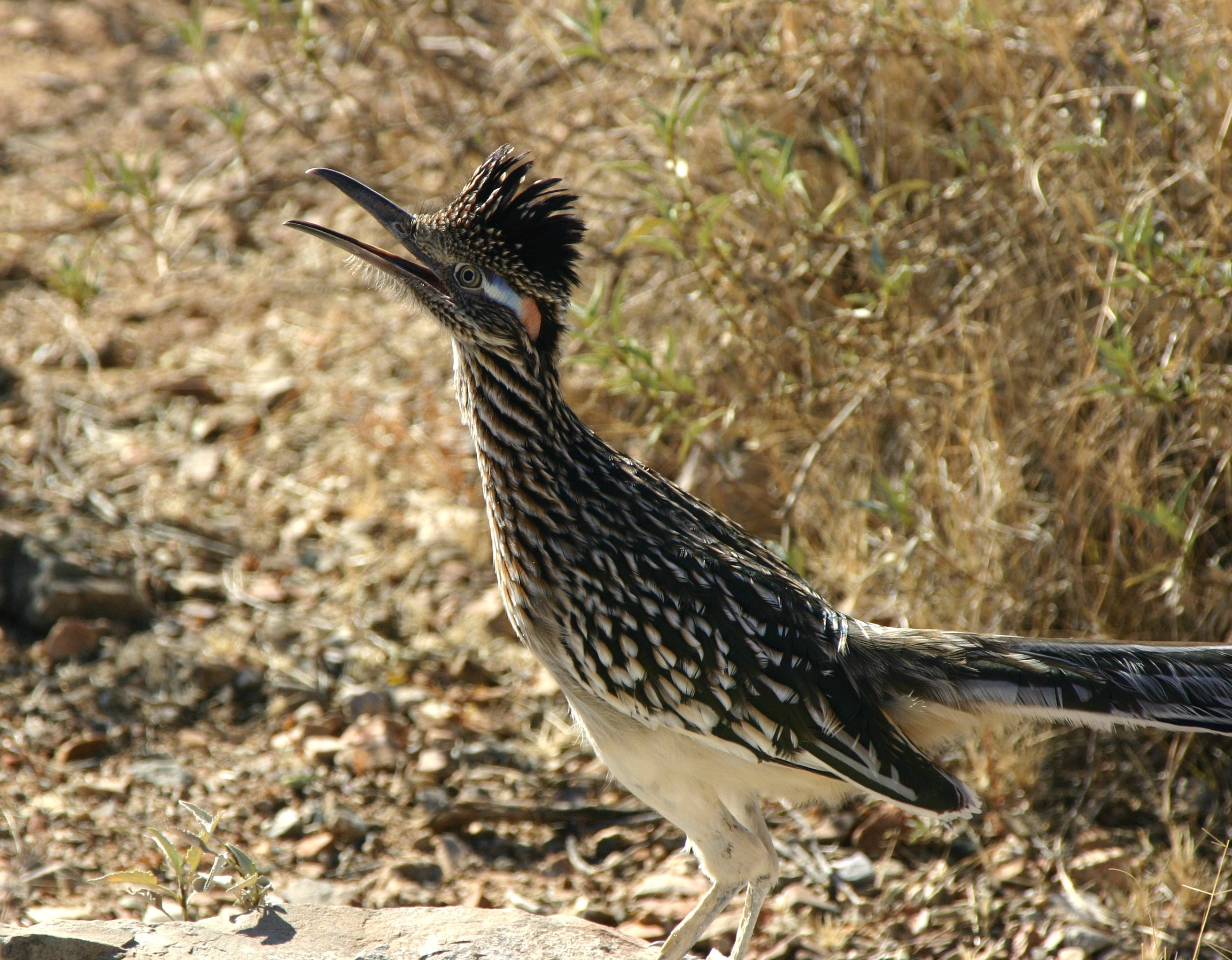
Каліфорнійська таязура-подорожник (Geococcyx californianus)
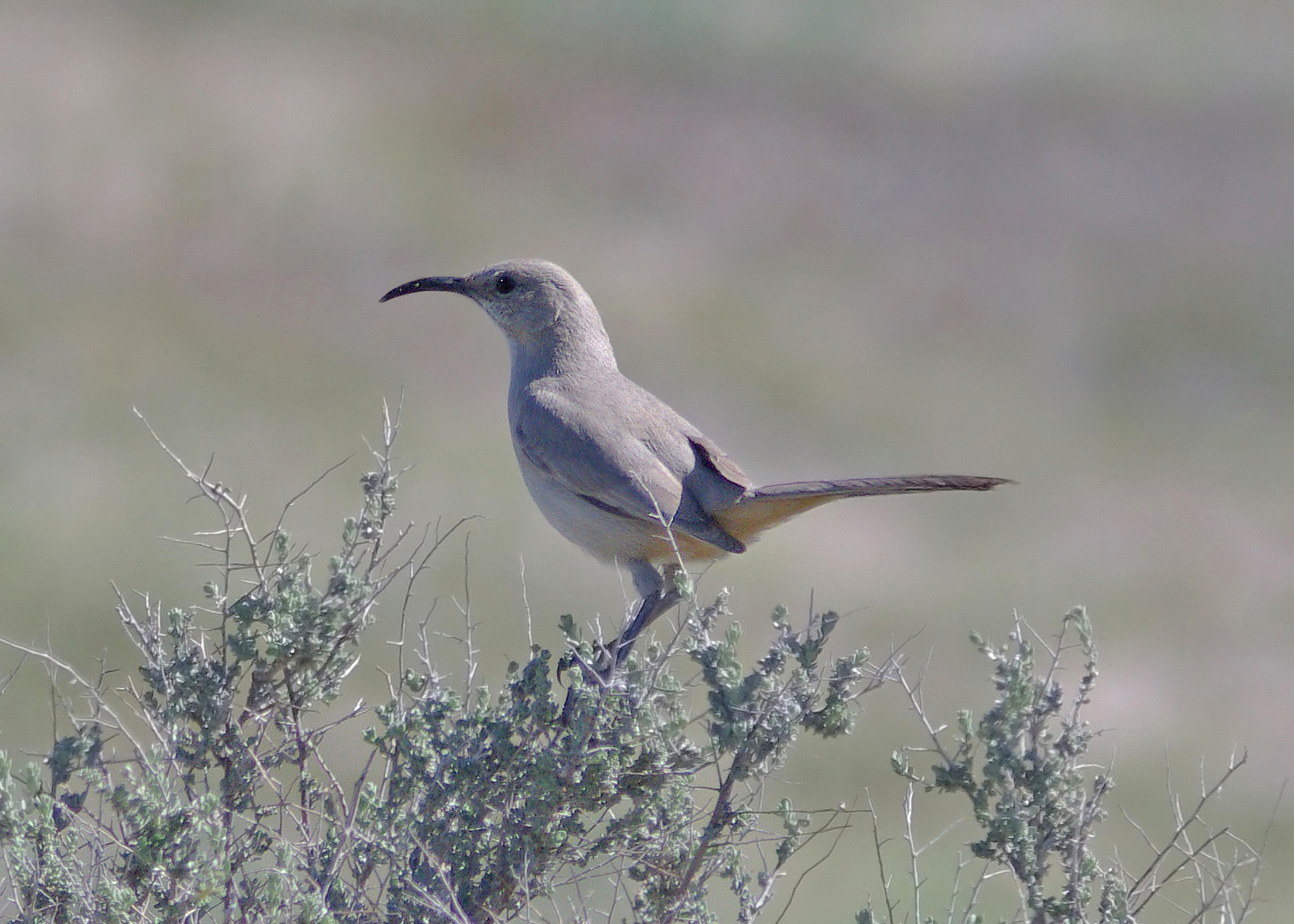
Пустельний тремблер (Toxostoma lecontei)
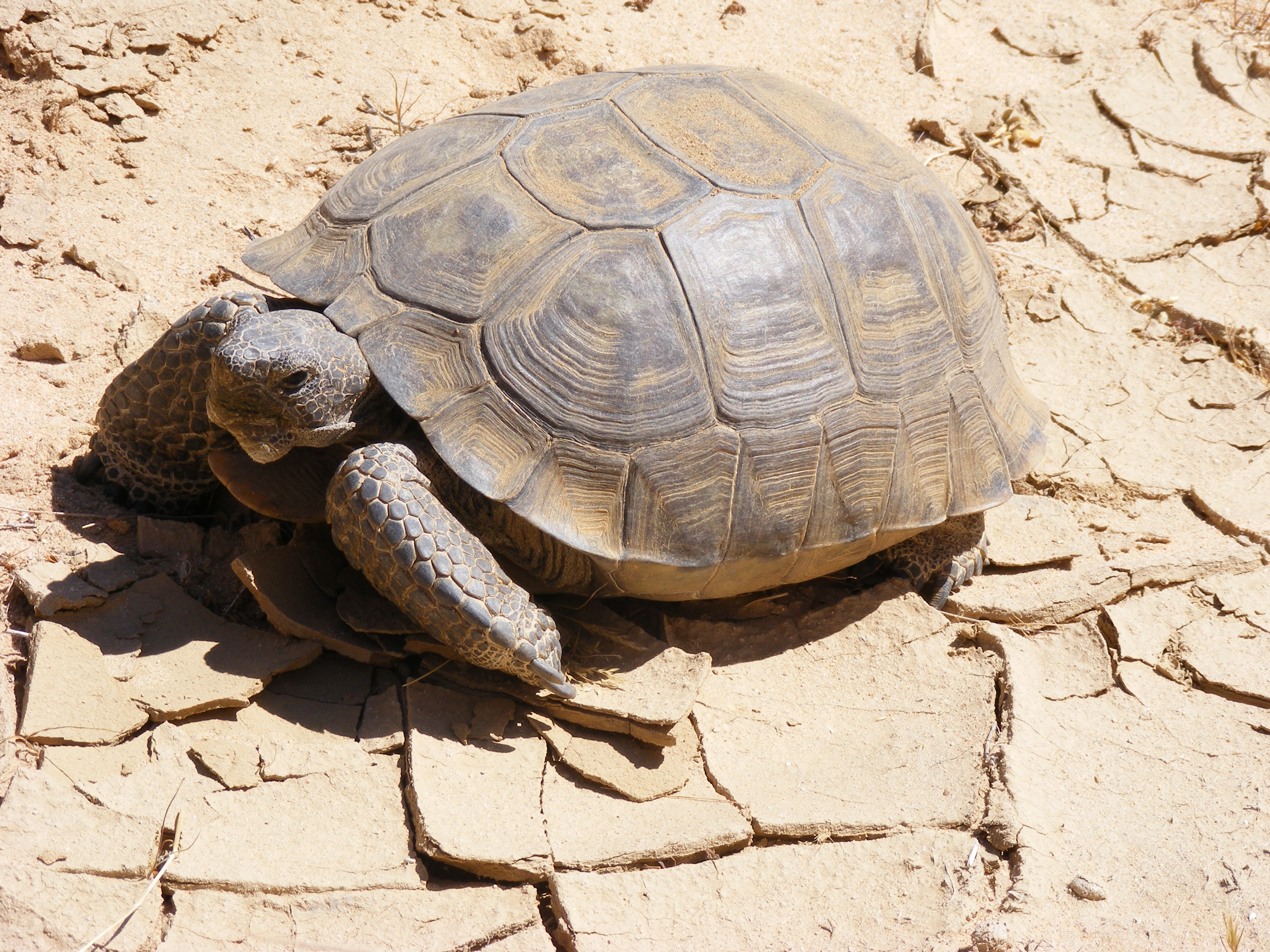
Мохавська пустельна черепаха (Gopherus agassizii)
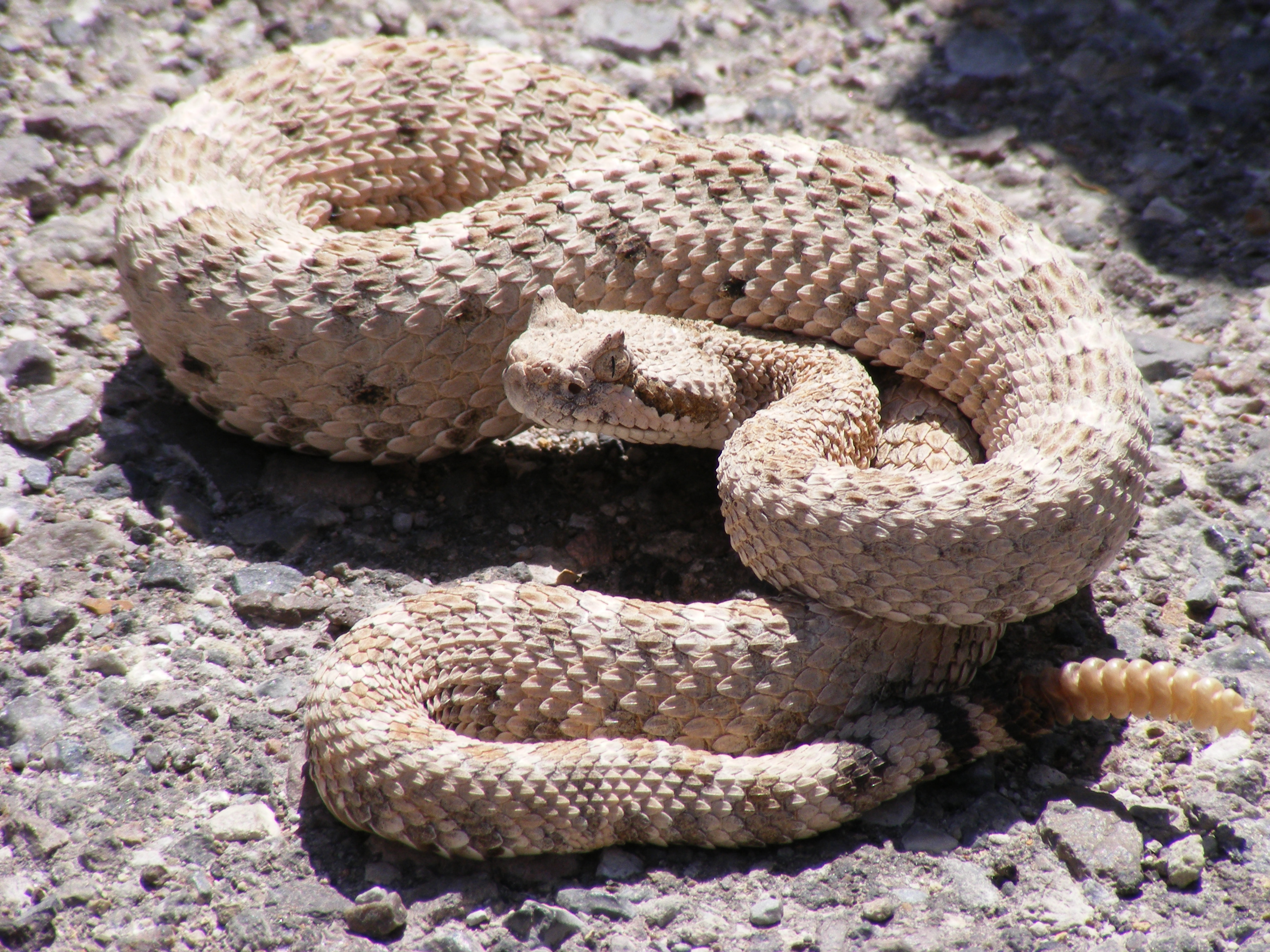
Рогатий гримучник (Crotalus cerastes)

## Екорегіони IV рівня

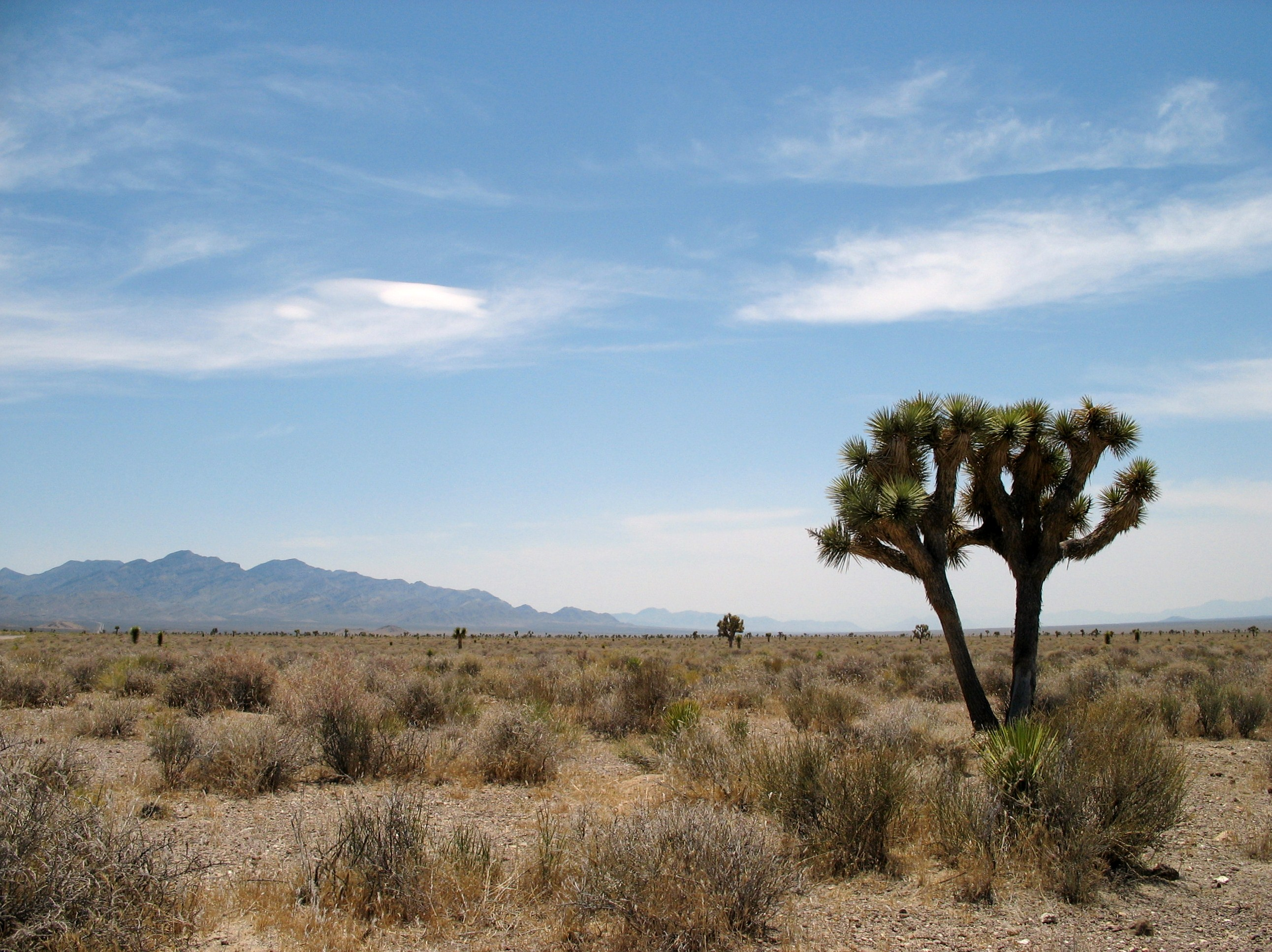
Ландшафт пустелі Мохаве

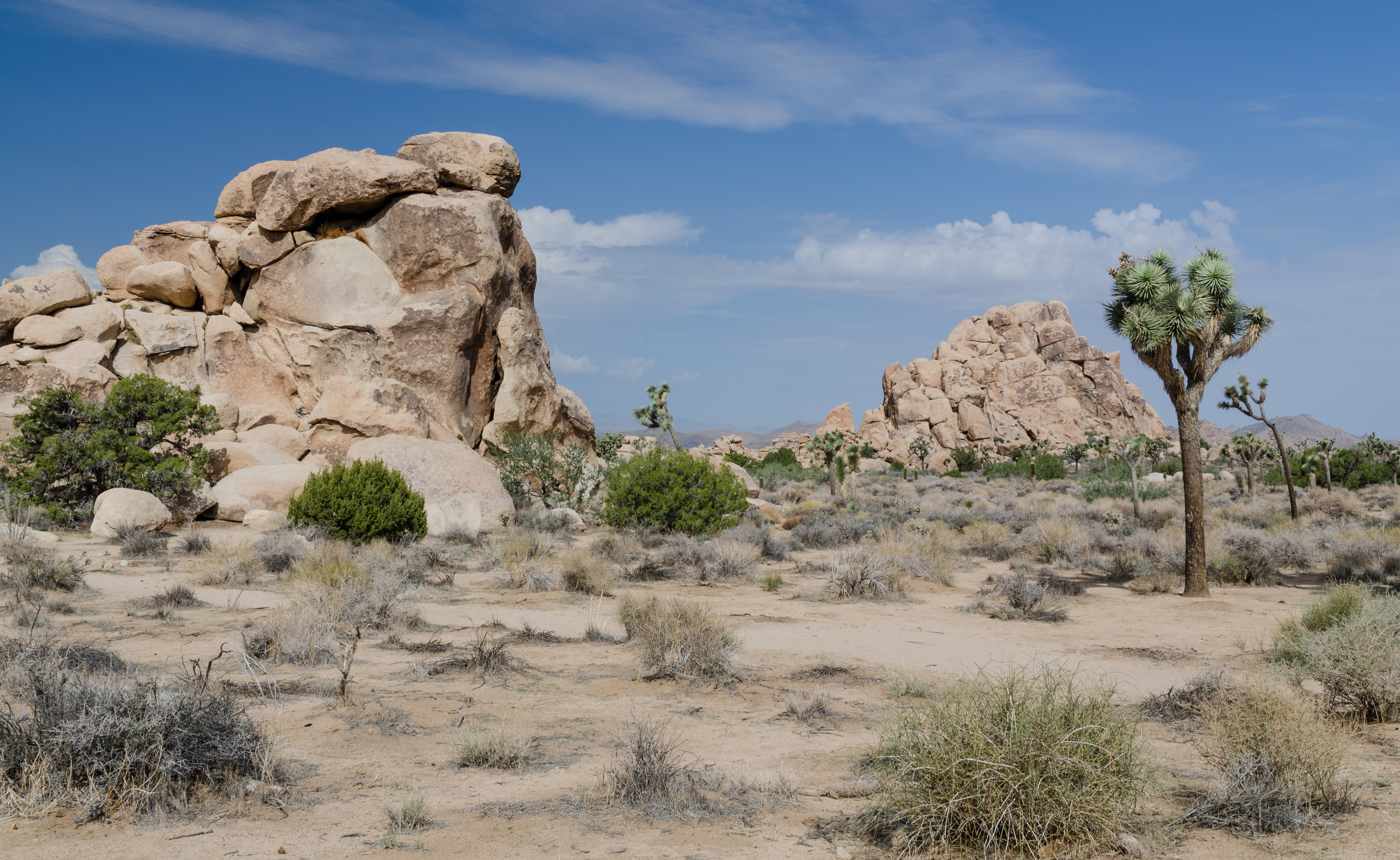
Ландшафт Національного парку Джошуа-Трі

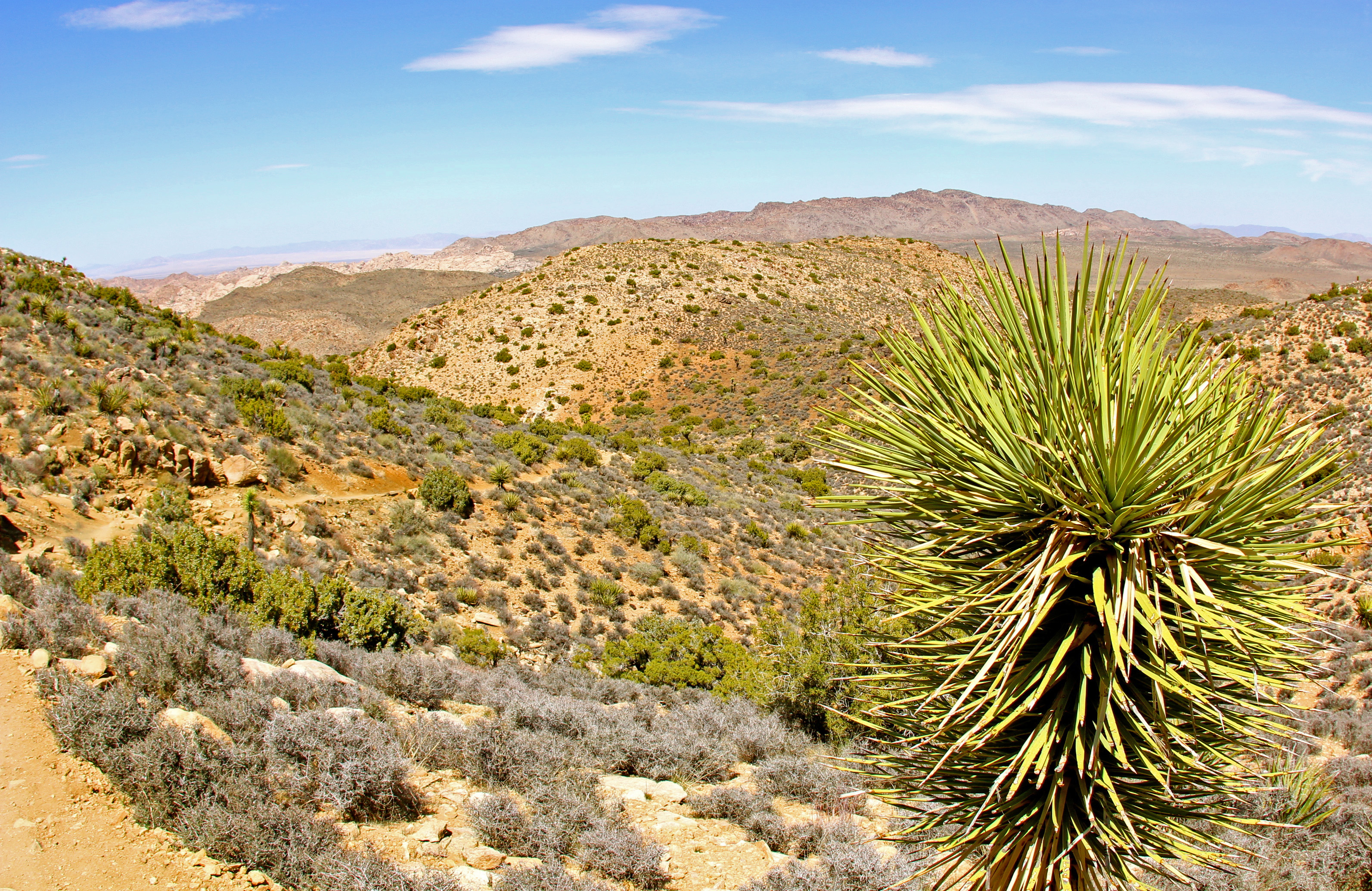
Ландшафт Національного парку Джошуа-Трі

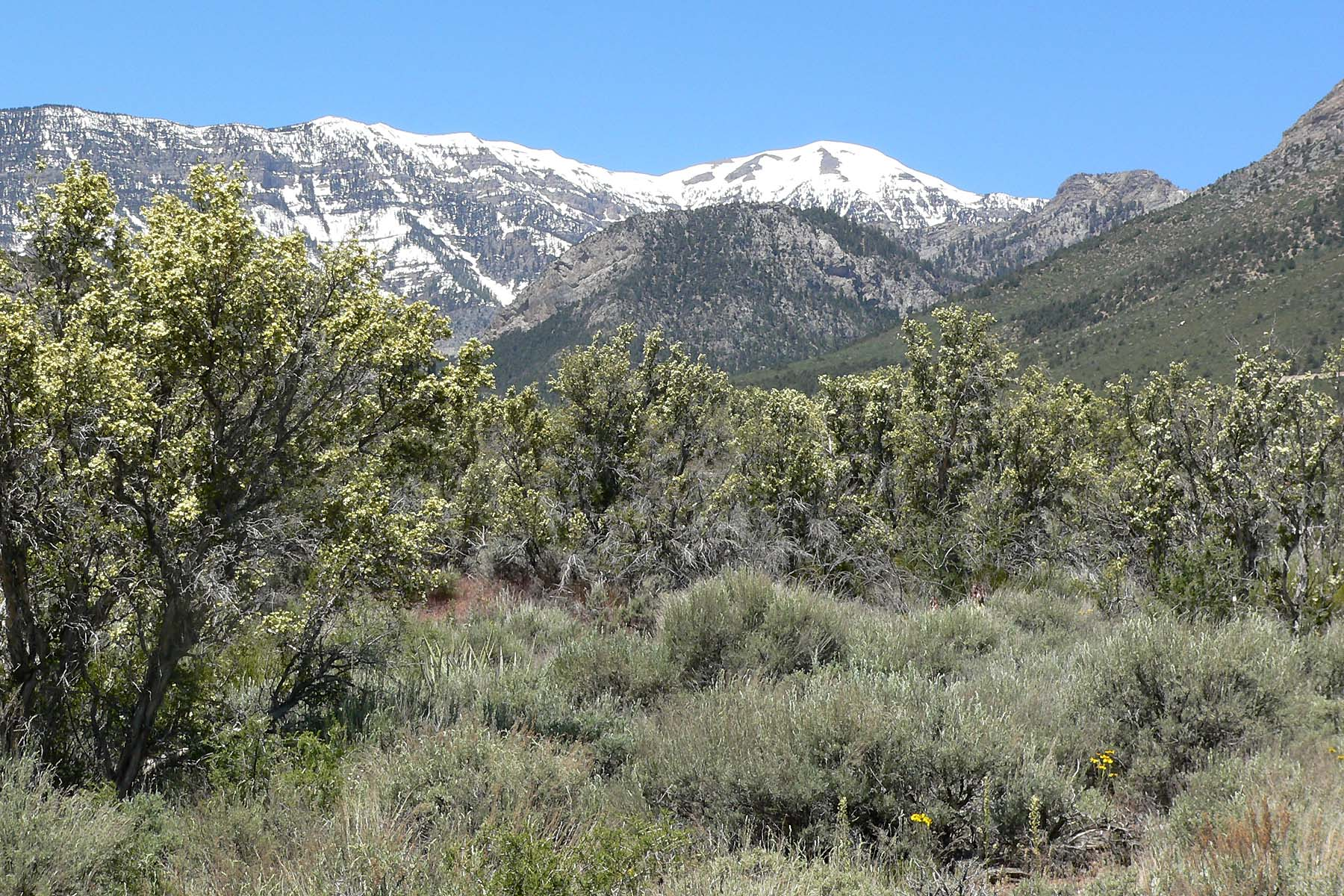
Високогір'я Весняних гір

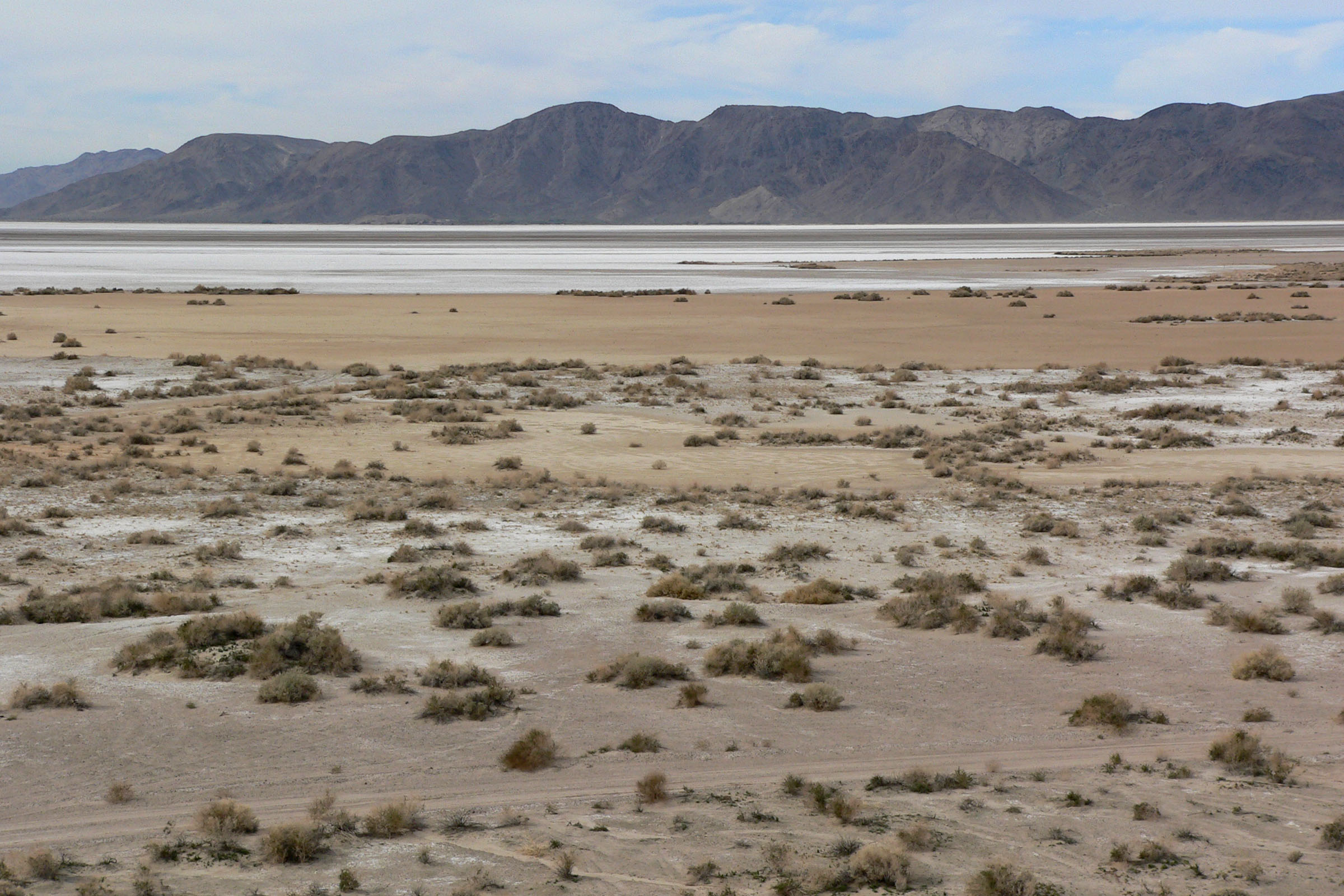
Висохле озеро Сода

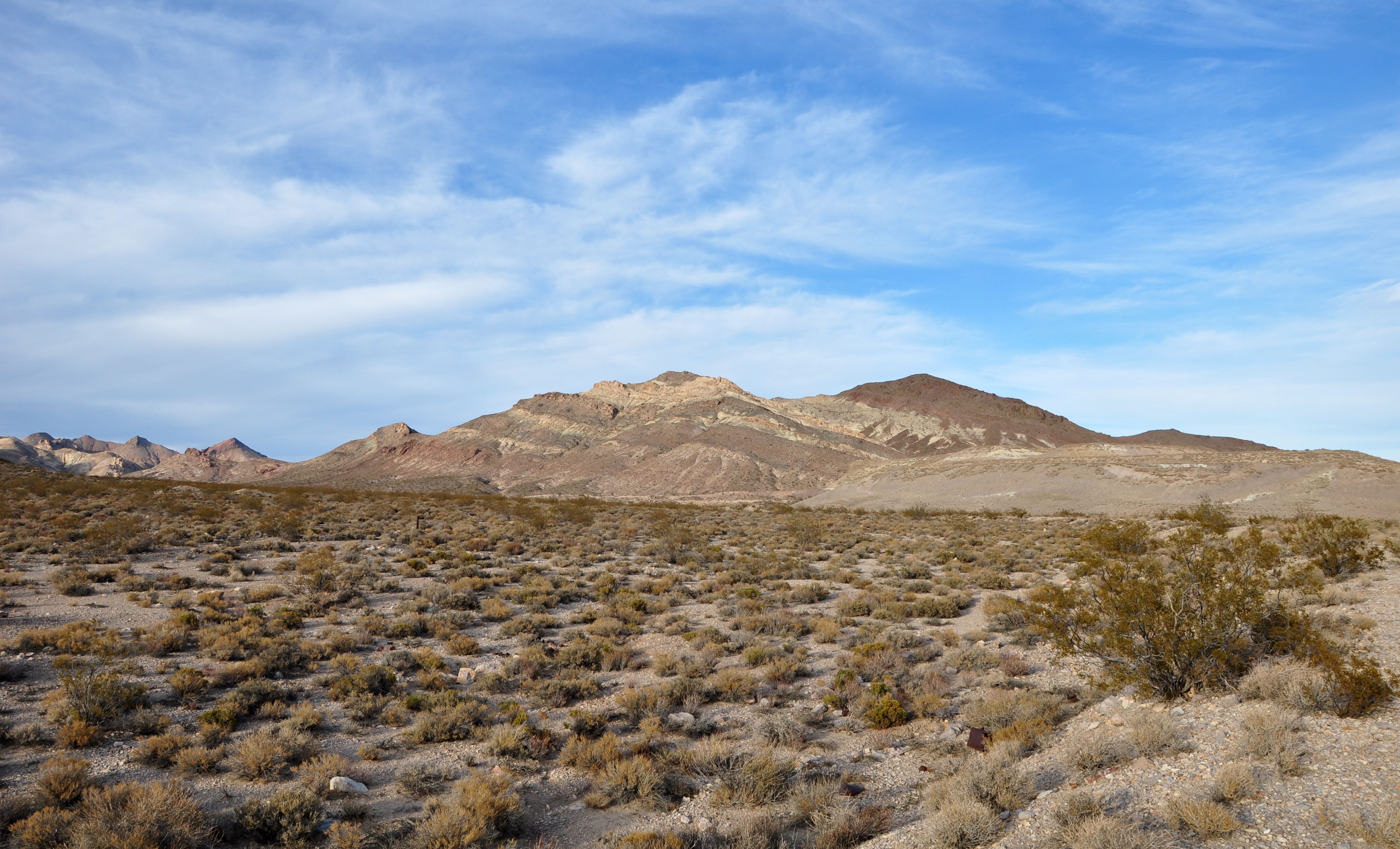
Пустеля Амаргоса

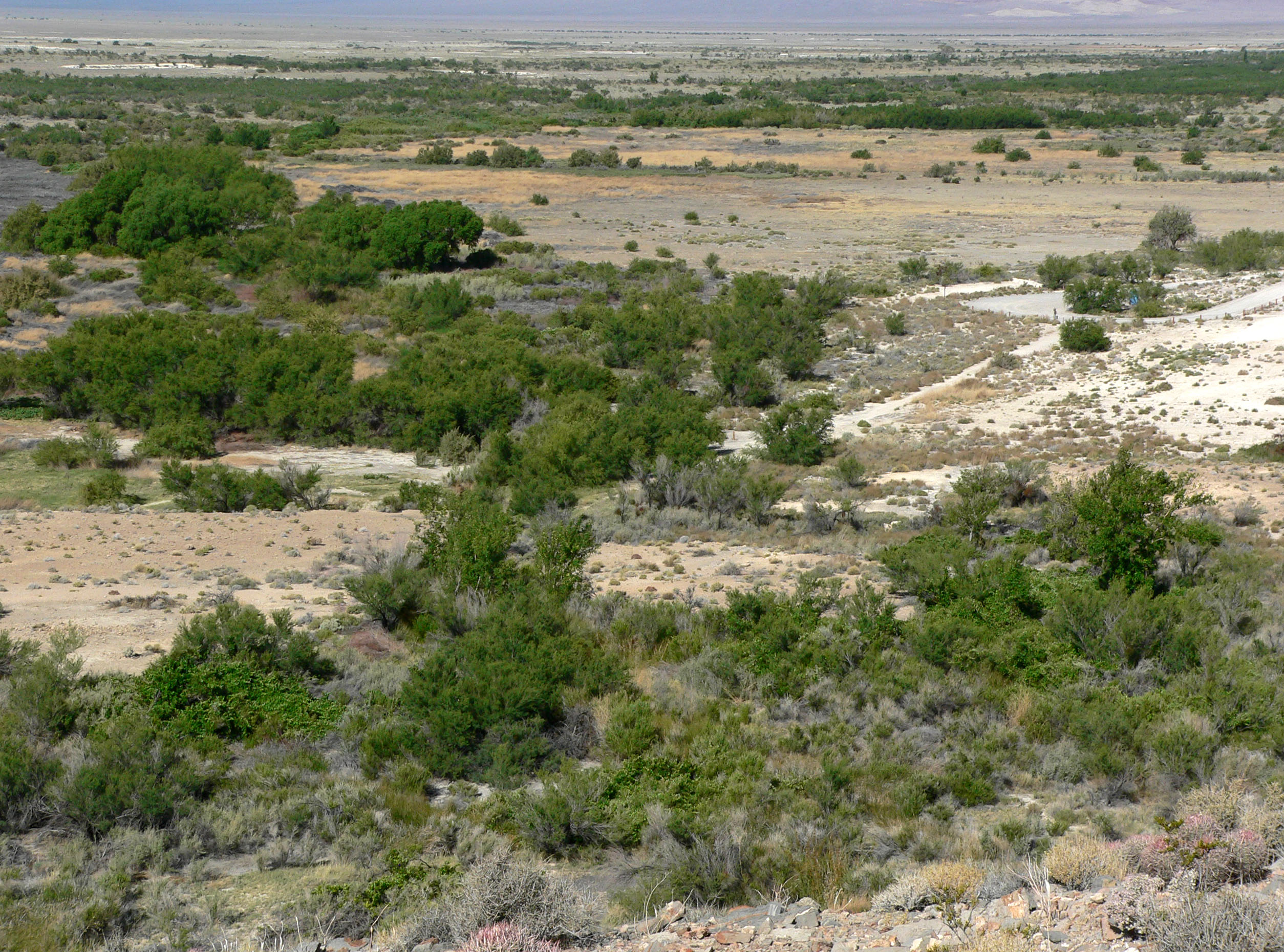
Ландшафт заповідника Еш-Медоуз

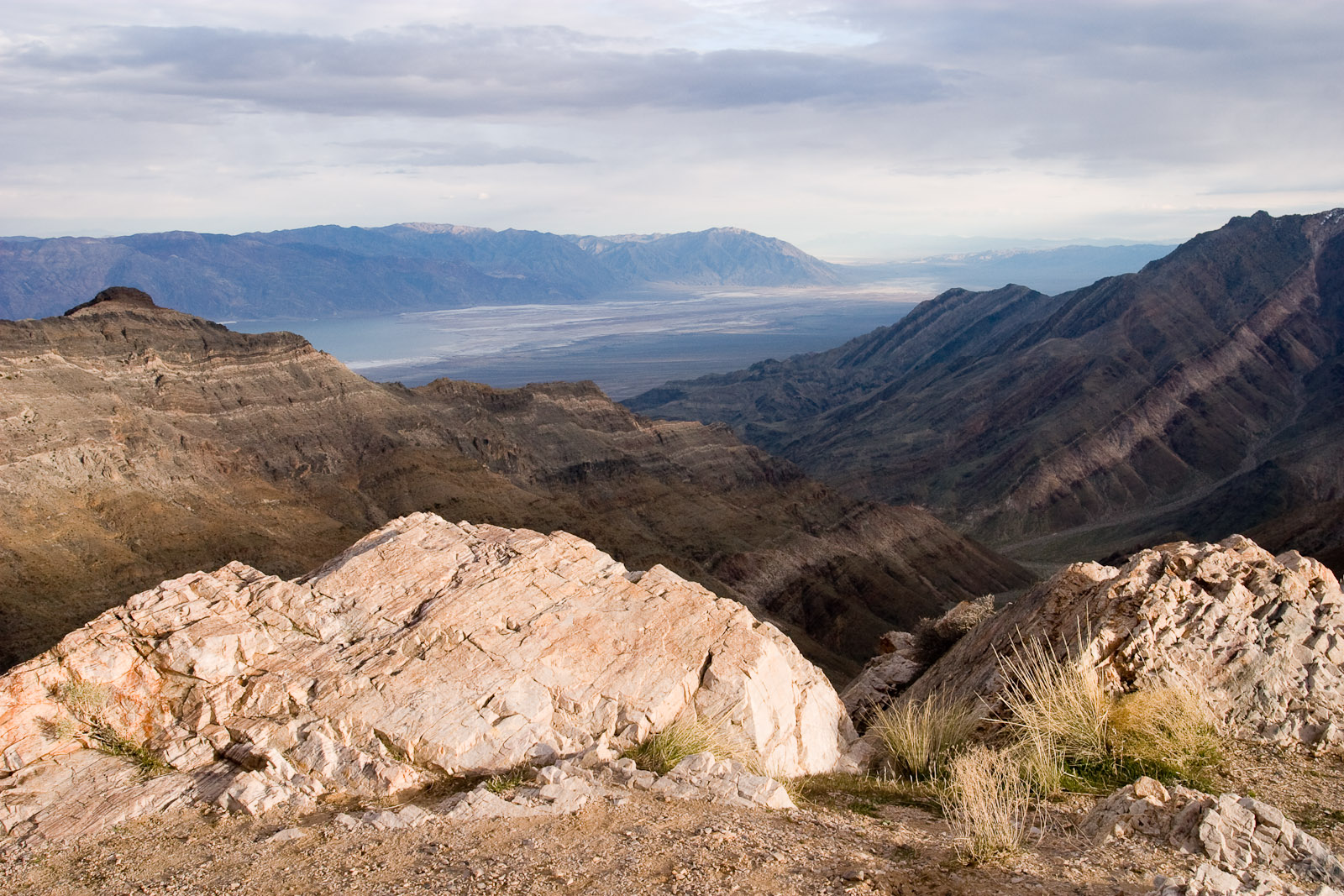
Вид на Долину Смерті

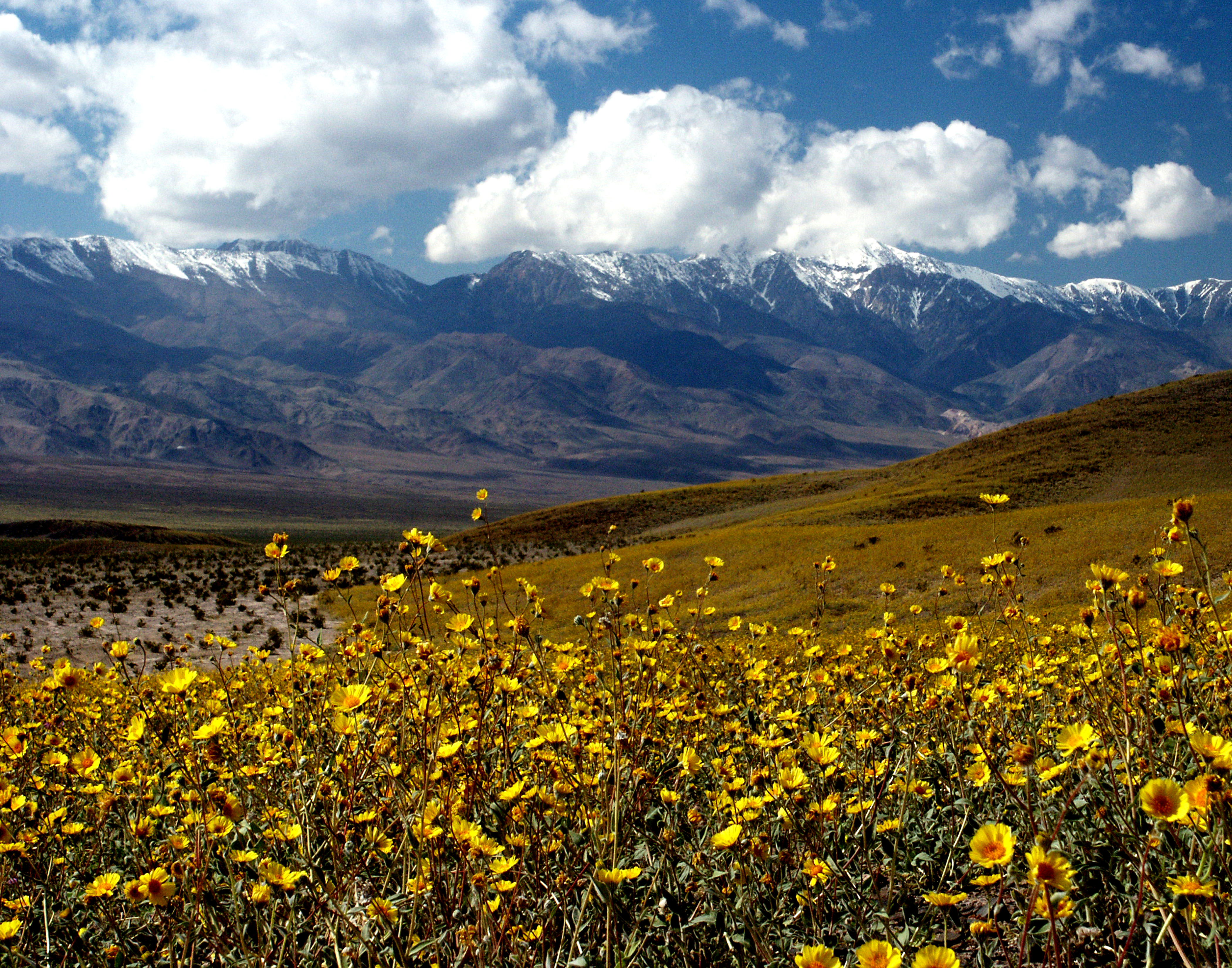
Квіти у Долині Смерті

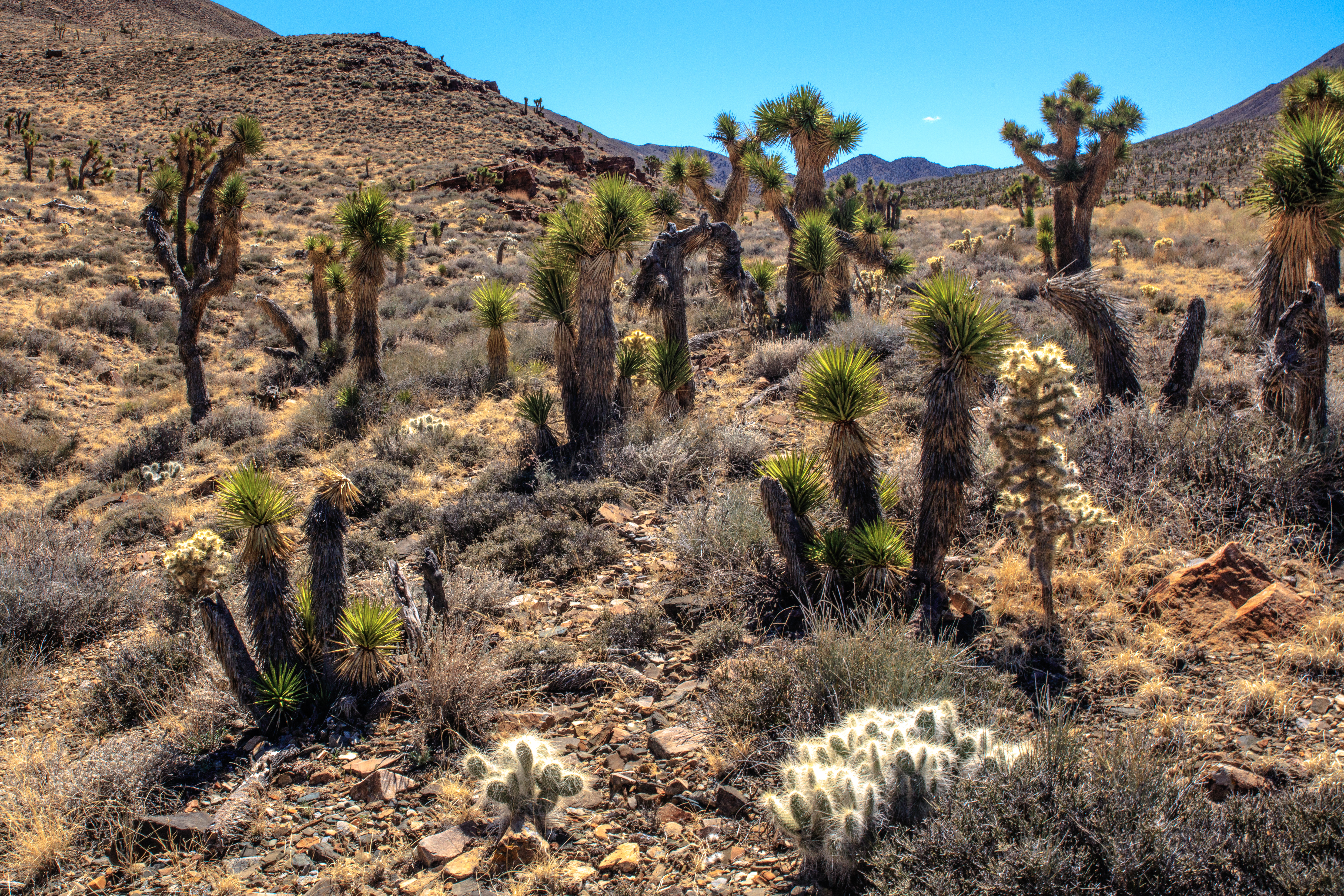
Юки та кактуси в Долині Смерті

У схемі екорегіонів Агенції з охорони довкілля США пустеля Мохаве знана як екорегіон III рівня «Мохавські долини та хребти». У межах екорегіону Мохавських долин та хребтів виділяють 16 екорегіонів рівня IV.

### Долини Східної Мохаве (14a)
Регіон долин Східної Мохаве охоплює широкі долини, що лежать в центрі, на півдні та на сході пустелі Мохаве, на висоті від 550 до 1375 м над рівнем моря, та перемежовуються гірськими хребтами. Він включає річкові тераси і заплави, ряди алювіальних конусів (бахади), а також поодинокі пагорби та столові гори (меси). Поверхневих водойм в регіоні мало, і здебільшого переважають ефемерні струмки, однак у деяких районах трапляються постійні річки та джерела. Тут переважають вапнякові та гіпсові ґрунти, однак загалом низька кількість опадів (75-250 мм за рік) відіграє більше екологічне значення, ніж геологічна будова регіону.
Рослинний покрив регіону представлений пустельними чагарниками, основу яких складають креозотові кущі (Larrea tridentata), білі амброзії (Ambrosia dumosa), великі галлети (Hilaria rigida) та ефедри (Ephedra spp.), а також купини індіанської рисової трави (Eriocoma hymenoides). Подекуди зустрічаються юки (Yucca spp.) і кактуси, зокрема опунції (Opuntia spp.) та чолли (Cylindropuntia spp.), а на великих висотах — дерева Джошуа (Yucca brevifolia). У річкових долинах зростають пустельні верби (Chilopsis linearis), койотські верби (Salix exigua) та медові мескіти (Prosopis glandulosa). Інтродуковані галузисті тамарикси (Tamarix ramosissima) та покрівельні стоколоси (Bromus tectorum) подекуди замінюють місцеву рослинність. На півдні та сході регіону зі збільшенням кількості опадів улітку посилюється вплив пустелі Сонора. Тут стають поширенішими здерев'янілі представники родини бобових (Fabaceae) — мескітові дерева (Prosopis spp.), котячекігтеві акації (Senegalia greggii) та димчасті дерева (Psorothamnus spinosus).
Територія регіону є середовищем проживання для диких тварин, зокрема для торбомишей, кенгурових стрибунів та пустельних черепах (Gopherus agassizii). Основними формами землекористування в регіоні є випас худоби, військова та рекреаційна діяльність. У деяких районах трапляються пасовища та орні землі, на яких вирощують люцерну та сіно. Історично в регіоні вирощували овочі, мигдаль, абрикоси та бавовник. Наразі сільськогосподарські угіддя у долині Лас-Вегаса майже повністю замінені міською забудовою. Поблизу Лас-Вегаса ведеться активний видобуток піску, гравію та вапняку. Історично в регіоні видобували золото та срібло, проводили ядерні випробування. Загалом регіон охоплює 15470 км² на півдні Невади, 1336 км² на крайньому південному заході Юти, 5250 км² на заході Аризони, а також деякі райони на південному сході Каліфорнії.

### Невисокі гори та пустельні передгір'я Східної Мохаве (14b)
Регіон невисоких гір та пустельних передгір'їв Східної Мохаве охоплює передгір'я гірських хребтів, пагорби та невисокі гори, ряди алювіальних конусів (бахади) та базальтові лавові потоки, які підіймаються над навколишніми долинами. Висота регіону переважно коливається від 850 до 1890 м над рівнем моря. Поверхневі водойми практично відсутні, за винятком нечисленних джерел, однак після сильних гроз утворюються сильні водні потоки, які призводять до ерозії ґрунту.
Рослинний покрив представлений типовими для пустелі Мохаве чагарниками, різнотрав'ям та сукулентами, зокрема креозотовими кущами (Larrea tridentata), білими амброзіями (Ambrosia dumosa), деревами Джошуа (Yucca brevifolia) та іншими юками, гіллястими чорнощетинниками (Coleogyne ramosissima), американськими білолізниками (Krascheninnikovia lanata), колючими менодорами (Menodora spinescens), невадською ефедрою (Ephedra nevadensis), великою галлетою (Hilaria rigida), а також купинами індіанської рисової трави (Eriocoma hymenoides). У скелястих місцевостях зростають кактуси, зокрема сріблясті чолли (Cylindropuntia echinocarpa) та бобровохвості опунції (Opuntia basilaris). Після сильних опадів схили регіону вкривають яскраві квіти ефемерних однорічників.
Територія регіону є середовищем проживання для диких тварин, зокрема для пустельних черепах (Gopherus agassizii), північних чаквалл (Sauromalus ater), різноманітних ігуан та інших ящірок. У деяких віддалених скелястих районах зустрічаються пустельні товстороги (Ovis canadensis nelsoni). Основними формами землекористування в регіоні є випас худоби, військова та рекреаційна діяльність. Історично в регіоні видобували золото та срібло, проводили ядерні випробування. Поблизу Лас-Вегаса ведеться активний видобуток піску та гравію, а поблизу Бітті — золота. Загалом регіон охоплює 10704 км² на півдні Невади, 332 км² на крайньому південному заході Юти, 4530 км² на заході Аризони, а також деякі райони на південному сході Каліфорнії.

### Гірські рідколісся та чагарники Східної Мохаве (14c)
Регіон гірських рідколісь та чагарників Східної Мохаве охоплює стрімкі гірські схили та вершини гірських хребтів, що лежать на сході пустелі Мохаве. Його висота коливається від 1500 до 2500 м над рівнем моря. Середньорічна кількість опадів в горах регіону коливається від 250 до 400 мм. Постійні водотоки в регіоні відсутні, однак після сильних дощів з гір стікають ефемерні струмки, а у деяких районах трапляються джерела. Рослинний покрив гір Східної Мохаве представлений сосново-ялівцевими рідколіссями, основу яких складають однохвойні сосни (Pinus monophylla), ютські яловці (Juniperus osteosperma) та скельні яловці (Juniperus scopulorum). В їхньому підліску поширені чагарники кучерявого хвостоплідника (Cercocarpus ledifolius) та пустельної пуршії (Purshia glandulosa). У багатьох районах в густому підліску сосново-ялівцевих рідколісь зустрічаються дуби Гембела (Quercus gambelii) та чагарники мохавського червонокорінника (Ceanothus pauciflorus), жовтуватої гаррії (Garrya flavescens) і апачської сливи (Fallugia paradoxa). У деяких гірських районах також зустрічаються чагарники вайомінгського тризубчастого полину (Artemisia tridentata subsp. wyomingensis) та гіллястого чорнощетинника (Coleogyne ramosissima), в каньйонах — дуби Гембела (Quercus gambelii), тополі Фремонта (Populus fremontii), верби (Salix spp.), чагарники сніжноягідника (Symphoricarpos spp.), ютської ірги (Amelanchier utahensis) та мучниці (Arctostaphylos spp.), а на великих висотах — жовті сосни (Pinus ponderosa).
Територія регіону є середовищем проживання для диких тварин, зокрема для пустельних черепах (Gopherus agassizii) та плямистих гримучників (Crotalus mitchellii). Основними формами землекористування в регіоні є випас худоби та рекреаційна діяльність, особливо у Весняних горах на схід від Перампа. В горах на південь від Лас-Вегаса ведеться активний видобуток золота; історично в регіоні також видобували срібло. Загалом регіон охоплює 1538 км² на півдні Невади, 267 км² в горах Бівер-Дем на крайньому південному заході Юти, 225 км² в горах Кербат на заході Аризони, а також гори Кінгстон, Нью-Йорк та Провіденс на південному сході Каліфорнії.

### Високогір'я Східної Мохаве (14d)
Регіон високогір'їв Східної Мохаве охоплює високогір'я Весняних та Овечих гір, розташованих в Неваді, на північний захід та північ від Лас-Вегаса відповідно. Їхня висота коливається від 2280 до 3633 м над рівнем моря. Тут переважають вапняки та інші осадові породи. Рослинний покрив регіону представлений чагарниками кучерявого хвостоплідника та гірського тризубчастого полину (Artemisia tridentata subsp. vaseyana), а також лісами, у яких переважають жовті сосни та одноколірні ялиці (Abies concolor). На північних і східних схилах зустрічаються гаї американської осики (Populus tremuloides). Яскраво виражена географічна та кліматична ізоляція сприяла розвитку численних рідкісних ендемічних видів та збереженню реліктових популяцій. Загалом регіон охоплює 285 км² на півдні Невади. Всесвітній фонд дикої природи відносить високогір'я Східної Мохаве до екорегіону гірських лісів Великого Басейну.

### Пустельні долини та каньйони (14e)
Регіон пустельних долин та каньйонів охоплює стрімкі, урвисті береги, каньйони, алювіальні конуси, тераси та заплави в долинах Колорадо та деяких його приток, зокрема річки Вірджин. Його висота коливається від 340 до 7946 м над рівнем моря. Це один з найспекотніших та найпосушливіших регіонів Невади, де за рік випадає лише від 50 до 175 мм опадів, тоді як у каліфорнійській частині регіону за рік випадає приблизно 135 мм опадів. Еродовані схили річкових долин та каньйонів вкриті кам'янистими колювіальними ґрунтами, а на уступах залягають глибші ґрунти.
Рослинний покрив регіону представлений розрідженими, однак різноманітними пустельними чагарниками, у яких переважають креозотові кущі (Larrea tridentata), борошнисті енцелії (Encelia farinosa), білі амброзії (Ambrosia dumosa), мескітові дерева (Prosopis spp.) та блакитні пало-верде (Parkinsonia florida), а також деякі сонорські види, зокрема блискучі фук'єрії (Fouquieria splendens) або окотійо. Уздовж річок інвазивні галузисті тамарикси (Tamarix ramosissima) замінюють місцеві рослини — тополі Фремонта (Populus fremontii) та верби (Salix spp.).
Територія регіону є середовищем проживання для диких тварин, зокрема для пустельних товсторогів (Ovis canadensis nelsoni). Основними формами землекористування в регіоні є випас худоби та рекреаційна діяльність. У долині Мохаве на заході Аризони є орні землі, на яких вирощують сіно, люцерну, бавовник та пшеницю. Поблизу Лас-Вегаса ведеться активний видобуток піску та гравію; історично в регіоні також видобували золото та срібло. Багато видів риб, поширених у річці Колорадо, перебувають під загрозою зникнення внаслідок інтродукції чужорідних видів риб та зміни природного середовища існування, зокрема будівництва гребель та водовідведення. Загалом регіон охоплює 3017 км² на півдні Невади, 3191 км² на заході Аризони, а також невелику область на крайньому сході Каліфорнії.

### Солончаки Мохаве (14f)
Регіон солончаків Мохаве охоплює широкі, майже пласкі плаї (висохлі озера), мулисті рівнини, а також навколишні низькі тераси та піщані дюни, що лежать на висоті від 560 до 1040 м над рівнем моря. Солончаки Мохаве здебільшого менші, ніж аналогічні солончаки Лахонтану і Тонопи (13h), розташовані північніше, в пустелі Великого Басейну. Високий вміст солі та глини у мулі, що залишився на дні висохлих озер, а також спекотний, посушливий клімат пригнічують ріст рослин. Таким чином, солончаки Мохаве є практично безплідними, і лише на їхніх окраїнах зустрічається рідкісна галофітна рослинність, представлена такими видами, як йодовий кущ (Allenrolfea occidentalis), приморський дворядник (Distichlis spicata), сірувата лутига (Atriplex canescens) та лужний спороболус (Sporobolus airoides). Американські солонокущі (Sarcobatus vermiculatus), характерні для солончаків Великого Басейну, в регіоні відсутні, однак там, де достатньо вологи, особливо на півдні Мохаве, трапляються аризонські ясени (Fraxinus velutina) та мескітові дерева (Prosopis spp.). Загалом регіон охоплює 228 км² на півдні Невади, 60 км² на заході Аризони, а також деякі райони на сході Каліфорнії.

### Пустеля Амаргоса (14g)
Регіон пустелі Амаргоса охоплює пустелю Амаргоса, розташовану у посушливих безстічних долинах в центральній частині Мохаве, на каліфорнійсько-невадському кордоні. Для цієї пустелі характерні екстремальніші коливання температури, ніж для інших долин Східної Мохаве (14a), внаслідок чого вплив пустелі Сонора тут менший. Частково це пов'язано з Весняними горами, що лежать на схід від долини Амаргоса та блокують літні мусони. Середньорічна кількість опадів у пустелі Амаргоса становить 75-180 мм, які випадають переважно з жовтня по квітень. Регіон включає заплави та тераси річки Амаргоса, піщані пляжі та дюни, алювіальні конуси та невисокі пагорби, а також оази навколо джерел, що живляться підземними водами.
Рослинний покрив пустелі Амаргоса представлений пустельними чагарниками, основу яких складають креозотові кущі (Larrea tridentata), білі амброзії (Ambrosia dumosa), блідий повій (Lycium pallidum) та колючі лутиги (Atriplex confertifolia), а також купини індіанської рисової трави (Eriocoma hymenoides). Видове різноманіття чагарників тут менше, ніж у долинах регіону 14a. На луках в долині Амаргоси переважає приморський дворядник (Distichlis spicata), а на схилах долин — дерева Джошуа (Yucca brevifolia) та інші юки. У оазах Національного природного заповідника Еш-Медоуз зростає багато ендемічних видів рослин, зокрема еш-медоузькі ґринделії (Grindelia fraxinipratensis), амаргоські нітрофіли (Nitrophila mohavensis), еш-медоузькі палаючі зірки (Mentzelia leucophylla), еш-медоузькі перстачі (Potentilla kingii var. eremica) та еш-медоузькі астрагали (Astragalus phoenix), а також зустрічається низка ендемічних видів риб, що перебувають під загрозою зникнення, зокрема еш-медоузькі коропозубики (Cyprinodon nevadensis mionectes), ворм-спрінгські коропозубики (Cyprinodon nevadensis pectoralis), еш-медоузькі крапчаті яльці (Rhinichthys osculus nevadensis) та диявольські коропозубики (Cyprinodon diabolis).
Територія регіону є середовищем проживання для диких тварин. Основними формами землекористування в регіоні є випас худоби, молочне скотарство та рекреаційна діяльність. Тут є деякі сільськогосподарські угіддя, на яких вирощують люцерну, сорго та фісташки. Ведеться активний видобуток піску, гравію, глини та золота; історично в регіоні також видобували срібло. Загалом регіон охоплює 4380 км² на півдні Невади та прилеглі області на південному сході Каліфорнії.

### Центральний жолоб та Долина Смерті (14h)
Регіон Центрального жолоба охоплює кілька глибоких долин Центрального жолоба Мохаве, що простягається з північного заходу на південний схід через центральну частину Мохаве на сході Каліфорнії. Він включає Долину Смерті, Силурійську долину, а також кілька менших долин, що містять сухі озера Сода, Бристоль та Кадіс (самі озера входять до регіону 14f). Долини регіону лежать на нижчій висоті та характеризуються спекотнішим й посушливішим кліматом, ніж сусідні долини на сході чи заході. Північна частина регіону, що лежить біля кордону з Невадою, розташована на висоті приблизно 1200 м над рівнем моря, однак деякі частини Долини Смерті, розташованої в центральній частині Центрального жолоба, лежать на висоті нижче рівня моря. Рослинний покрив регіону представлений пустельними чагарниками, у яких переважають креозотові кущі (Larrea tridentata), білі амброзії (Ambrosia dumosa) та різні види лутиги (Atriplex spp.). Хоча деякі дослідники вважають Центральний жолоб зручною межею між Східною та Західною Мохаве, літній режим опадів та деякі види рослин, характерні для сходу пустелі Мохаве, трапляються трохи далі на захід від регіону 14h.

### Мескіт-Флет та долина Бедвотер (14i)
Регіон Мескіт-Флету та долини Бедвотер охоплює одні з найекстремальніших середовищ на північноамериканському континенті, розташовані на дні Долини Смерті. Він включає майже пласкі висохлі озера, солончаки та річкові долини, які лежать нижче рівня моря та різко контрастують із сусідніми горами. На півночі регіону розташовані піщані дюни Мескіт-Флету, а в центрі та на півдні — западина Бедвотер, у якій розташовані солончаки, плаї та заплави річки Амаргоса. Середньорічна кількість опадів тут становить лише 50-75 мм, однак в окремі роки дощі в регіоні взагалі не йдуть. На значній частині території рослинність практично відсутня, однак у деяких районах зростають чагарники йодового куща (Allenrolfea occidentalis), мохавського содника (Suaeda nigra), багатоплодої лутиги (Atriplex polycarpa) та стрілового куща (Pluchea sericea), а також купини приморського дворядника (Distichlis spicata). На великих висотах зустрічаються креозотові кущі (Larrea tridentata) та пустельні падуби (Atriplex hymenelytra).

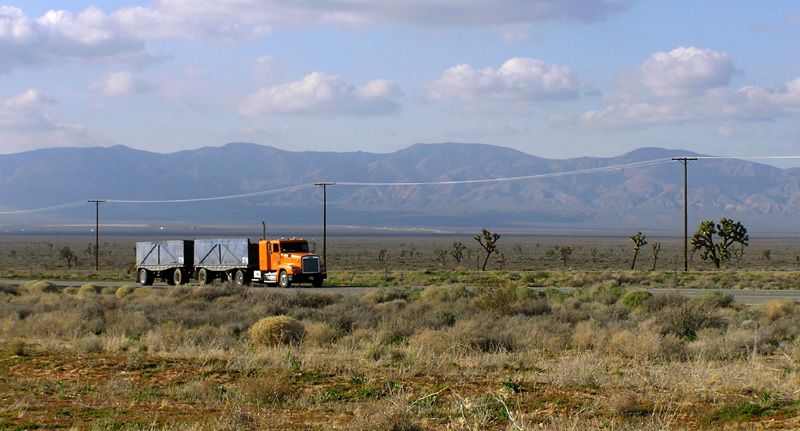
Ландшафт Антилопової долини

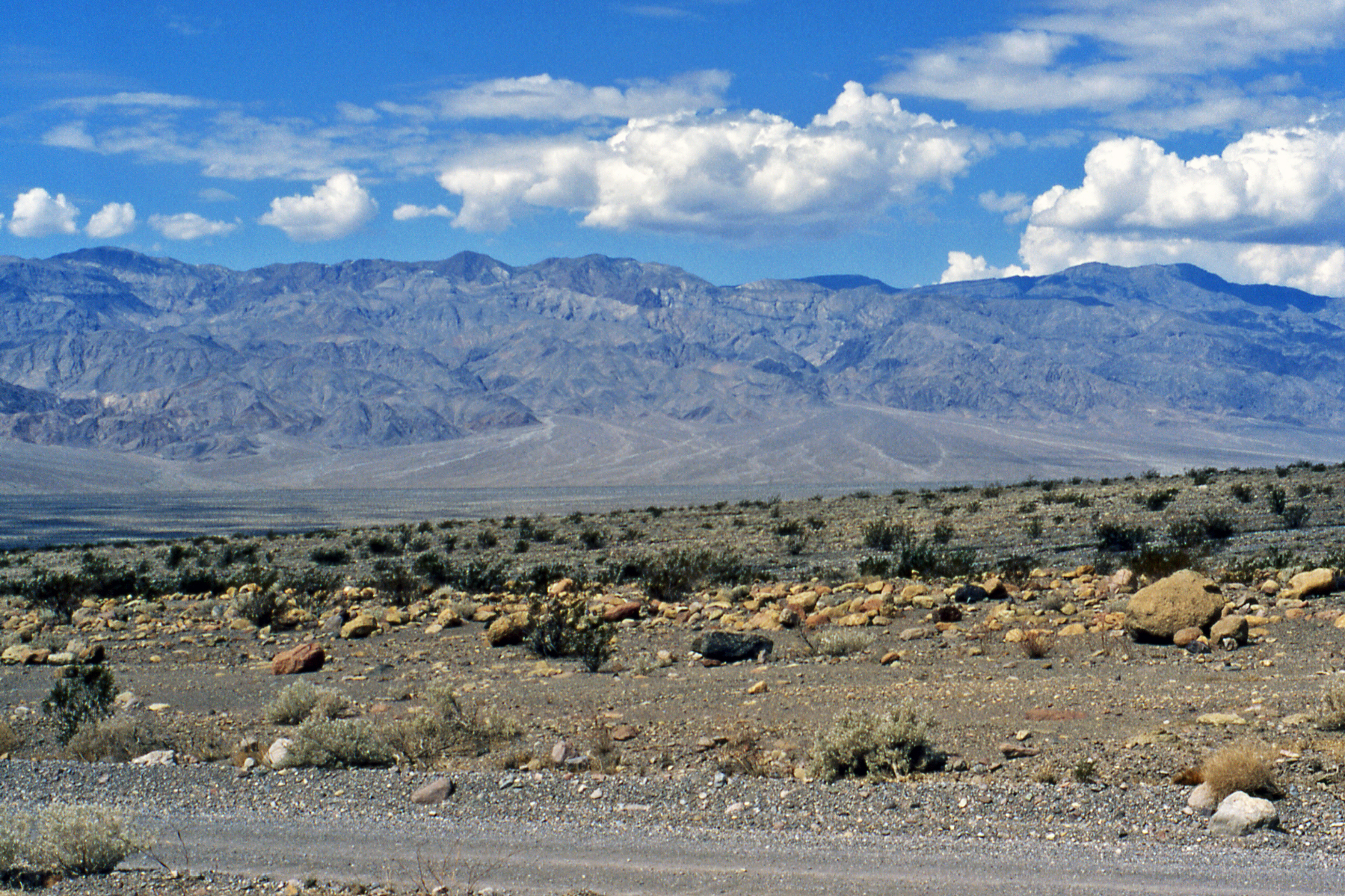
Підніжжя гір Коттонвуд

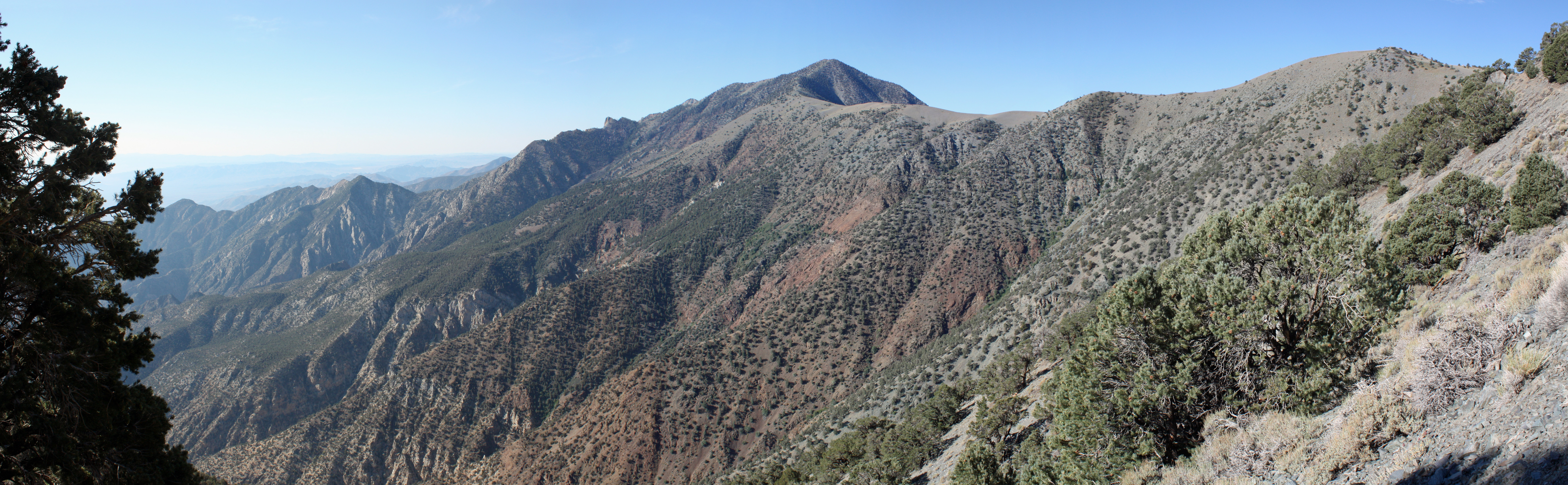
Гори Панамінт

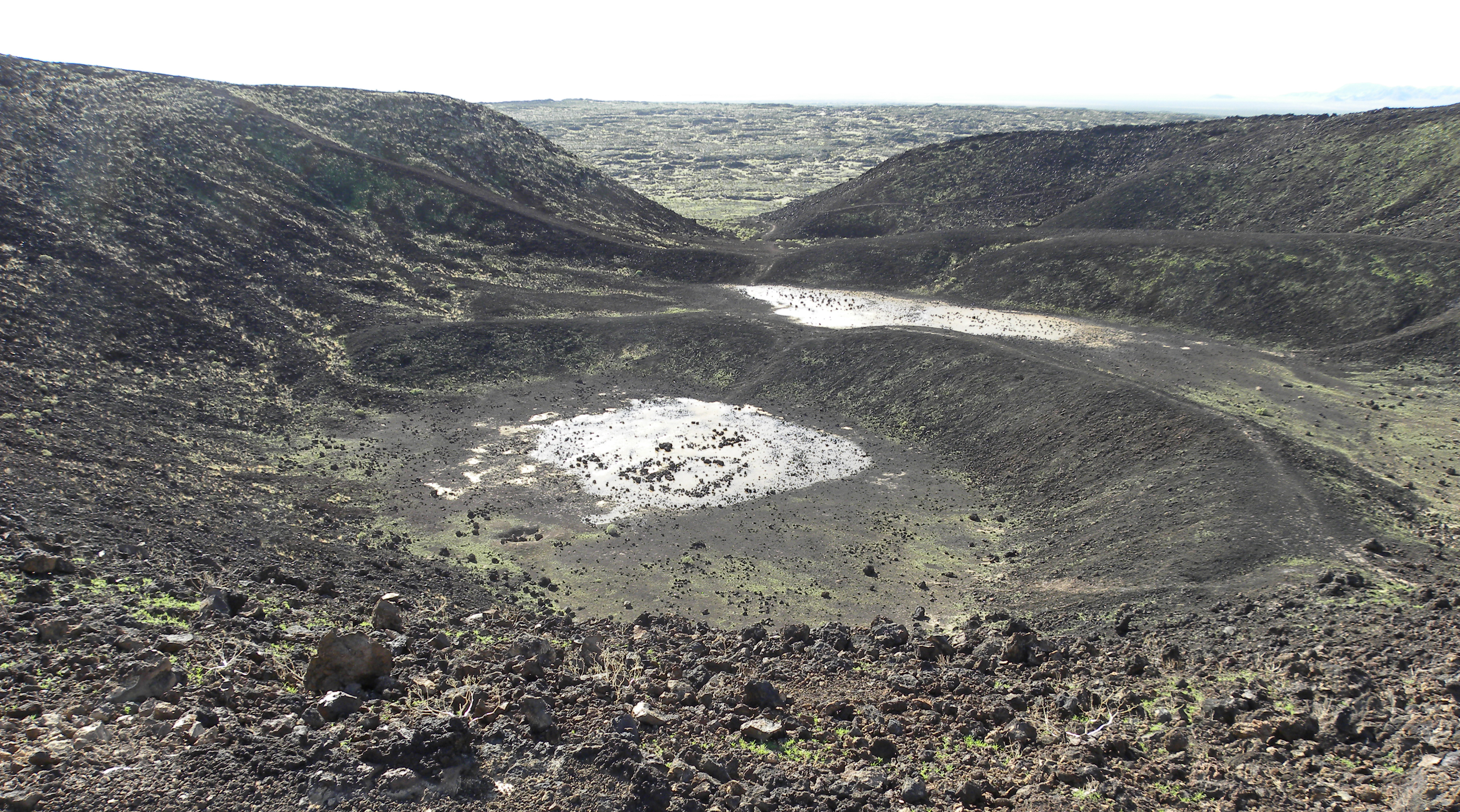
Кратер Амбой

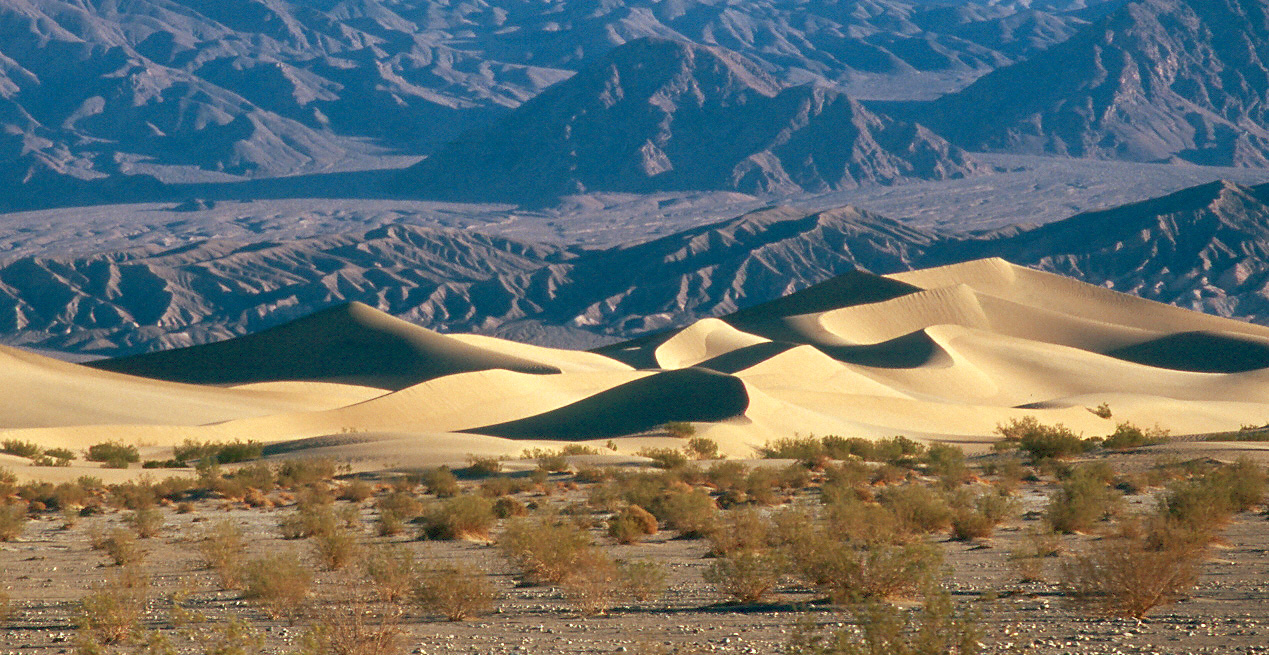
Піщані дюни Мескіт

### Долини Західної Мохаве (14j)
Регіон долин Західної Мохаве охоплює широкі безстічні долини, що лежать на заході пустелі Мохаве та перемежовуються гірськими хребтами. Він включає річкові тераси та заплави, ряди алювіальних конусів (бахади), а також поодинокі пагорби. Рослинний покрив регіону представлений пустельними чагарниками, основу яких складають креозотові кущі (Larrea tridentata) та білі амброзії (Ambrosia dumosa), а також, меншою мірою, колючої лутиги та сіруватої лутиги. На великих висотах, зокрема на вершинах алювіальних конусів, зустрічаються поодинокі коротколисті юки (Yucca brevifolia). Порівняно з долинами Східної Мохаве (14a) влітку у долинах Західної Мохаве випадає менше опадів, внаслідок чого тут відсутні такі види, як мохавська юка (Yucca schidigera) та велика галлета (Hilaria rigida), характерні для сходу екорегіону. Натомість тут зустрічаються деякі види однорічних трав, пов'язані з середземноморським кліматом.

### Невисокі гори та пустельні передгір'я Західної Мохаве (14k)
Регіон невисоких гір та пустельних передгір'їв Західної Мохаве охоплює передгір'я гірських хребтів, еродовані пагорби та невисокі гори, які підіймаються над навколишніми долинами. На відміну від різноманітної геологічної будови, характерної для передгір'їв Східної Мохаве (14b), у цьому регіоні переважно домінують гранітні породи. Багато з цих гранітних відслонень підіймаються на відносно низьку висоту. Рослинний покрив невисоких гір та передгір'їв Західної Мохаве переважно представлений креозотовими кущами (Larrea tridentata), а на деяких схилах зустрічаються рідколісся коротколистих юк (Yucca brevifolia). На заході Мохаве влітку випадає менше опадів, ніж на сході екорегіону, тому тут відсутні деякі види кущів, юк і трав, характерні для регіону 14b. На півночі регіону відчувається вплив пустелі Великого Басейну, який виражається у збільшенні кількості чагарників гіллястого чорнощетинника (Coleogyne ramosissima) та тризубчастого полину (Artemisia tridentata). У деяких найбільш посушливих районах, зокрема в області між горами Косо та Коттонвуд, рослинний покрив більш подібний до рослинності долин Західної Мохаве (14j).

### Гірські рідколісся та чагарники Західної Мохаве (14l)
Регіон гірських рідколісь та чагарників Західної Мохаве охоплює стрімкі гірські схили та вершини гірських хребтів, що лежать на заході пустелі Мохаве, на висоті понад 1830 м над рівнем моря. Він включає частини гірських хребтів Панамінт, Аргус, Косо та Нельсон. На відміну від креозотових чагарників, поширених в передгір'ях та на низькогірських схилах Західної Мохаве (14k), рослинний покрив цієї вищої, холоднішої та вологішої зони представлений сосново-ялівцевими рідколіссями, основу яких складають однохвойні сосни (Pinus monophylla), яловці (Juniperus spp.) та чагарники тризубчастого полину. Порівняно з регіоном гірських рідколісь та чагарників Східної Мохаве (14c) гори Західної Мохаве більш посушливі, а їх рослинний покрив менш різноманітний.

### Високогір'я Західної Мохаве (14m)
Регіон високогір'їв Західної Мохаве охоплює найвищі висоти гір Панамінт на сході Каліфорнії, розташовані на висоті понад 2500 м над рівнем моря. Найвищою вершиною регіону є Телескоп-Пік заввишки 3366 м. Внаслідок того, що влітку тут випадає мало опадів, в горах Панамінт відсутні жовті сосни, одноколірні ялиці (Abies concolor) та інші види, характерні для Весняних гір Невади. Натомість тут поширені гнучкі сосни (Pinus flexilis), кучеряві хвостоплідники та чагарники гірського тризубчастого полину, а на великих висотах — довговічні сосни (Pinus longaeva), деяким з яких понад 3000 років. Під час сезону розмноження у високогір'ях регіону зустрічаються різноманітні птахи, зокрема волохаті дятли (Leuconotopicus villosus), гірські гаїчки (Poecile gambeli), золотисті деколи (Colaptes auratus), західні блакитники (Sialia mexicana), миртові пісняри-лісовики (Setophaga auduboni) та сірі юнко (Junco hyemalis). Всесвітній фонд дикої природи відносить високогір'я Західної Мохаве до екорегіону гірських лісів Великого Басейну.

### Лавові поля Мохаве (14n)
Регіон лавових полів Мохаве охоплює наймолодші вулканічні форми рельєфу в пустелі Мохаве, зокрема пліоцен-голоценові ріолітові та базальтові лавові куполи та потоки. Деякі з них мало змінилися з часів останнього виверження лави. Серед найбільших лавових полів Мохаве виділяють вулканічне поле Косо біля підніжжя Сьєрра-Невади, вулканічне поле Лавік-Лейк на схід від Барстоу, лавове поле Сіндер-Коув на схід від Бейкера та кратер Амбой поблизу озера Бристоль. На цих молодих шлакових конусах і лавових полях рослинний покрив практично відсутній, за винятком кількох осередків, де сформувалися неглибокі ґрунти.

### Піщані дюни Мохаве (14o)
Регіон піщаних дюн Мохаве охоплює піщані рівнини, нестабілізовані мігруючі дюни та дюни, стабілізовані рослинністю. Зокрема, він включає дюни Келсо, дюни Мескіт-Флету в Долині Смерті, дюни долини Салін, дюни долини Панамінт, дюни Дюмонт, дюни Оланча поблизу озера Овенс та дюни Кадіс. Дюни Келсо, розташовані приблизно за 50 км на південний схід від Бейкера, є найбільшим полем еолових піщаних відкладів у пустелі Мохаве. Найвищі дюни тут підіймаються на 200 м над навколишньою місцевістю. Рослини та тварини, поширені серед піщаних дюн Мохаве, пристосовані до рухомих пісків та нестачі вологи. Тут зустрічаються деякі види плазунів, зокрема мохавські гребнепалі ящірки (Uma scoparia), а також деякі рідкісні та ендемічні види бджіл, ос і жуків.

### Захід Великого Каньйону (14p)
Регіон заходу Великого Каньойну охоплює нижню частину Великого Каньйону, сформованого великою річкою Колорадо. Його висота коливається від 400 до 1860 м над рівнем моря, а середньорічна кількість опадів тут становить 200—330 мм. Порівняно з регіоном сходу Великого Каньйону (22w), регіон заходу Великого Каньойну лежить на нижчій висоті, має більш нерівний рельєф та характеризується спекотнішим кліматом. На більшій частині регіону зустрічаються голі скелі, однак у деяких районах поширені пустельні чагарники, у яких переважають креозотові кущі (Larrea tridentata) та білі амброзії (Ambrosia dumosa), а також деякі більш чутливі до морозів види, такі як борошниста енцелія (Encelia farinosa) та окотійо (Fouquieria splendens). Уздовж річки Колорадо зустрічаються мескітові дерева (Prosopis spp.), верби (Salix spp.), котячекігтеві акації (Senegalia greggii), стрілові кущі (Pluchea sericea) та екзотичні галузисті тамарикси (Tamarix ramosissima). Загалом регіон охоплює 2194 км² на заході Аризони.

## Історія
До початку європейської колонізації Америки у пустелі Мохаве жили індіанські племена мисливців-збирачів. Пустеля отримала назву на честь однойменного індіанського племені: «Мохаве» є скороченою формою від слова «Хамакхааве» — самоназви індіанців мохаве, що означає «біля води».
Починаючи з XVIII століття у пустелі Мохаве почали з'являтися європейські дослідники, першим з яких був францисканський монах Франсіско Гарсес, який залишив свідчення про корінних мешканців пустелі. У XIX столітті, коли на Каліфорнію поширилися інтереси США, в Мохаве почали з'являтися американські дослідники. 1826 року через пустелю Мохаве подорожував Джедедая Сміт, який прямував до місії Сан-Габріель.

## Населення

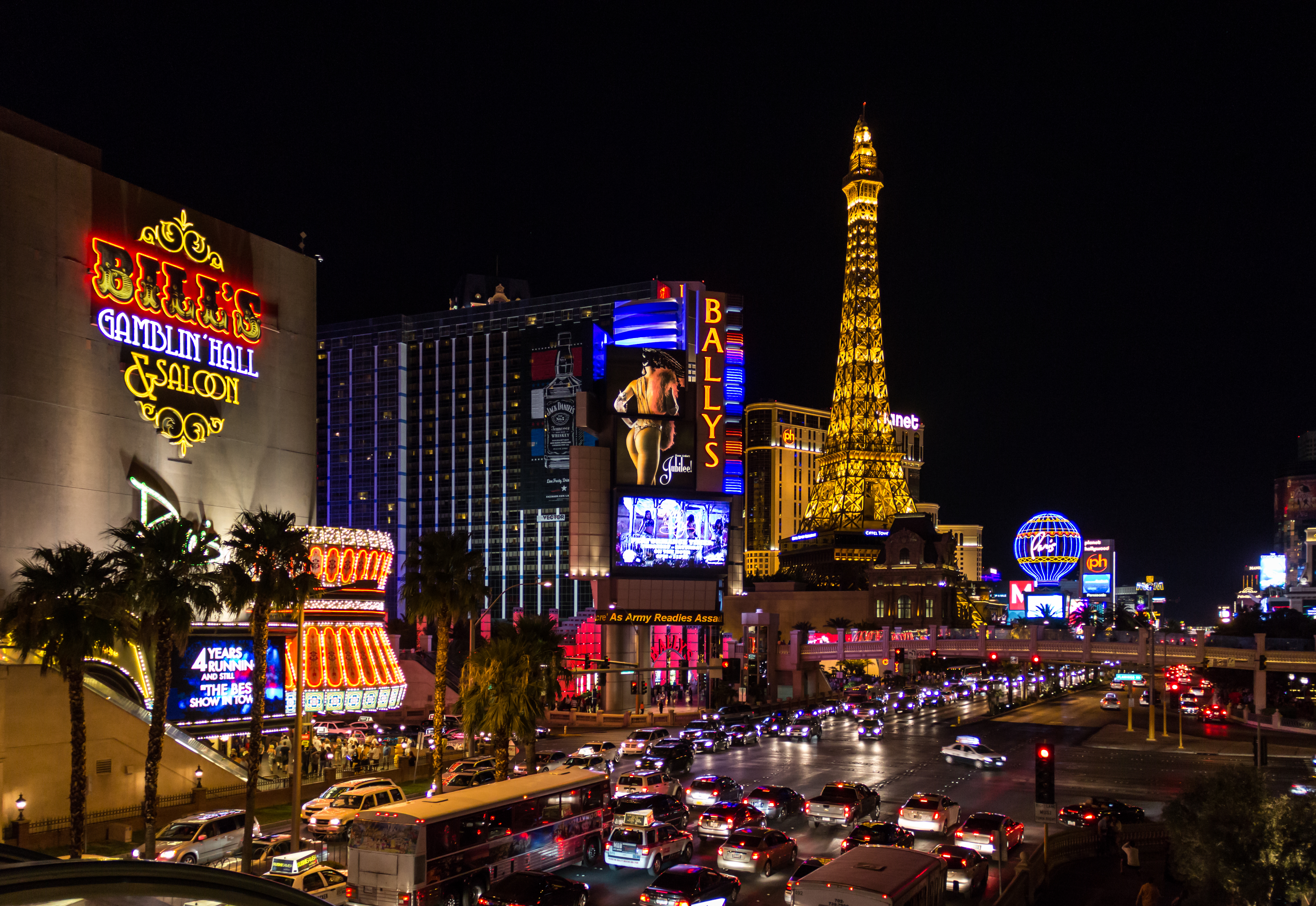
Лас-Вегас

Хоча пустеля Мохаве, як правило, незаселена, тут живе напрочуд велика кількість людей, зосереджена в кількох урбанізованих районах із помірною густотою населення. Найбільшим містом в регіоні та у всьому штаті Невада є Лас-Вегас, в агломерації проживають близько 2,3 мільйона людей. На північному сході Мохаве, на крайньому південному заході Юти, на межі з пустелею Великого Басейну та Колорадським плато, розташоване місто Сент-Джордж, у якому станом на 2020 рік проживали близько 180 000 людей. В містах Ланкастер та Палмдейл, які розташовані в Каліфорнії на заході пустелі Мохаве і є частиною агломерації Великого Лос-Анджелеса, проживають понад 400 000 людей, а в розташованому східніше місті Вікторвілл та його околицях — понад 300 000 людей. Також в Мохаве розташовані кілька менших за населенням міст, такі як Гелендейл, Лейк-Гавасу-Сіті, Кінгмен, Лафлін, Буллгед-Сіті та Перамп. Починаючи з 1990 року в усіх містах спостерігається швидкий ріст населення, і пустеля Мохаве дедалі більше урбанізується.
Також в пустелі Мохаве є кілька міст-привидів. Найбільшими з них є Каліко, яке розташоване поблизу покинутих срібних і мідних копалень, та Келсо, розташоване поблизу старого залізничного депо. Деякі міста-привиди були покинуті відносно нещодавно, коли автошлях 66 та менш відомий автошлях 81 були залишені на користь будівництва нових міжштатних автомагістралей. Основними автошляхами, що перетинають пустелю Мохаве, є каліфорнійський автошлях 14, міжштатна автомагістраль 15, міжштатна автомагістраль 40, каліфорнійський автошлях 58, каліфорнійський автошлях 138, автошлях США 95 та автошлях США 395.

## Господарство

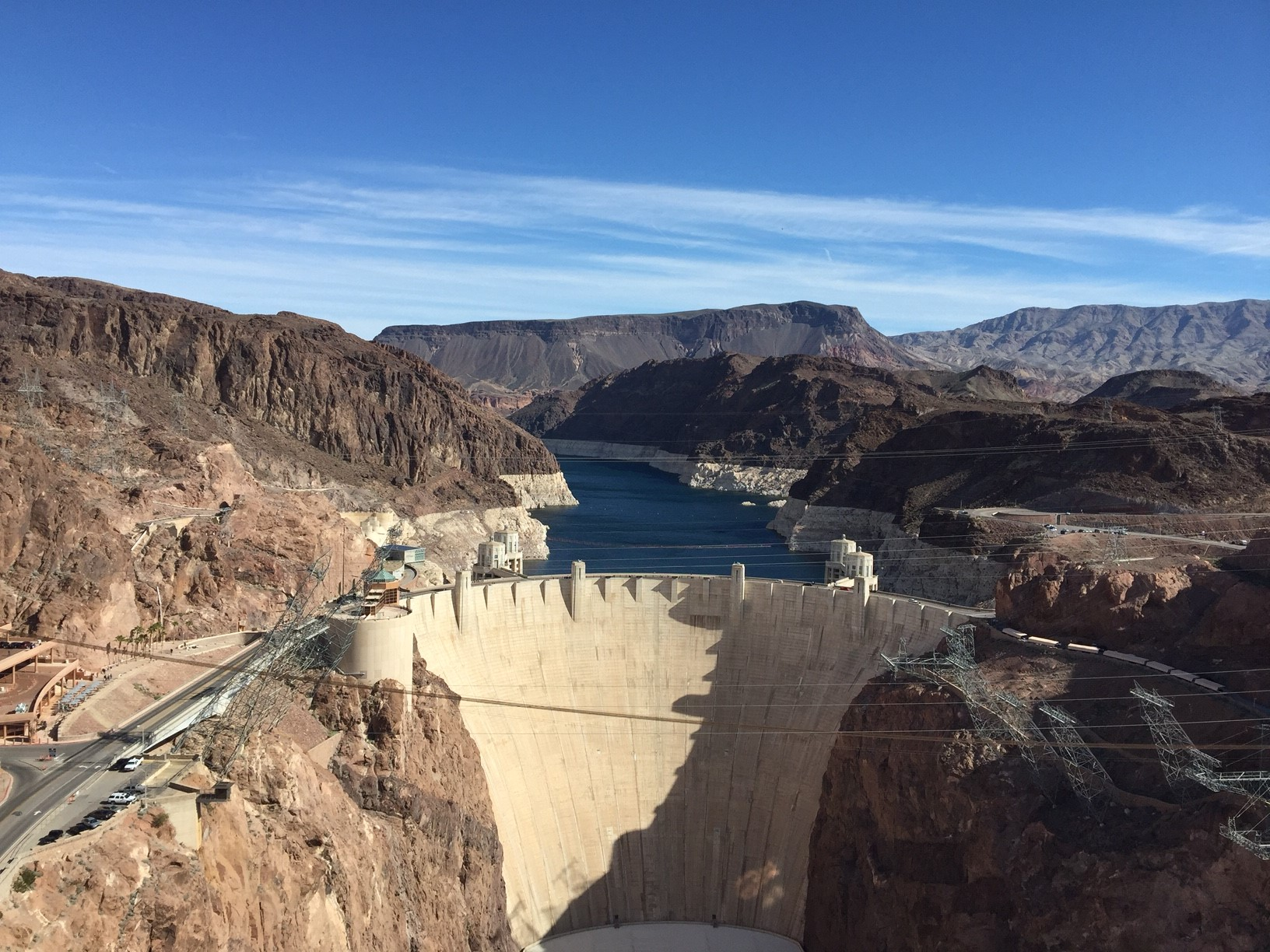
Гребля Гувера

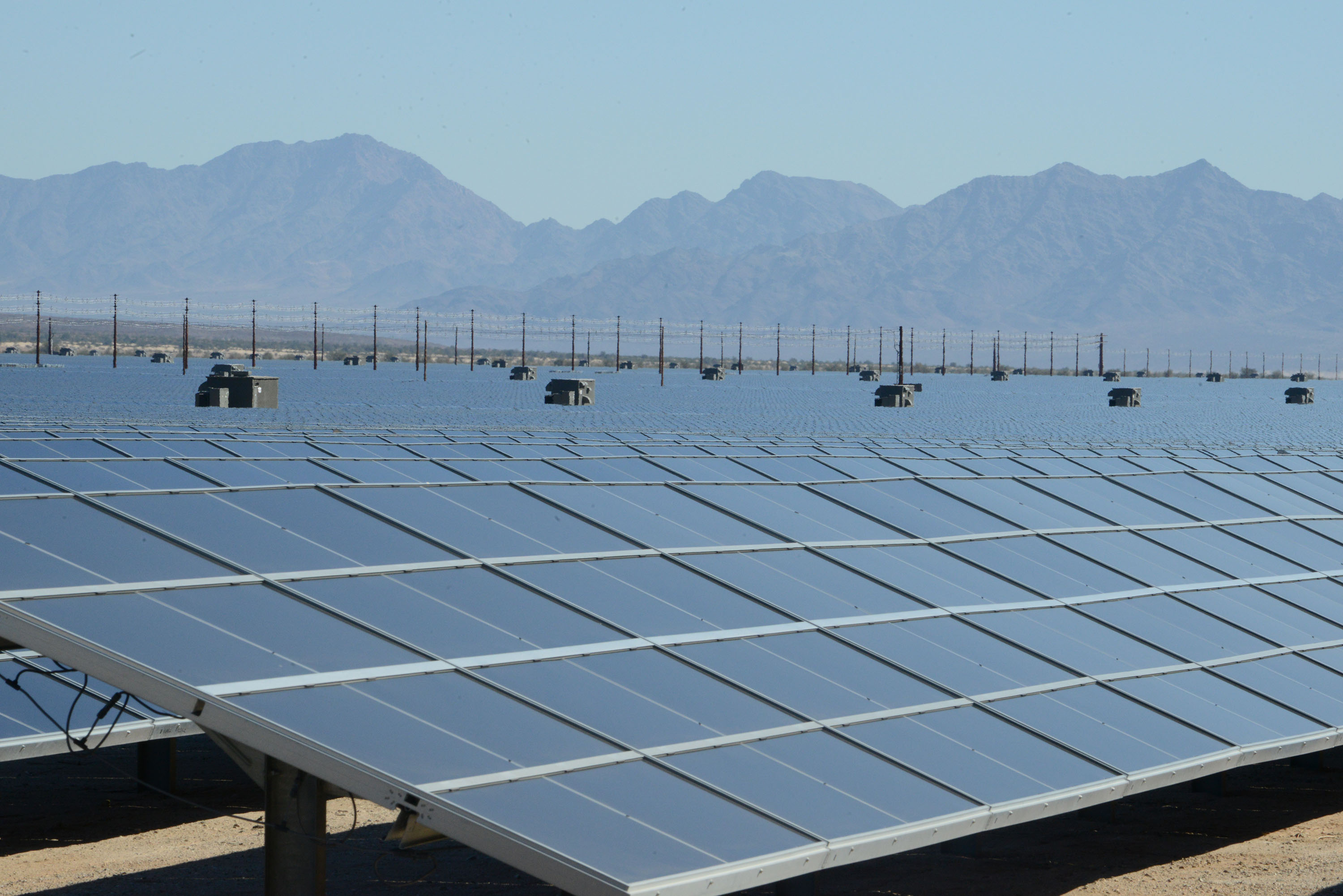
Сонячна електростанція Дезерт-Санлайт

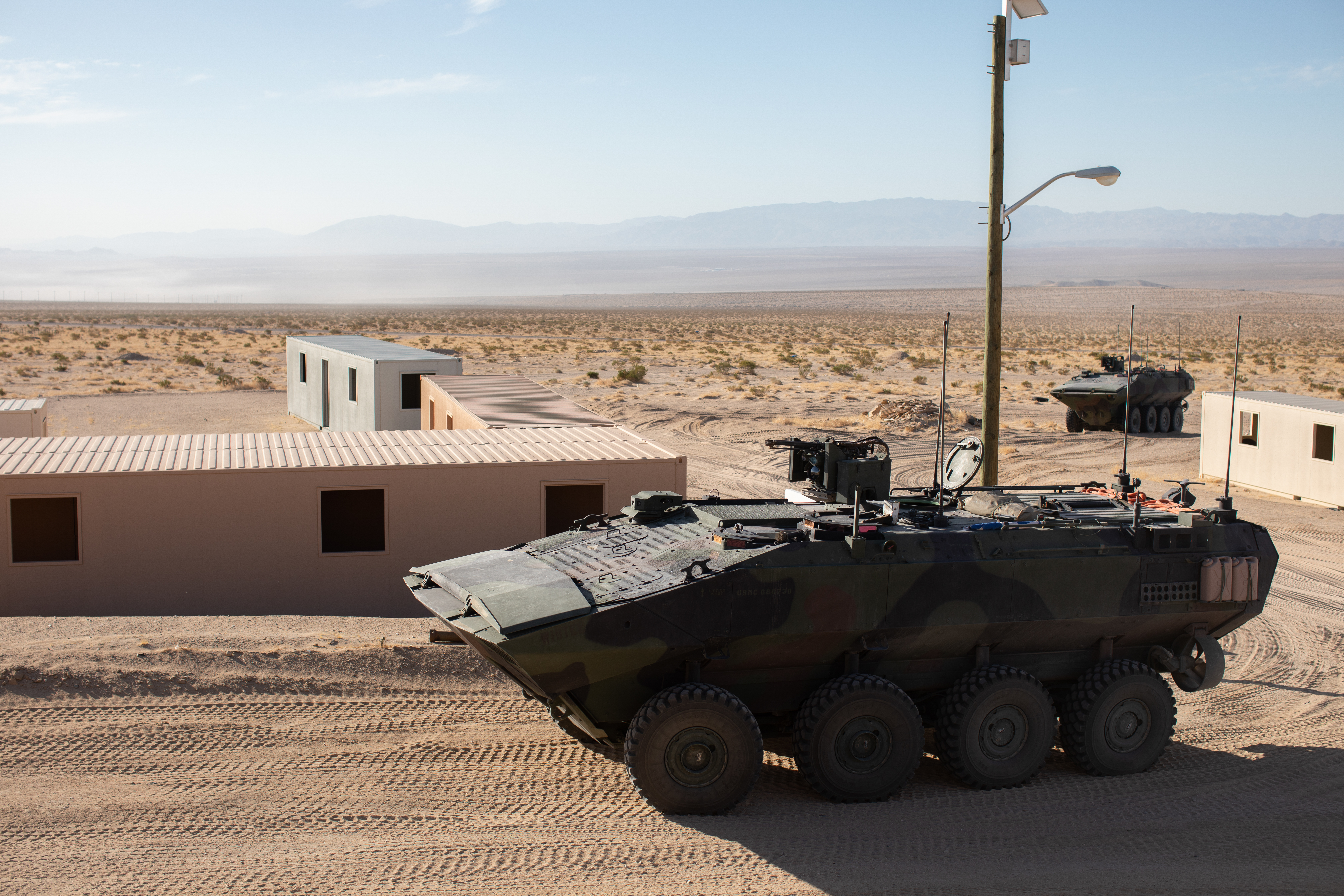
Тренування американських військ в пустелі Мохаве

Більша частина пустелі Мохаве перебуває у федеральній власності та знаходиться під охороною. Основними формами землекористування в регіоні є скотарство та випас худоби, однак випас у пустелі обмежений відсутністю води та малою кількістю корму. В регіоні ведеться рекреаційна і військова діяльність, а у деяких районах видобувають корисні копалини, передусім дорогоцінні метали, вольфрам, залізо і будівельні матеріали. У долинах на північно-східній і південній окраїнах Мохаве ведеться зрошуване землеробство. Господарство та поселення в пустелі переважно забезпечуються прісною водою з річки Колорадо, яка живиться снігами Скелястих гір. На заході регіону воду також добувають з місцевих водоносних горизонтів за допомогою колодязів. Забезпечення регіону водою призвело до швидкого росту населення у пустелі Мохаве починаючи з 1960-х років.
Важливе значення для господарства пустелі Мохаве відіграє озеро Мід, найбільше водосховище в США за об'ємом води, яке утворилося внаслідок будівництва греблі Гувера на річці Колорадо. Більша частина води, що потрапляє у це водосховище, використовується людьми, і лише невелика частина від вихідного стоку тече далі на південь. Основна частина води озера Мід використовується для ведення сільського господарства, менший обсяг використовується для водопостачання поселень, а невелика частина води — у промисловості. Будівництво греблі Гувера мало катастрофічний вплив на дельту річки Колорадо; на шість років весь річковий стік тут повністю припинився. Гребля також повністю припинила сезонні повені у заплавах Колорадо, що призвело до знищення майже всіх оселищ рослин і тварин, які залежать від регулярних затоплень. Таким чином, низка видів, зокрема тих, що раніше були доволі численними в регіоні, опинилися під загрозою вимирання. Нижче за течією від озера Мід існує кілька водно-болотних угідь, деякі з них, як-от Національний природний заповідник Хавасу та болото Топок, перебувають під охороною, однак гідрологічний режим цих територій суттєво змінений порівняно з природним режимом, який існував до будівництва дамби Гувера.
З другої половини XX століття у пустелі Мохаве почала активно розвиватися відновлювана енергетика. Компанії, що розвивають вітрову та сонячну енергетику, орендують території у федеральних агентств, яким належить велика частина пустелі. Вітрова електростанція Техачапі-Пасс, одна з перших великих ВЕС в США, та Центр вітроенергетики Альта, третій за розмірами об'єкт вітроенергетики у світі та найбільша ВЕС в США, розташовані на крайньому заході пустелі Мохаве, на перевалі Техачапі, де потоки повітря, користуючись ефектом Вентурі, можуть розвивати швидкість вітру до 80 км/год. Завдяки тому, що пустеля Мохаве характеризується одним з найвищих рівнів інсоляції у світі, тут розміщено багато великих сонячних електростанцій, зокрема сонячна електростанція Айвенпа, третя за розмірами СЕС світу та найбільша СЕС США.
Відновлювана енергетика є екологічнішою та менше шкодить навколишньому середовищу, ніж інші форми енергетики, однак вона може здійснювати власний негативний вплив на навколишнє середовище та порушувати культурні ландшафти. Так, у 2014 році, після того, як в п'яти милях від Національного парку Джошуа-Трі побудували СЕС Дезерт-Санлайт, на цьому місці було знайдено мертвого юмського каліфорнійського пастушка (Rallus obsoletus yumanensis), рідкісного птаха, що перебуває під загрозою зникнення. Це спонукало природоохоронні групи захистити птахів від так званого ефекту озера — явища, яке полягає у тому, що птахи можуть сприймати блиск сонячної електростанції, що відбиває сонячні промені, за блиск водойми.
Збройні сили США володіють низкою військових об'єктів у центральній частині пустелі Мохаве, зокрема Невадським випробувальним полігоном, Невадським навчальним полігоном та авіабазою Нелліс в Неваді, а також Навчальним центром морської піхоти Твентінайн-Палмс, базою морської авіації Чайна-Лейк та авіабазою Едвардс в Каліфорнії. Тут відбувається навчання військовослужбовців, зберігається військова техніка та відбуваються випробування експериментальної зброї та техніки, зокрема авіації. На Невадському випробувальному полігоні, розташованому за 105 км на північний захід від Лас-Вегаса, з 1951 року по 1994 рік було проведено 928 ядерних випробувань. Також в пустелі Мохаве розташована таємнича зона 51, суворий режим секретності навколо якої зробив її центром уфологічних теорій змови про непізнані літаючі об'єкти (НЛО).
Пустеля Мохаве є одним із найпопулярніших напрямків туризму в Північній Америці, насамперед через міжнародне значення Лас-Вегаса. Мохаве також відома своїми привабливими ландшафтами та вражаючими національними парками та природними заповідниками. Озера Мід та Мохаве забезпечують активний відпочинок на воді, а широкі пустельні простори приваблюють любителів бездоріжжя. Вздовж західного кордону пустелі проходить один із найдовших пішохідних маршрутів у світі — Тихоокеанський Верховинний шлях. Цей відрізок шляху завдовжки 120 км вважається одним з найважчих, адже тут відсутні природні джерела води.
У пустелі Мохаве зосереджено багато природних ресурсів, і в міру зростання населення її значення продовжує зростати. Останніми роками присутність людей в пустелі Мохаве стає все помітнішою, що дедалі згубніше впливає на дику природу регіону. Великий вплив на флору і фауну Мохаве має будівництво сміттєзвалищ, до яких звозять сміття з великих агломерацій Лас-Вегаса та Лос-Анджелеса, зокрема найбільшого у світі сміттєзвалища Апекс. Інтенсивне використання позашляховиків і мотоциклів порушує ґрунтовий покрив, роблячи його вразливим до вітрової та водної ерозії, а розвиток сільського господарства вздовж річки Колорадо, поблизу східного кордону Мохаве, спричиняє втрату та деградацію природних екосистем.

## Збереження

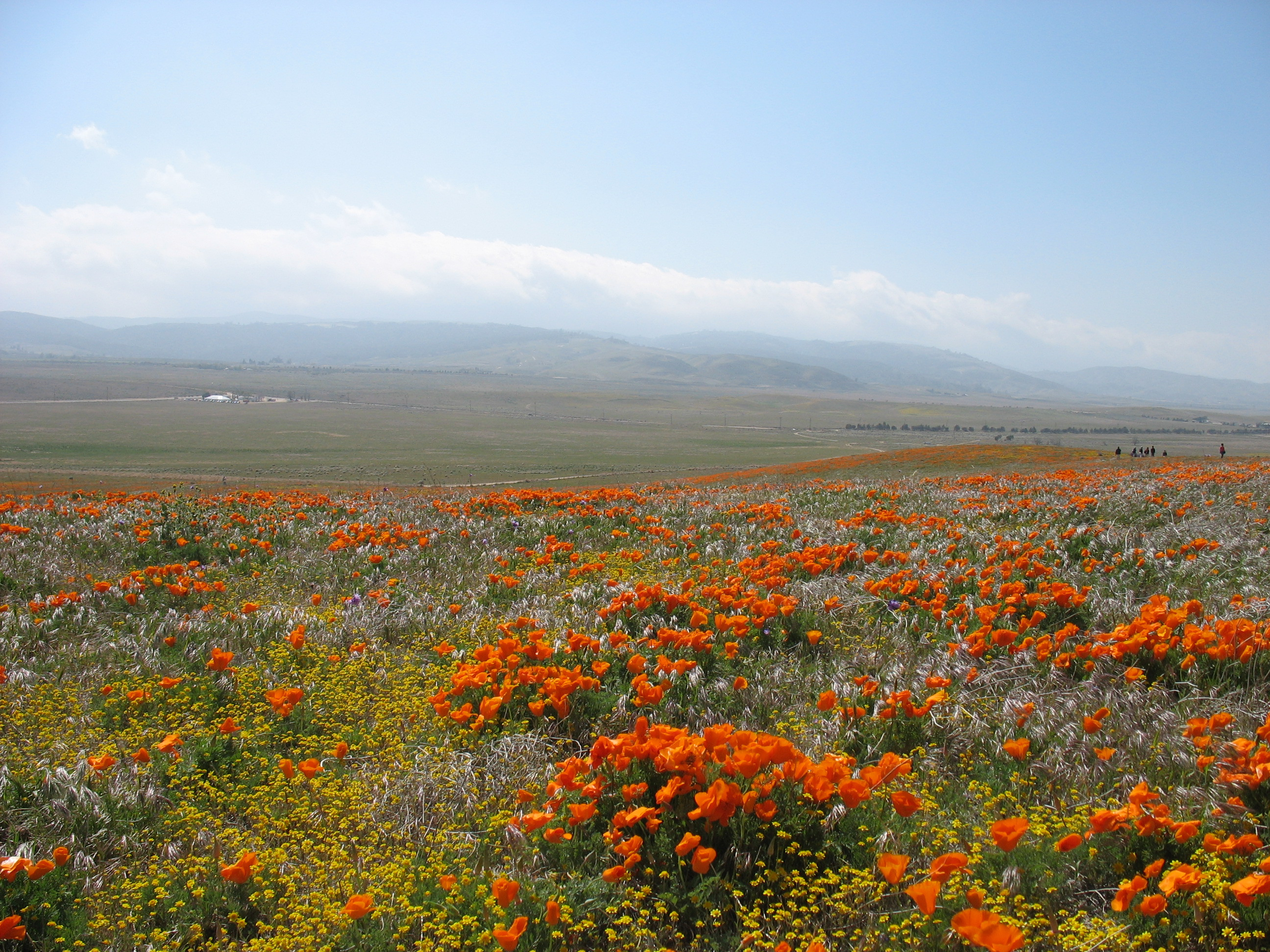
Каліфорнійські садові маки (Eschscholzia californica) в Антилоповій долині

Пустеля Мохаве є одним з найкраще збережених екорегіонів у континентальних США завдяки закону про захист каліфорнійських пустель, прийнятому у 1994 році. Згідно з цим законом у каліфорнійській частині Мохаве було створено 69 зон дикої природи, два Національні парки та Національний заповідник. 2013 року пустеля Мохаве була додатково захищена від забудови Планом збереження джерел відновлюваної енергії в пустелі (DRECP), згідно з яким Бюро з управління земельними ресурсами визначило близько 17 000 км² громадської землі як охоронювану територію дикої природи, що є частиною Національних заповідних земель Каліфорнійської пустелі. Південно-західна та центрально-східна частини пустелі Мохаве перебувають під меншою охороною. Їм загрожує збільшення сільськогосподарського та рекреаційного використання та іншої людської діяльності, однак Всесвітній фонд дикої природи класифікує стан збереження регіону як відносно стабільний.
Оцінка 2017 року показала, що 60 233 км², або 47 % екорегіону, є заповідними територіями. Основними природоохоронними територіями, розташованими в пустелі Мохаве, є Національний парк Долини Смерті, найбільший національний парк у 48 суміжних штатах США площею майже 14 000 км², Національний парк Джошуа-Трі, Пустельний національний природний заповідник, найбільший національний природний заповідник в суміжних штатах США площею 6540 км², Національний заповідник Мохаве та Національна зона відпочинку озера Мід. Заповідник каліфорнійських маків Антилопової долини охороняє поля каліфорнійського садового маку (Eschscholzia californica) в Антилоповій долині на заході регіону. Також в Мохаве розташовані такі заповідники, як Національна пам'ятка шляхів Мохаве, Національна заповідна зона Ред-Кліффс, Національна заповідна зона каньйону Ред-Рок, Національний природний заповідник Еш-Медоуз, Національний природний заповідник долини Моапа, Національний природний заповідник Пахранагат, Державний парк каньйону Ред-Рок, Державний парк Сніжного каньйону, Державний парк Седдлбек-Батт, Державний парк Долини Вогню, Державний парк пустельних рідколісь імені Артура Ріплі, Державна зона відпочинку гір Провіденс та Природна зона пустельних черепах. 1984 року Національний парк Долини Смерті та Національний парк Джошуа-Трі включили до Біосферного заповідника пустель Мохаве та Колорадо, створеного під патронажем ЮНЕСКО.

## Значення в культурі
У пустелі Мохаве було знято багато кінофільмів та щонайменше сім популярних музичних кліпів. Тут було зроблено фотографії, пов'язані з альбомом The Joshua Tree гурту U2, виданого 1987 року. У пустелі Мохаве відбуваються події, описувані у низці книжок, зокрема в романі Роберта Гайнлайна «Двері у літо». Тут розгортаються дії мультфільму «Ранго» та комп'ютерної гри «Fallout: New Vegas». На честь пустелі Мохаве названо операційну систему MacOS Mojave, що вийшла 2018 року.